# Alfred Hitchcock
« Hitchcock » redirige ici. Pour les autres significations, voir Hitchcock (homonymie).
Alfred Hitchcock [ˈælfɹɪd ˈhɪt͡ʃkɒk] est un réalisateur, scénariste et producteur de cinéma britannique, né le 13 août 1899 à Leytonstone (Londres) et mort le 29 avril 1980 à Bel Air (Los Angeles).
Plus grand cinéaste selon un classement dressé en 2007 par la critique au Royaume-Uni, The Daily Telegraph écrit : « Hitchcock a fait davantage qu'aucun autre réalisateur pour façonner le cinéma moderne, lequel sans lui serait tout à fait différent. Il possédait un flair pour la narration, en dissimulant avec cruauté (à ses personnages et au spectateur) des informations cruciales et en provoquant comme nul autre les émotions du public »[source insuffisante].
Au cours de ses soixante années de carrière, il réalise plus de cinquante longs métrages, dont certains comptent, tant par leur succès public que par leur réception et leur postérité critiques, parmi les plus importants du septième art. Ce sont, entre autres, Les 39 Marches, Soupçons, Les Enchaînés, Fenêtre sur cour, Sueurs froides, La Mort aux trousses, Psychose, ou encore Les Oiseaux.
Après des succès dans le cinéma muet et le cinéma sonore naissant, Hitchcock quitte son pays natal et s'installe à Hollywood, juste avant le déclenchement de la Seconde Guerre mondiale. Le 20 avril 1955, il acquiert la citoyenneté américaine mais conserve la citoyenneté britannique, ce qui lui permet, à la fin de sa vie, d'être anobli et nommé chevalier commandeur de l'ordre de l'Empire britannique (KBE). Doué d'un sens aigu de l'autopromotion, notamment au travers de ses caméos, Hitchcock demeure l'une des personnalités du XXe siècle les plus reconnaissables et les plus connues à travers le monde.
Surnommé « le Maître du Suspense », il est considéré comme l'un des réalisateurs les plus influents sur le plan stylistique. Pionnier de nombreuses techniques dans le genre cinématographique du thriller, Hitchcock a installé les notions de suspense et de MacGuffin dans l'univers du cinéma. Ses thrillers, caractérisés par une habile combinaison entre tension et humour, explorent la figure de l'innocent persécuté au moyen de thèmes récurrents : la peur, la culpabilité et la perte d'identité.

## Biographie

### Enfance

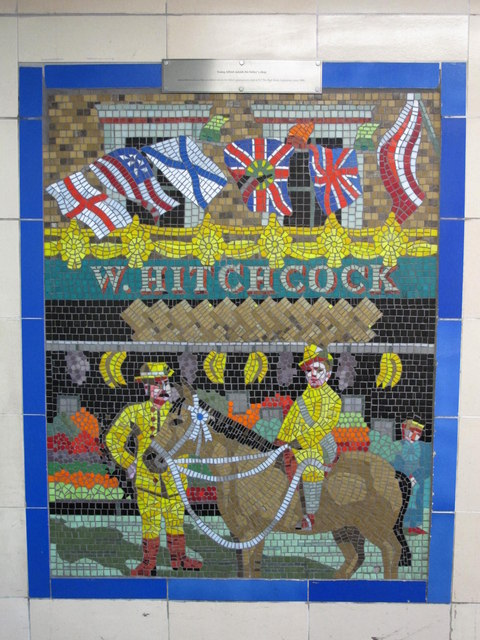
A Hitchcock Thriller, élément d'une mosaïque se trouvant dans la station de métro de Leytonstone (Londres). Le jeune Alfred Hitchcock y est représenté à cheval, à côté de l'échoppe de son père, non loin du 517, High Road.

Alfred Joseph Hitchcock naît en 1899 à Leytonstone, dans la banlieue nord-est de Londres. Il est le fils de William Hitchcock (1862-1914) et d'Emma Jane Hitchcock, née Whelan (1863-1942). Son père est grossiste en volailles, ainsi qu'en fruits et légumes. Alfred, à qui l'on donne le prénom de l'un de ses oncles — le frère de son père —, est le benjamin de trois enfants : ses aînés, William et Eileen, sont respectivement nés en 1890 et en 1892. Sa famille est en grande partie catholique, sa mère et sa grand-mère paternelle étant d'origine irlandaise,,. À Londres, Hitchcock fréquente le collège Saint Ignatius (en) à Stamford Hill, une école tenue par des jésuites. Plus tard, le christianisme sera parfois évoqué dans ses films, et de temps en temps égratigné, sans doute à cause de cette éducation dont il gardera un très mauvais souvenir, notamment à cause de sa crainte des châtiments corporels.
Hitchcock décrira souvent son enfance comme très solitaire et protégée, situation aggravée par son obésité. Il avoue lui-même ne pas avoir eu d'amis à cette époque et avoir passé son temps à jouer seul. Ce sentiment d'isolement s'accentue lorsque, un soir de réveillon, il surprend sa mère en train de prendre des jouets dans son bas de Noël pour les glisser dans ceux de son frère et de sa sœur. La mère de Hitchcock a souvent pour habitude, en particulier quand il s'est mal conduit, de l'obliger à s'adresser à elle en se tenant debout, parfois durant des heures, au pied de son lit. Ces expériences seront plus tard utilisées pour décrire le personnage de Norman Bates dans le film Psychose,.
Hitchcock témoignera toujours d'une certaine défiance vis-à-vis de la police. Cela peut s'expliquer par un rapide séjour au commissariat. Alors qu'il était âgé de seulement quatre ou cinq ans, son père l'aurait envoyé dans un commissariat avec un mot à remettre aux policiers. Après lecture du billet, les policiers l'auraient enfermé dans une cellule, pour le relâcher au bout de quelques minutes, en lui disant : « Voilà ce qui arrive aux méchants garçons ». Plus tard, le réalisateur racontera plusieurs fois cette anecdote pour expliquer sa crainte de l'autorité. Que cette histoire soit ou non authentique, on trouvera fréquemment dans ses films des échos à cette idée d'être traité durement ou accusé à tort.
En 1914, année de la mort de son père — Hitchcock a alors quatorze ans —, il quitte le collège Saint Ignatius et part étudier à la London County Council School of Engineering and Navigation à Poplar (Londres). Après l'obtention de son diplôme, il obtient un emploi au département « publicité » de la société W.T. Henley Telegraphic,. À l'occasion, il écrit des nouvelles pour une revue que publient ses collègues.

### Du graphisme à la réalisation
Son travail dans la publicité développe ses talents de graphiste. Durant cette période, Alfred Hitchcock commence à s'intéresser au cinéma, en 1920, grâce à un acteur qui à l'occasion travaillait aussi chez Henley, il est bientôt engagé comme auteur et graphiste d'intertitres aux Studios Islington que venait de fonder à Londres la Famous Players-Lasky, une firme américaine qui avait pour ambition de monter des productions internationales avec vedettes anglaises et américaines et des metteurs en scène de Hollywood ; cette firme deviendra plus tard la Paramount. Rapidement, Hitchcock devient chef de la section « Titrage » de la société et, pendant deux ans, il rédige et dessine les titres de films de cinéastes tels que Hugh Ford, Donald Crisp et George Fitzmaurice. Au début des années 1920, il voit la possibilité de s'essayer à la réalisation, lorsque le réalisateur d'Always Tell Your Wife (1923), Hugh Croise, tombe malade en cours de tournage, et qu'il parvient à convaincre Seymour Hicks, à la fois la vedette et le producteur du film, de l'aider à le terminer. En 1920, il travaille à plein temps aux Studios Islington, d'abord avec leur propriétaire américain, Famous Players-Lasky, ensuite avec leur successeur britannique, Gainsborough Pictures, toujours comme concepteur d'intertitres. Il lui faudra cinq ans pour passer de cet emploi à celui de réalisateur. Alfred Hitchcock était aussi un collectionneur d'art, qui possédait en particulier des œuvres de Paul Klee, Edward Hopper, Georges Braque dont Les Oiseaux le fascinaient au point d'en commander une mosaïque pour le mur de sa villa de Scott Valley en Californie

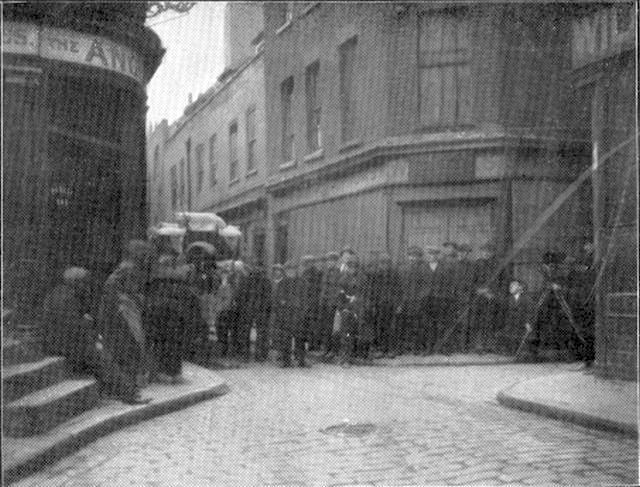
Photo rare, prise en 1922, lors du tournage de Number Thirteen. Le film resta inachevé et les scènes tournées sont considérées comme perdues.

Alfred Hitchcock, ensuite, s'associe à l'actrice Clare Greet et tente de produire et réaliser un premier film, Number Thirteen (1922), qui traite du petit peuple londonien,. La production sera annulée en raison de difficultés financières. Les quelques scènes qui avaient pu être tournées sont aujourd'hui apparemment perdues. Et, si l'on en croit les propres mots de Hitchcock, « ce n'était vraiment pas bon ».

### Films muets

#### Michael Balcon (1): Gainsborough
Fin 1922, Famous Players-Lasky décide d'arrêter sa production à Islington. Une petite équipe, dont fait partie Hitchcock, est retenue par le studio ; et quand Michael Balcon fonde avec Victor Saville et John Freedman une nouvelle compagnie indépendante, Gainsborough Pictures, et vient tourner son premier film à Islington, Hitchcock est engagé comme assistant réalisateur.
En 1923[réf. nécessaire], il rencontre sa future femme Alma Reville, lors du tournage du film de Graham Cutts, Woman to Woman (La Danseuse blessée), au scénario duquel il collabore. Il l'épouse en 1926 à l'Oratoire de Londres. Pendant ses années de formation, il se perfectionne dans tous les domaines : décors, costumes, scripts… Son perfectionnisme lui vaudra par la suite de nombreuses scènes cultes. La dernière collaboration de Cutts et de Hitchcock conduit ce dernier en Allemagne en 1924[réf. nécessaire], où il travaille pour l'UFA en tant que décorateur puis scénariste. Le film Le Voyou (en allemand Die Prinzessin und der Geiger, en anglais The Blackguard, 1925), réalisé par Cutts et coécrit par Hitchcock, est produit aux studios de Babelsberg à Potsdam, près de Berlin. Alfred Hitchcock a alors l'occasion d'assister au tournage du Dernier des hommes (Der Letzte Mann, 1924) de Friedrich Wilhelm Murnau ; il restera profondément marqué par cette expérience et s'inspirera beaucoup des réalisateurs expressionnistes, principalement Murnau, dont les techniques, plus tard, l'inspireront pour la conception des décors de ses propres films, et Fritz Lang (voir, plus bas, Les influences d'Alfred Hitchcock). Contrairement à d'autres réalisateurs dont la composante littéraire est très affirmée, Hitchcock restera toujours un amoureux de la technique et du perfectionnisme de scènes très complexes.

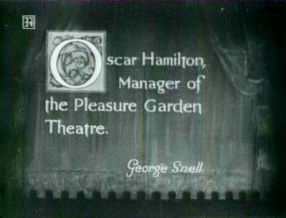
Intertitre du film Le Jardin du plaisir (1925), le premier film « achevé » de Hitchcock.

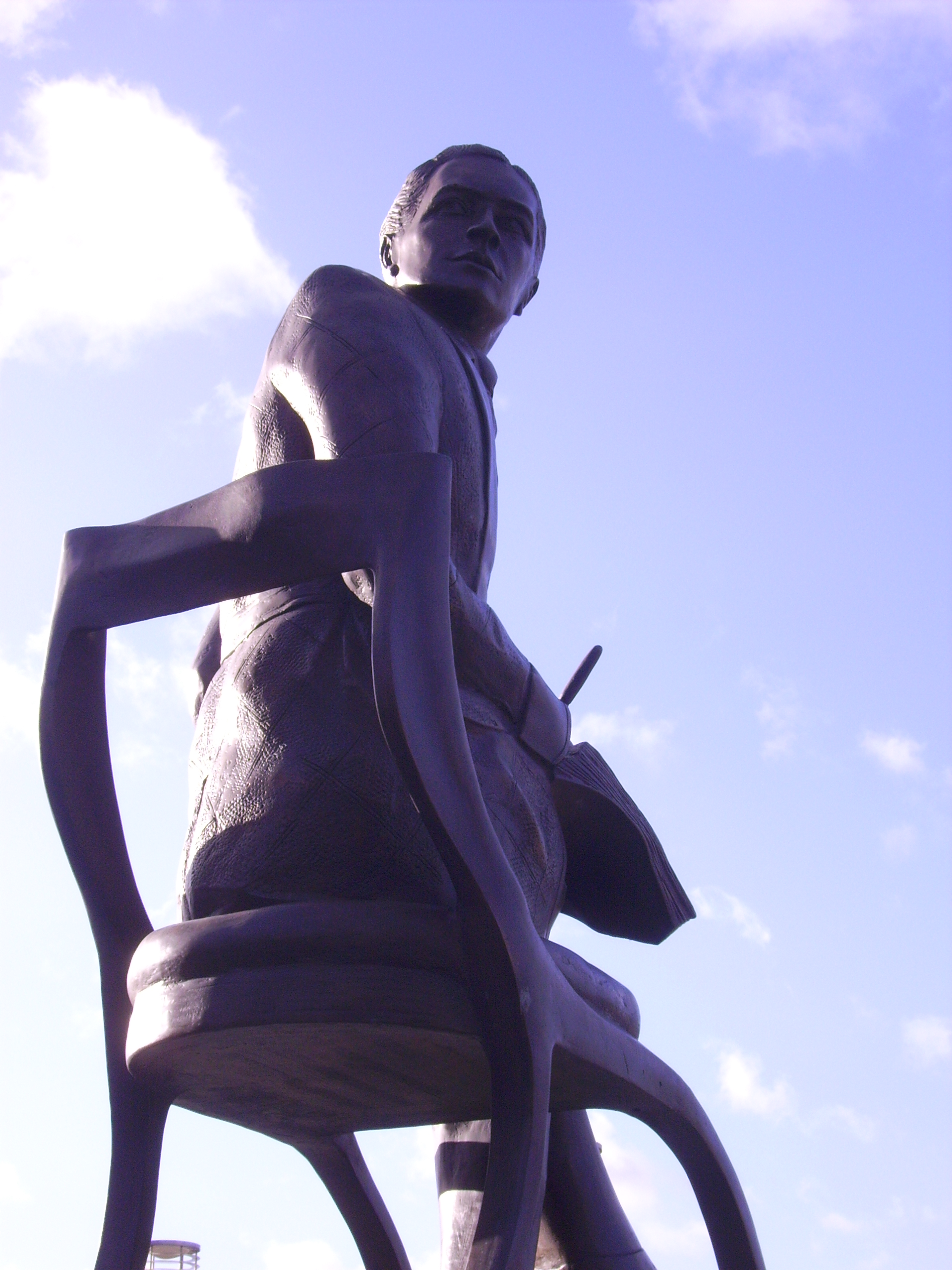
Statue d'Ivor Novello (à Cardiff Bay, pays de Galles), la vedette principale de The Lodger et Downhill (1927).

En 1925, Michael Balcon donne une autre chance à Hitchcock en lui confiant la réalisation du Jardin du plaisir (The Pleasure Garden), dont le tournage a lieu aux studios de l'UFA en Allemagne. Le film, un conte moral ayant le théâtre comme toile de fond, débute par une scène de voyeurisme, emblématique de l'un de aspects de la future carrière du réalisateur : un travelling latéral montrant les réactions réjouies d'un public masculin assistant à une scène de cabaret. Le Jardin du plaisir est un échec commercial. Hitchcock dirige ensuite un drame, The Mountain Eagle (sorti aux États-Unis sous le titre Fear o' God), dont aucune copie aujourd'hui ne semble avoir survécu. Une fois les deux films achevés, ils sont visionnés par les distributeurs qui les mettent au placard.
Le 2 décembre 1926, Hitchcock, dont la carrière semble achevée, épouse son assistante, la monteuse et scripte Alma Reville, à l'Église du Cœur-immaculé-de-Marie (Church of the Immaculate Heart of Mary, plus communément appelée Brompton Oratory). Leur premier et seul enfant, une fille, Patricia, naîtra un an et demi plus tard, le 7 juillet 1928. Alma, avec qui Hitchcock restera jusqu'à la fin de sa vie, devait être la plus proche collaboratrice de son mari. Elle participera à l'écriture de quelques-uns de ses scénarios et — quoique souvent son nom n'apparaisse pas au générique — collaborera avec lui sur la plupart de ses films.

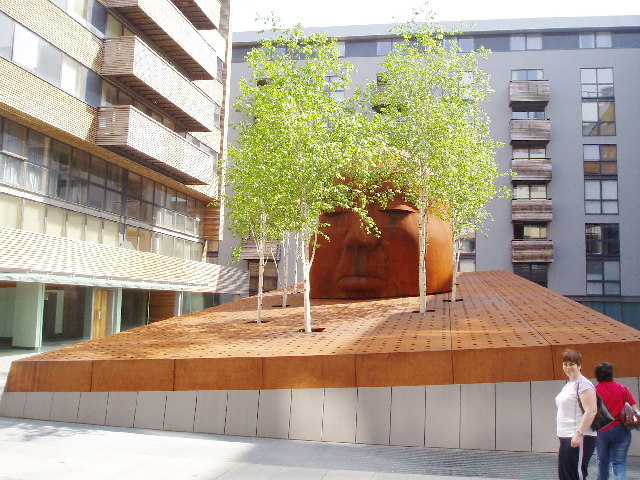
Statue de la tête d'Alfred Hitchcock, sur l'ancien site des studios Gainsborough.

Quelques mois après son mariage, la chance sourit enfin au réalisateur, avec son premier thriller, Les Cheveux d'or, plus connu sous son titre original, The Lodger (A Story of the London Fog), l'adaptation d'un best-seller de Marie Belloc Lowndes avec, dans le rôle principal, Ivor Novello, l'un des acteurs les plus célèbres en Grande-Bretagne à cette époque.
Ce thriller, librement inspiré de l'histoire de Jack l'Éventreur, est jugé invendable par le distributeur C.M. Woolf, qui estime que les angles de prise de vues sont insolites et que les étranges éclairages inspirés par le cinéma allemand vont dérouter le public anglais. Balcon décide alors d'engager le critique Ivor Montagu pour conseiller Hitchcock. Le film, qui sort le 14 février 1927, se révélera être un succès commercial et critique majeur au Royaume-Uni : le public se rue dans les salles et le Daily Express ira même jusqu'à qualifier Hitchcock de « jeune homme de génie ». Comme c'est le cas pour bon nombre de ses premières œuvres, ce film est influencé par les techniques du cinéma expressionniste dont Hitchcock avait été personnellement le témoin en Allemagne. Certains commentateurs considèrent The Lodger comme le premier film véritablement « hitchcockien »,, du fait notamment que l’on y trouve entre autres thèmes celui du « faux coupable ». Le film est également connu pour être le premier dans lequel le réalisateur fait une brève apparition — un caméo — ; cette idée, qui à l'origine serait due au fait que manquait un figurant auquel Hitchcock décida en dernière minute de suppléer, deviendra par la suite l'une de ses marques de fabrique et l'un de ses meilleurs outils de promotion. Comme le dira Roy Ward Baker : les réalisateurs étaient seulement considérés à cette époque comme des techniciens très bien payés, et Hitchcock, dès le début de sa carrière en Grande-Bretagne, allait transformer cette image.
Après le succès de The Lodger, le réalisateur peut choisir son prochain film. Il met en scène Downhill, parfois appelé en français La Pente (1927), coécrit et interprété par Ivor Novello, auteur de la pièce originale. « Ce fut le tournage le plus élégant de ma carrière »[source insuffisante], dira plus tard Hitchcock à son sujet. Le film, cependant, ne connaît pas un grand succès. Il tourne ensuite Le passé ne meurt pas (Easy Virtue, 1928), tiré d'une pièce de Noël Coward, un film qui souffre de l'absence de dialogues.

#### British International
Alfred Hitchcock, mécontent des scénarios qui lui sont proposés, quitte alors Gainsborough Pictures pour signer un contrat avec la British International Pictures (BIP). Le premier film réalisé pour la compagnie, Le Masque de cuir (The Ring, 1927), une histoire de triangle amoureux sur fond de boxe, rencontre les faveurs du public. Suit une comédie romantique, Laquelle des trois ? (The Farmer's Wife, 1928) ; lors de son tournage, Hitchcock doit remplacer le directeur de photographie, Jack Cox, tombé malade. L'année suivante, Hitchcock, qui est alors installé avec son épouse — et bientôt la petite Patricia —, au 153 Cromwell Road, un pavillon de la banlieue ouest de Londres, réalise ses derniers films muets : Champagne (1928) et The Manxman (1929).

### Premiers films parlants d'avant-guerre

#### Chantage: du muet au parlant
Hitchcock sait que ses derniers films ne sont pas à la hauteur des espoirs laissés par Les Cheveux d'or / The Lodger. Malgré une grande maîtrise technique, les idées manquent d'éclat. En 1929, le réalisateur tourne son dixième long-métrage, Chantage (Blackmail), qu'il adapte d'une pièce de Charles Bennett, lequel deviendra par la suite, de L'Homme qui en savait trop (1934) à Correspondant 17 (1940), l'un des scénaristes attitrés de Hitchcock, et dont l'influence sur l'orientation que prendra l'œuvre hitchcockienne se révélera déterminante.
Alors que le film n'est pas encore terminé, la BIP, enthousiasmée par l'idée d'utiliser la révolution technique que constitue alors l'arrivée du parlant, décide de faire de Chantage l'un des premiers films sonores jamais produits en Grande-Bretagne. Hitchcock se sert alors du son comme d'un élément particulier du film, notamment dans une scène où, dans une conversation à laquelle assiste l'héroïne, qui vient juste de se rendre coupable d'un meurtre, le mot knife (« couteau ») est mis en évidence. Culminant avec une scène se déroulant sur le dôme du British Museum, Chantage est aussi le premier film dans lequel Hitchcock utilise comme décor d'une scène de suspense un site célèbre. À sa sortie, le film obtient un succès phénoménal, tant auprès du public que de la critique. La presse est enchantée par l'opposition entre le devoir et l'amour et, plus précisément, « l'amour opposé au devoir ». À cette époque, Hitchcock fonde, avec un attaché de presse du nom de Baker, Hitchcock-Baker Ltd., une petite structure vouée à son autopromotion.
À cette époque, Hitchcock dirige également des séquences d'Elstree Calling (1930), une revue musicale filmée, produite par la BIP, ainsi qu'un court métrage ayant pour protagonistes deux lauréats d'une bourse de la Film Weekly, An Elastic Affair (1930). Hitchcock aurait aussi participé, modestement, à une autre revue musicale de la BIP, Harmony Heaven (1929), bien que son nom n'apparaisse pas au générique de ce film.[source insuffisante]

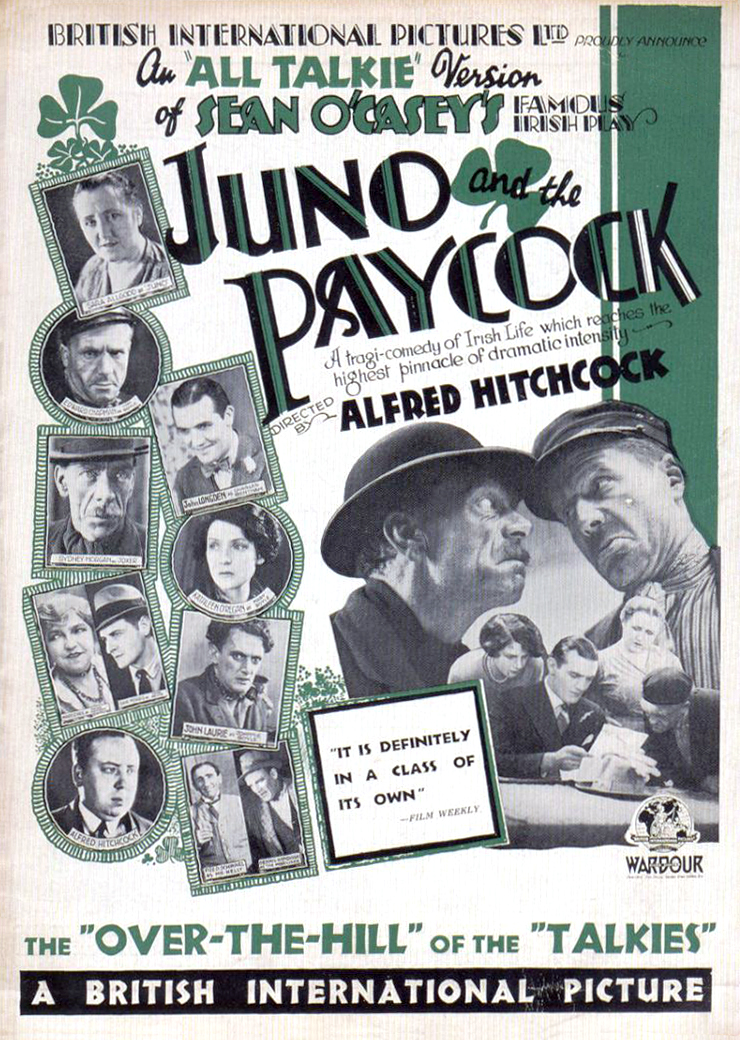
L'affiche de Junon et le Paon.

Hitchcock réalise ensuite Junon et le Paon (1930), adapté sans grand brio, sans doute trop fidèlement, d'une pièce de l'Irlandais Seán O'Casey ; il s'agit vraisemblablement d'un reflet de la volonté, après l'arrivée du parlant, d'exploiter surtout cette nouveautvé. Il tourne ensuite, de 1930 à 1934, Meurtre —  dont il réalisera aussi une version avec acteurs allemands, distribuée sous le titre Mary —, The Skin Game, À l'est de Shanghai, Numéro dix-sept, ainsi qu'un film musical, Le Chant du Danube.

#### Michael Balcon (2): Gaumont British
En 1933, Hitchcock est de nouveau engagé par Balcon à la Gaumont British Picture Corporation. Son premier film pour la compagnie, L'Homme qui en savait trop (The Man Who Knew Too Much, 1934), est un succès. Hitchcock en tournera lui-même un remake aux États-Unis. À la demande de Sidney Bernstein (en), un exploitant de salle devenu président de la London film society (en), il embauche pour cette première version des acteurs et des techniciens persécutés comme « juifs » par le régime nazi et ayant fui l'Allemagne hitlérienne. L'amitié nouée par les deux hommes autour du militantisme antifasciste sera indéfectible.
Quant au second film, Les 39 Marches (The 39 Steps, 1935), qui allait plus tard servir de modèle à Jeune et innocent, Correspondant 17, Cinquième Colonne et à La Mort aux trousses, il est régulièrement cité comme l'un des meilleurs films de la période anglaise de la carrière du réalisateur. Les deux films ont en commun d'avoir Charles Bennett pour principal scénariste.
L'histoire est celle d'un homme accusé à tort et contraint de prouver son innocence. Un Canadien (Robert Donat) accepte d'héberger dans son meublé de Londres une jeune femme qui, en fait, est un agent secret luttant contre une mystérieuse organisation criminelle appelée « Les 39 Marches ». L'inconnue est tuée et le jeune homme, craignant d'être accusé d'assassinat, part en Écosse sur les traces de cette organisation. Selon Bernard Eisenschitz, qui cite Claude Chabrol et Éric Rohmer, Hitchcock s'inspire pour ce film de Spione (1928), de Fritz Lang.
Les 39 Marches est le premier film dans lequel Hitchcock recourt à un MacGuffin, terme désignant un élément de l'intrigue autour duquel semble tourner toute l'histoire, mais qui n'a en réalité aucun rapport avec la signification de celle-ci ou la manière dont elle se termine (voir, plus bas, Le MacGuffin). Dans Les 39 Marches, le « MacGuffin » est en l'occurrence une série de plans qui semblent avoir été dérobés.
Le film suivant du réalisateur, Agent secret (Sabotage, 1936), est l'adaptation très libre, par Charles Bennett et Alma Reville, l'épouse de Hitchcock, d'un roman de Joseph Conrad.
Il y est question d'une obscure organisation terroriste sévissant à Londres, et en particulier de l'un de ses membres, M. Verloc (Oskar Homolka), au physique brutal, propriétaire d'un cinéma menant une vie en apparence paisible avec sa séduisante épouse (Sylvia Sidney) et le jeune frère de celle-ci. On cite souvent une anecdote à propos de ce film. Lors du tournage d'une scène dramatique où elle devait intervenir, Sylvia Sidney, voyant le réalisateur préférer passer son temps à cadrer des éléments du décor plutôt qu'elle, en aurait été émue jusqu'aux larmes. Après avoir vu le résultat à l'écran, cependant, l'actrice, enthousiasmée, aurait immédiatement alerté le producteur hollywoodien David O. Selznick pour que celui-ci s'intéressât de plus près à l'étonnant réalisateur. Il est possible que cette histoire fasse uniquement partie de la légende entourant le cinéaste, mais elle n'en reste pas moins significative. Agent secret sera un échec sur le plan commercial. Hitchcock l'expliquera du fait que, dans ce film, très sombre, une scène particulièrement angoissante se conclut par la mort, choquante, d'un enfant.
En 1937, Alfred Hitchcock, accompagné de sa femme Alma et de son assistante Joan Harrison, effectue un premier voyage à Hollywood aux États-Unis.

#### Gainsborough, sans M. Balcon
Avec Agent secret se termine la deuxième phase de collaboration fructueuse avec Michael Balcon, au moment où les propriétaires de la Gaumont British décident de mettre la clef sous la porte. C'est alors de nouveau pour Gainsborough Pictures qu'Hitchcock tourne ses deux films suivants, mais sans son ancien producteur. Jeune et Innocent (Young and Innocent, 1937) constitue une variation sur le thème de l'innocent injustement poursuivi, avec toutefois un ton de comédie plus prononcé.
Le réalisateur connaît un autre succès important en 1938 avec Une femme disparaît, un film spirituel et au rythme enlevé dans lequel il est question de la disparition de Miss Froy, sympathique vieille dame anglaise (May Whitty), qui voyageait à bord d'un train dans un pays fictif nommé Vandrika, une allusion à peine voilée à l'Allemagne nazie. Bien qu'on y voyage beaucoup, le tournage du film a lieu exclusivement dans un petit studio londonien, et Hitchcock a recours, pour donner l'illusion de dépaysement, à des maquettes et à des projections à l'arrière-plan des personnages.
C'est à cette époque qu'Hitchcock commence à être connu pour avoir fait une réflexion peu flatteuse concernant les acteurs, assimilant ceux-ci à « du bétail ». La phrase allait suivre Hitchcock durant des années (voir, plus bas, « Hitchcock et ses interprètes »).
Vers la fin des années 1930, le réalisateur commence à jouir d'une certaine réputation auprès du public américain ; il est alors, en Grande-Bretagne, au sommet de son art. C'est ainsi que David O. Selznick lui propose de venir travailler à Hollywood. Hitchcock accepte et, à partir de ce moment, c'est aux États-Unis qu'il tournera quasiment tous ses films. Le 14 juillet 1938, il signe un contrat de 40 000 $ par film. En 1939, il tourne — provisoirement — un dernier film en Grande-Bretagne, La Taverne de la Jamaïque, un mélodrame historique. Le 6 mars 1939, lui et sa famille arrivent à New York et s'installent à Los Angeles.

### Années 1940 américaines

#### Installation loin de la guerre
Le suspense et l'humour noir, devenus au cinéma la marque de fabrique de Hitchcock, allaient continuer à apparaître dans ses réalisations américaines. Rapidement, Hitchcock sera impressionné par les ressources supérieures dont disposaient les studios américains, en comparaison avec les restrictions financières auxquelles il s'était souvent heurté en Angleterre.[réf. nécessaire]
En septembre 1940, les Hitchcock achètent Cornwall, un ranch de 200 acres (0,81 km2) situé près de la petite ville de Scotts Valley, dans les Monts Santa Cruz, au nord de la Californie. Le ranch restera leur résidence principale jusqu'à leur mort, malgré le fait qu'ils conserveront leur maison de Bel Air.
Hitchcock ne réalisera que quatre films pour Selznick (Rebecca en 1940 ; La Maison du docteur Edwardes en 1945 ; Les Enchaînés en 1946 et Le Procès Paradine en 1947) avant de décider qu’il vaut mieux être son propre producteur en 1947. Cependant, produire un film coûte cher et les premières œuvres indépendantes d’Alfred Hitchcock (La Corde et Les Amants du Capricorne) n’ont guère de succès au box-office. Le 3 janvier 1949, le réalisateur signe avec Warner Bros. un contrat par lequel il s'engage à tourner quatre films en six ans.

#### Débuts américains avec David O. Selznick

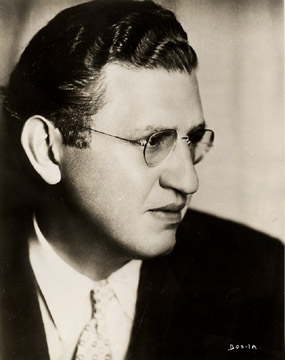
Le producteur David O. Selznick.

Les conditions de travail avec Selznick ne seront pas optimales. Régulièrement, le producteur se retrouvait lui-même face à des difficultés financières et, souvent, Hitchcock sera mécontent du contrôle exercé par Selznick sur ses films. Selznick « louera » Hitchcock aux plus grands studios (RKO, Universal, 20th Century Fox) plus souvent qu'il ne produira lui-même les films du réalisateur. En outre, Selznick, comme Samuel Goldwyn, son collègue producteur indépendant, ne faisait que quelques films par an, de sorte qu'il n'avait pas toujours de projets à proposer à Hitchcock. Goldwyn avait lui aussi négocié avec le réalisateur pour un possible contrat, mais Selznick avait surenchéri et l'avait emporté. Plus tard, au cours d'une interview, Hitchcock résumera ainsi leur collaboration :
« [Selznick] était le Grand Producteur. […] Le producteur était le roi. La chose la plus flatteuse que Mr Selznick ait jamais dite à mon sujet — et cela montre le degré de contrôle —…il a dit que j'étais le « seul réalisateur » à qui « il confierait un film ». »

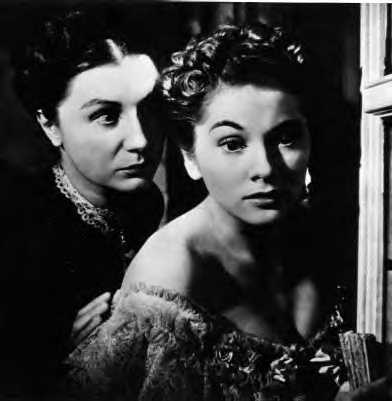
Mrs. Danvers (Judith Anderson), la gouvernante peu amène, et la jeune Mrs. De Winter (Joan Fontaine), dans Rebecca (1940).

Au départ, le producteur souhaite qu'Hitchcock réalise un film sur le naufrage du Titanic. Néanmoins, Hitchcock parvient à imposer son choix. Il opte pour Rebecca (1940), l'adaptation d'un best-seller de sa compatriote Daphne du Maurier (auteur également de L'Auberge de la Jamaïque, dont était tiré son précédent film, et de la nouvelle Les Oiseaux, que le réalisateur allait plus tard porter à l'écran). L'histoire se déroule en Angleterre. Les rôles principaux seront tenus par Laurence Olivier et Joan Fontaine, des acteurs britanniques, et l'écriture du scénario est confiée à Joan Harrison, britannique elle aussi. Du fait de l'affection portée par Hitchcock pour son pays natal, un grand nombre de ses films américains auront en effet le Royaume-Uni pour décor, ou y seront tournés, et ce jusqu'à Frenzy, son avant-dernier long-métrage.
Après de nombreux remaniements du scénario, le tournage du film démarre le 8 septembre 1939, cinq jours après la déclaration de guerre du Royaume-Uni à l'Allemagne et la veille de l'avant-première d'Autant en emporte le vent. Hitchcock aime travailler seul, sans interférences. Avec Selznick, il doit justifier ses choix et prendre les idées et les remarques du producteur en considération. En cours de production, des tensions surgissent entre Hitchcock et Selznick quant à la fidélité à laquelle est tenu un réalisateur par rapport à une œuvre littéraire adaptée, le choix et la direction des acteurs, et l'importance du montage[source insuffisante]. Concernant le premier point, par exemple, Selznick, qui depuis trois ans travaille sur Autant en emporte le vent — le film qui fera sa renommée —, amoureux de littérature, souhaite que des scènes et des dialogues entiers de Rebecca soient fidèlement restitués à l'écran. Son approche est en totale opposition avec celle de Hitchcock. Il se plaint par ailleurs au sujet du « fichu découpage en puzzle » de Hitchcock, ce qui montre que, finalement, ce n'est pas lui, le producteur, qui aura le dernier mot pour créer un film à sa manière, mais qu'il est contraint de suivre la vision de Hitchcock concernant ce à quoi doit ressembler le produit fini.
Rebecca, conte gothique, explore les peurs d'une jeune mariée naïve qui vient s'installer dans une vaste demeure de la campagne anglaise ; dans un premier temps, il lui faut s'adapter au formalisme et à la froideur extrêmes qu'elle y rencontre, et ensuite faire face à l'emprise de la précédente femme de son mari, morte longtemps auparavant. Dans ce film, le réalisateur recourt à des procédés qui seront caractéristiques de ses œuvres postérieures les plus accomplies : un rythme lent, une histoire racontée selon le point de vue d'un seul personnage, l'introduction à mi-parcours d'un élément qui change totalement le sens de l'histoire et l'utilisation de procédés visuels spectaculaires réservés aux moments clefs de l'intrigue.

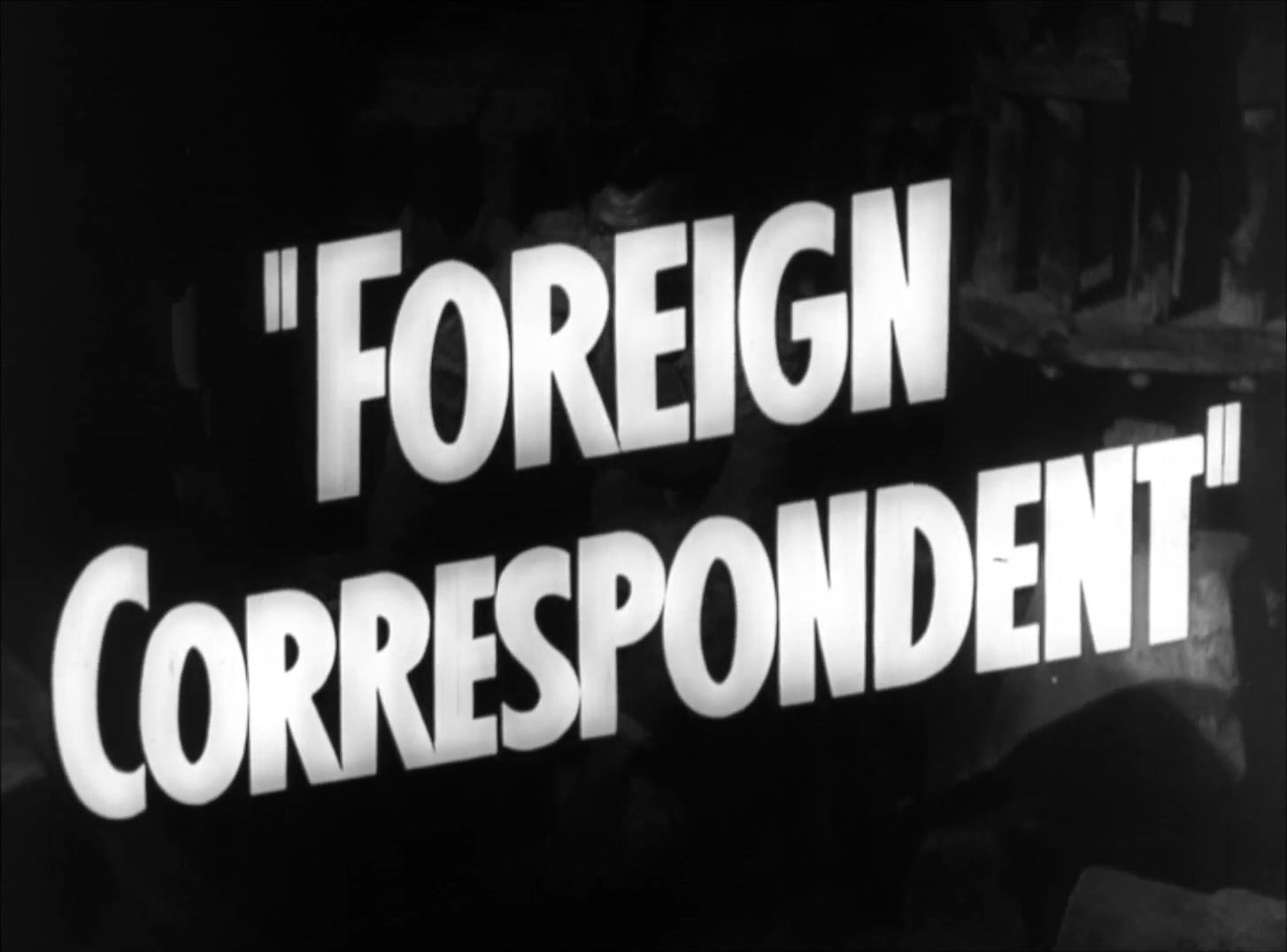
Bande-annonce de Correspondant 17.

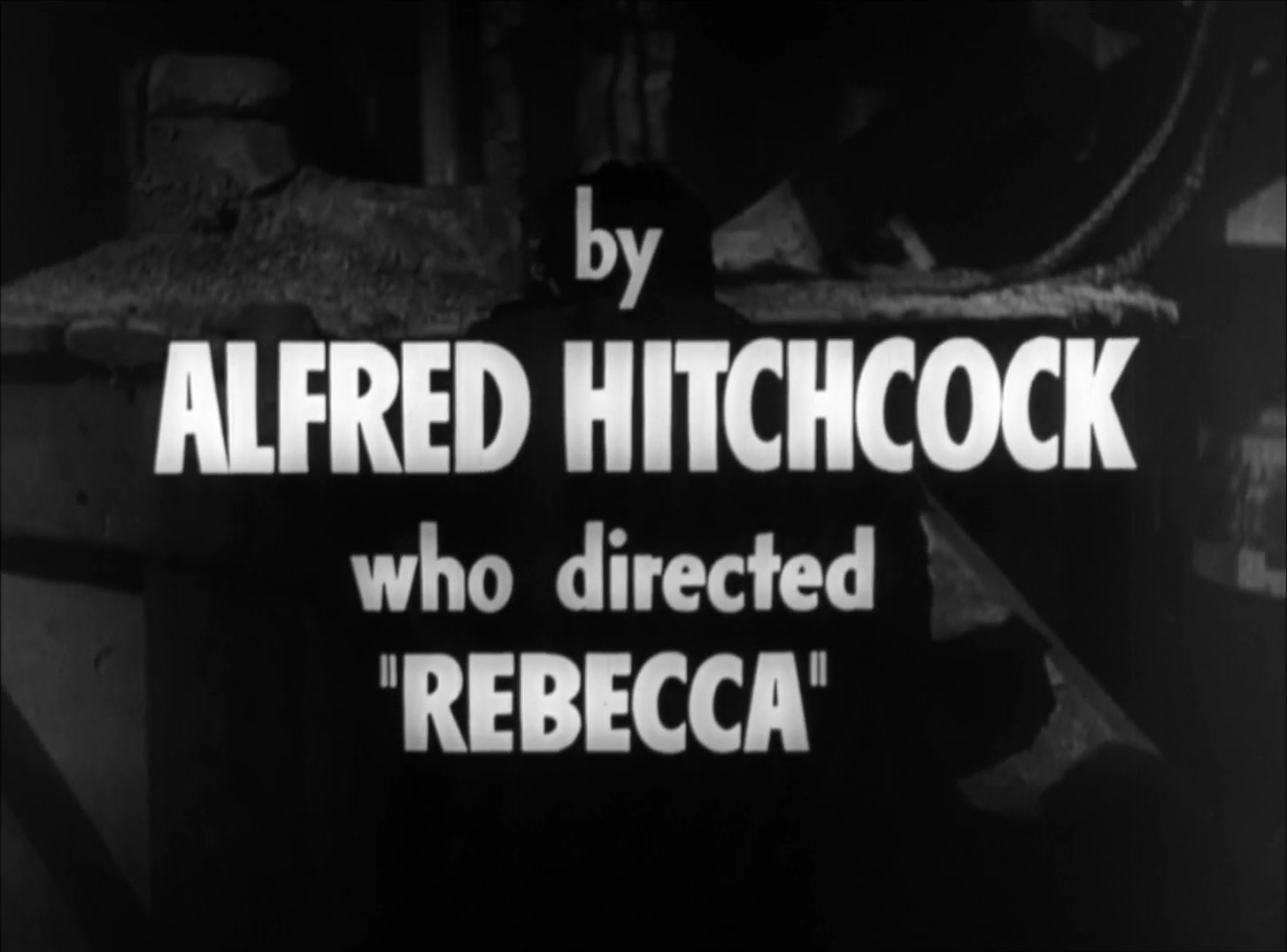
Bande-annonce de Correspondant 17.

En dépit de sa longueur — le film dure plus de 2 heures —, c'est un triomphe, et il reçoit deux Oscars sur treize propositions : celui du meilleur film, décerné à Selznick, et celui de la meilleure photographie, décerné au chef opérateur George Barnes. Hitchcock est nommé pour celui du meilleur réalisateur, mais c'est John Ford qui, finalement, décrochera la récompense. Hitchcock ressent avec une certaine amertume le fait que le prix du meilleur film aboutisse dans les mains de Selznick plutôt que dans les siennes, et c'est sans doute ce qui, par la suite, allait le stimuler dans sa volonté d'indépendance.
Hitchcock, comme beaucoup d'Anglais habitant aux États-Unis, est très inquiet pour sa famille et ses amis restés au pays au début de la Seconde Guerre mondiale. Il leur rend hommage à travers le film Correspondant 17 (Foreign Correspondent, 1940), produit par Walter Wanger et basé sur Personal History, un livre de Vincent Sheean. L'histoire est celle d'un journaliste, joué par Joel McCrea, envoyé en Europe pour juger de l'éventualité d'une nouvelle Guerre mondiale. Le film, qui mêle scènes réelles tournées en Europe et d'autres tournées à Hollywood, se termine par un plaidoyer en faveur de l'entrée en guerre des États-Unis ; cependant, pour satisfaire au code de censure alors en vigueur aux États-Unis, le film évite les références directes à l'Allemagne et aux Allemands. Correspondant 17 sera nommé pour l'oscar du meilleur film, en compétition avec Rebecca, lequel lui sera donc préféré.
À la même époque, Hitchcock supervise le montage des versions américaines de deux documentaires anglais sur la guerre : Men of the Lightship (1941) et Target for Tonight (1941).

#### RKO
Malgré un goût très modéré pour les mondanités, Hitchcock et sa femme se lient d'amitié avec Clark Gable et son épouse Carole Lombard pour qui il accepte de réaliser une comédie romantique avec Robert Montgomery : Joies matrimoniales (1941), L'histoire est celle d'un couple querelleur, interprété par Lombard et Montgomery, qui découvre qu'ils ne sont pas mariés légalement. Après une séparation, ils finissent par se reconquérir à force de disputes. Le Red Book Magazine qualifiera le film de « comédie la plus hilarante et explosive de l'année 1942 ».
Tout comme Joies matrimoniales, Soupçons (Suspicion, 1941) est produit par la RKO. Les deux films de Hitchcock sortent la même année que le Citizen Kane d'Orson Welles, produit par la même compagnie, et dont la musique est signée Bernard Herrmann, un compositeur dont le rôle allait être important par la suite pour Hitchcock.
Hitchcock considèrera Soupçons, adapté du roman Complicité (Before the Fact) de Francis Iles et dont l'histoire se déroule en majeure partie en Angleterre, comme son deuxième film anglais réalisé à Hollywood après Rebecca. Les scènes censées avoir pour décor la côte anglaise seront en réalité tournées sur la côte septentrionale de Santa Cruz en Californie. Le scénario est coécrit par le New-Yorkais Samson Raphaelson, Joan Harrison et Alma Reville. Dans la distribution, on retrouve Joan Fontaine, qui a cette fois pour partenaire Cary Grant (britannique d'origine lui aussi). Il s'agit pour l'acteur de sa première apparition dans un film de Hitchcock, et l'un des rares films de toute sa carrière personnelle où on le voit incarner un personnage assez sinistre,.
Grant joue le rôle d'un homme qui, masquant son oisiveté par son charme, parvient à séduire une jeune femme fortunée et d'un naturel plutôt réservé (Fontaine). Il l'épouse. Rapidement, la jeune femme se rend compte que son mari est tout à fait irresponsable et elle se retrouve, au fil d'une série d'événements, plongée dans une terrible angoisse. Elle finit par suspecter que l'homme qu'elle aime est un meurtrier et qu'il cherche le moyen de se débarrasser d'elle. Selon le réalisateur, la peur et l'angoisse font partie des fantasmes les plus courants chez l'être humain. L'héroïne va jusqu'à imaginer son mari en train de précipiter son ami et associé du haut d'une falaise et, par la suite, à soupçonner qu'un verre de lait est empoisonné, dans une scène typiquement hitchcockienne, où l'on voit le personnage incarné par Grant monter lentement dans la pénombre l'escalier qui mène à la chambre de sa femme, en portant sur un plateau un verre d'une blancheur sidérante. Par la suite, Hitchcock expliquera que, pour cette séquence, il avait fait placer une source lumineuse directement dans le verre.
Dans un premier montage, le film respectait la fin du livre, et le personnage de Grant se révélait être réellement un assassin, mais la RKO considéra que cela était susceptible de nuire à l'image de l'acteur. Bien que, comme il l'avouera plus tard à François Truffaut, un meurtre lui aurait mieux convenu, Hitchcock finit par accepter de donner à l'histoire un dénouement plus heureux, quoique ambigu.
Pour son rôle dans ce film, Joan Fontaine remporte, à vingt-quatre ans, l'oscar de la meilleure actrice — le seul de toute sa carrière —, ainsi que le prix de la critique new yorkaise pour sa « remarquable performance ».

#### Premiers films Universal
À la fin de 1941, après avoir tourné quatre films en deux ans, Hitchcock se lance dans une production à la fois plus personnelle et plus audacieuse, Cinquième Colonne (Saboteur), qui rappelle Les 39 Marches et annonce déjà La Mort aux trousses. Le 20 août 1941, date de la fin de tournage de Soupçons, Hitchcock se met au travail, jusqu'au mois d'octobre de la même année, avec le scénariste Peter Viertel ; participe également à l'écriture Dorothy Parker. Ce film marque la première collaboration de Hitchcock avec Universal Pictures.
L'intrigue débute avec un ouvrier de l'aéronautique accusé, à tort, d'avoir commis un acte de sabotage dans son usine : un incendie ayant entraîné la mort de son meilleur ami. Pour prouver son innocence, il entame une course-poursuite acharnée à travers le pays à la recherche du véritable saboteur. Au cours de sa fuite, il fait la rencontre d'une jeune femme qui, d'abord méfiante, finira par lui venir en aide.
Pour les rôles principaux, Hitchcock souhaitait pouvoir disposer de Gary Cooper et Barbara Stanwyck mais, à la suite du refus du studio, ce seront finalement Robert Cummings et Priscilla Lane qui seront engagés. Le réalisateur déplorera par la suite de n'avoir pu travailler, du moins en ce qui concerne le rôle masculin, avec un acteur plus connu, auquel le public se serait mieux identifié.
Souvent, on reprocha au réalisateur de ne plus s'intéresser à ses films avant même que n'en commence le tournage mais, en réalité, Hitchcock, continuellement à la recherche de la perfection, était toujours prêt à modifier n'importe quel élément de son scénario en fonction de l'avancement du travail. Pour Cinquième Colonne, il expérimente de nouvelles techniques avec le décorateur Robert Boyle. Il tourne aussi deux versions différentes de nombreuses scènes, afin d'avoir la possibilité de choisir lors du montage. Hitchcock pouvait porter un regard critique sur son propre travail. À la fin du film, le héros poursuit un assassin qui se retrouve suspendu au sommet de la torche de la statue de la Liberté. Selon Hitchcock, il s'agit là d'une erreur, et il aurait mieux valu que ce fût le héros qui se retrouvât dans cette fâcheuse posture : ainsi l'identification du public pour le personnage aurait-elle été plus forte. Sorti en avril 1942, le film, néanmoins, connaît un grand succès.

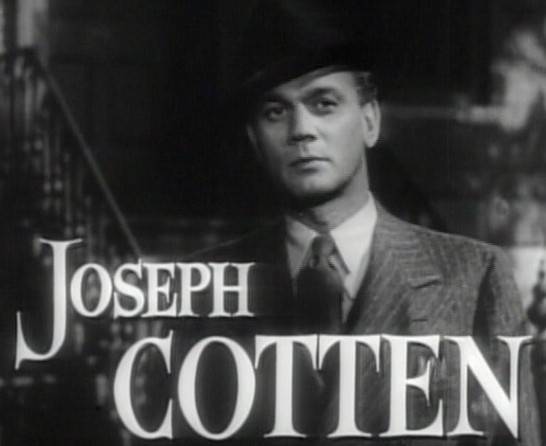
Joseph Cotten, au générique de L'Ombre d'un doute (1943), troublant et cynique oncle Charlie.

Dès la fin du tournage de Cinquième Colonne, Margaret McDonell, chef du département littéraire de Selznick, prend contact avec Hitchcock pour lui soumettre de nouveaux projets. Le réalisateur porte son choix sur Oncle Charlie, une histoire écrite par Gordon McDonell, mari de Margaret McDonell. Pour écrire le scénario de ce qui deviendra L'Ombre d'un doute (Shadow of a Doubt, 1943), son deuxième film Universal, il fait d'abord appel à Thornton Wilder, qui s'attelle à cette tâche en mai et juin de l'année 1942. Avant d'avoir terminé, cependant, le scénariste décide de manière impromptue de rejoindre les services secrets de l'armée. Ce sont dès lors la romancière Sally Benson et Alma Reville qui sont chargées de terminer les dialogues, et le tournage commence le 10 août de la même année. De nouveau, de nombreux plans de L'Ombre d'un doute seront filmés en extérieurs, cette fois-ci dans la ville de Santa Rosa, dans le nord de la Californie.

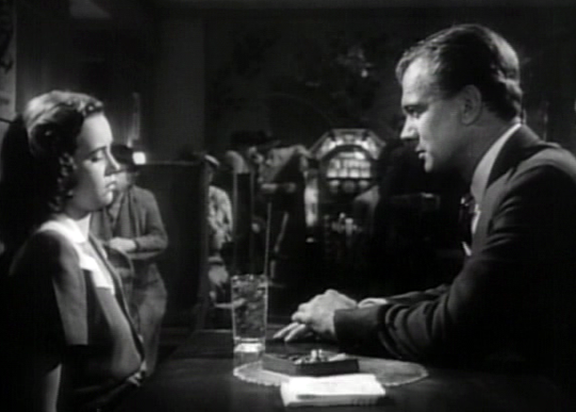
Teresa Wright et Joseph Cotten dans L'Ombre d'un doute. Charlie et Charlie.

Dans L'Ombre d'un doute — celui que, parmi tous ses films, Hitchcock dira souvent préférer, —, Joseph Cotten interprète Charlie Oakley, un homme au passé extrêmement trouble, et manipulateur. Se sentant traqué par la justice, il décide de se réfugier chez sa sœur qui, de même que la fille aînée de cette dernière, Charlotte Newton (Teresa Wright), surnommée « Charlie » en référence à son oncle, jeune fille dynamique et rêveuse qui se sent à l'étroit dans sa petite ville et voit en son homonyme une sorte de rédempteur, l'accueille à bras ouverts. Cependant, Oakley est surveillé de près par deux hommes mystérieux, ce qui sème le doute dans l'esprit de Charlie/Charlotte, et amène celle-ci à suspecter son sauveur fantasmé d'être ce qu'il est en réalité : un tueur de vieilles dames, vénal et cynique…
À propos de Charlie Oakley, Hitchcock dira à François Truffaut :
« C'est un assassin idéaliste. Il fait partie de ces tueurs qui sentent en eux une mission de destruction. Peut-être les veuves méritaient-elles ce qui leur est arrivé, mais ça n'était pas son boulot de le faire. Un jugement moral est porté dans le film, n'est-ce pas, puisque Cotten est détruit à la fin, même accidentellement, par sa nièce ? Cela revient à dire que tous les méchants ne sont pas noirs et que tous les héros ne sont pas blancs. Il y a des gris partout. L'oncle Charlie aimait beaucoup sa nièce mais, toutefois, pas autant qu'elle l'aimait. Mais elle a dû le détruire, car n'oublions pas qu'Oscar Wilde a dit : "On tue ce que l'on aime." »
Au sujet du film, des critiques ont pu dire que l'utilisation par Hitchcock de personnages, de dialogues et de gros-plans à double sens a offert une mine d'interprétations psychanalytiques possibles à toute une génération de théoriciens du cinéma[réf. nécessaire], au nombre desquels Slavoj Žižek (directeur d'un ouvrage intitulé Tout ce que vous avez toujours voulu savoir sur Lacan sans jamais oser le demander à Hitchcock, paru en 1988). Le réalisateur présente sa propre fascination pour le crime et les criminels dans une scène où deux personnages ont une discussion au sujet des différentes manières de perprétrer un meurtre, suscitant l'émoi de la jeune Charlie. Le réalisateur, durant le tournage, apprend la mort de sa mère, restée à Londres. Certains épisodes de l'enfance de Hitchcock à Leytonstone semblent ainsi évoqués dans le film : comme Hitchcock, Charlie a une mère qui s'appelle Emma ; Oakley a eu un accident de bicyclette dans son enfance ; une petite fille nommée Ann lit Ivanhoé, livre qu'Hitchcock savait par cœur étant enfant ; et le personnage de Joseph — deuxième prénom d'Hitchcock — refuse de conduire une voiture. Cependant, selon la propre fille du réalisateur, Patricia, il ne s'agirait là que de simples coïncidences[source insuffisante].

#### 20th Century Fox
Pour la 20th Century Fox, Hitchcock réalise ensuite son premier film ouvertement politique, Les Naufragés (Lifeboat, 1944), une adaptation de l'un des scripts de John Steinbeck, chronique des expériences vécues par les rescapés du naufrage d'un navire américain coulé par un sous-marin allemand et qui tentent, sans boussole, de rejoindre les Bermudes à bord d'un canot de sauvetage. Un des passagers, l'un des seuls en mesure d'emmener l'embarcation à bon port, cependant, se révèle être un Allemand.
Le film étudie ce dont les hommes sont faits lorsqu'ils n'ont plus rien. Il peut s'agir d'un film de propagande, une nouvelle contribution à l'effort de la guerre. Les scènes d'action sont tournées à bord du canot et l'étroitesse du lieu crée un léger souci concernant le traditionnel caméo du réalisateur. Le problème sera résolu par l'apparition de Hitchcock sur une photo d'un journal que le personnage joué par William Bendix lit dans le bateau, une publicité « avant-après » pour un produit amincissant : Reduco-Obesity Slayer. Les Naufragés recevra un accueil critique très favorable dans un premier temps, mais la critique brusquement se ravisera, gangrenée par le doute, car le traitement de ces neuf individualités, et plus que toute autre celle du nazi, prend quelques libertés intolérables dans le contexte de l'époque. Le film est malgré tout nommé trois fois aux oscars dans les catégories meilleur réalisateur, meilleur scénario original (Steinbeck) et meilleure photographie (Glen MacWilliams), et l'actrice Tallulah Bankhead reçoit quant à elle le prix NYFCC de la meilleure actrice.
Tandis qu'il travaille pour la Fox, Hitchcock envisage sérieusement de tourner une adaptation du roman d'A. J. Cronin, Les Clés du royaume (The Keys of the Kingdom), au sujet d'un prêtre catholique en Chine, mais le projet tombe à l'eau, et c'est John M. Stahl qui, en 1944, finira par faire le film, produit par Joseph L. Mankiewicz et avec notamment pour vedette Gregory Peck.

### Intermède britannique

#### Participation à l'effort de guerre
Fin 1943, Hitchcock, au sommet de la notoriété, abandonne la production de son dernier projet, Les Enchaînés, et entreprend le périlleux voyage en bateau jusqu'en Angleterre. Son ami Sidney Bernstein (en) lui a demandé de le rejoindre à l'unité cinématographique de la division Guerre psychologique du Haut quartier général des forces expéditionnaires alliées. Hitchcock réalise deux courts-métrages, d'environ une demi-heure chacun, commandés par le Ministère de l'Information britannique (Ministry of Information), Bon Voyage et Aventure malgache. Ces films, les seuls qu'Alfred Hitchcock aura tourné en français, sont à la gloire des Forces françaises libres mais « présentent des touches typiquement hitchcockiennes ». Le second, jugé trop sensible, sera interdit en France[réf. nécessaire]. Dans les années 1990, les deux films seront diffusés sur la chaîne américaine Turner Classic Movies et sortiront par la suite en vidéo.

#### Montrer l'horreur des camps
Pendant six semaines de juin et juillet 1945, Hitchcock travaille bénévolement comme « conseiller artistique » (treatment advisor, en fait comme monteur) à un documentaire produit par l'Armée britannique et consacré à ce que l'imagination ne permettait pas encore de concevoir être la Shoah. Dirigé par Sidney Bernstein (en), le film est un montage des séquences enregistrées au moment de la libération de onze camps de concentration nazis par les opérateurs militaires, les Anglais Mike Lewis et William Lawrie, l'Allemand naturalisé américain Arthur Mainzer, le Russe Alexandre Vorontsoff. German Concentration Camps Factual Survey (en) montre des images insoutenables. Le réalisateur avouera à la fin de sa vie qu'elles ne l'auront plus jamais quitté. Avec son monteur, il en aura éliminé les aspects de propagande les plus flagrants, principalement les images soviétiques, privilégié les plans-séquences longs, qui démentent toute manipulation faite au montage, mis en avant les preuves qui inscrivent le crime dans la réalité quotidienne, toujours dans un souci de véracité et dans la prévention du négationnisme.
Dès début août, le budget est supprimé pour des raisons politiques, dissolution de l'état major des forces expéditionnaires alliées, ménagement du moral des Allemands dans la perspective de la reconstruction, crainte du retournement de l'opinion publique anglaise en faveur des réfugiés affluant en Palestine mandataire. Déposé sous la cote F3080 à l'Imperial War Museum de Londres, le documentaire restera inédit jusqu'à sa projection au Festival de Berlin en 1984. Il sera alors complété pour la série Frontline de la chaîne américaine PBS et diffusé l'année suivante sous le titre Memory of the Camps,.

### Seconde période américaine

#### Derniers films avec Selznick
Hitchcock retourne ensuite aux États-Unis pour tourner La Maison du docteur Edwardes (Spellbound, 1945), deuxième film du réalisateur, après Rebecca, ayant Selznick pour producteur, et qui explore le thème alors en vogue[réf. nécessaire] de la psychanalyse. Les rôles principaux sont tenus par Gregory Peck et Ingrid Bergman.

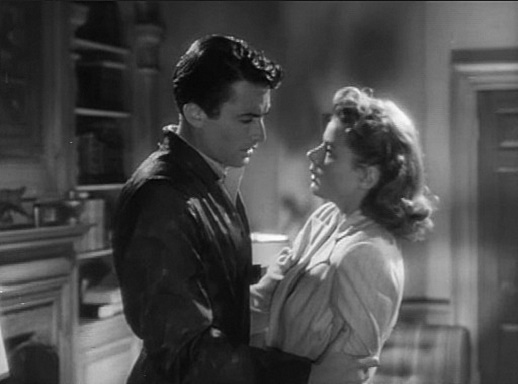
Gregory Peck et Ingrid Bergman dans La Maison du docteur Edwardes (Spellbound, 1945).

Peck incarne un personnage se présentant d'abord comme le dr. Anthony Edwardes, le nouveau directeur d'un asile psychiatrique. On le suspecte bien vite de ne pas être celui qu'il prétend. Atteint d'amnésie, puis bientôt accusé du meurtre du vrai Edwardes, il est aidé dans sa quête d'identité par la jeune dr. Peterson (Bergman) qui, finalement, lui permettra également de se disculper. L'une des séquences les plus célèbres du film, par ailleurs extrêmement bavard, est celle du rêve surréaliste créée par Salvador Dalí, une sorte de rébus qui va permettre à la psychanalyste d'élucider le mystérieux passé de son protégé. Jugée trop dérangeante pour le public, la scène onirique telle qu'elle apparaît aujourd'hui dans le film est sensiblement plus courte que les quelques minutes prévues au départ[réf. nécessaire]. Une partie de la bande originale composée pour le film par Miklós Rózsa — qui se sert notamment d'un thérémine — sera plus tard adaptée par le compositeur sous la forme d'un concerto pour piano La Maison du docteur Edwardes et sera un grand succès commercial.
Dans le livre-interview de François Truffaut, Hitchcock affirme que Selznick, pour compenser le dépassement de budget du western Duel au soleil (Duel in the Sun, 1946), produit par lui et réalisé par King Vidor, vend alors en « lot » à la société RKO : Hitchcock, metteur en scène, Cary Grant et Ingrid Bergman, les deux vedettes, ainsi qu'un scénario de Ben Hecht, et ce pour un montant de 500 000 $. Cette transaction est à l'origine des Enchaînés (Notorious, 1946). Bergman doit y jouer le rôle d'une jeune femme, fille d'un espion nazi devenue alcoolique qui, au début du film, est séduite par un agent du gouvernement américain (Grant). Ce dernier a en fait pour mission de se servir d'elle pour espionner un dénommé Alexander Sebastian (Claude Rains), l'un de ses anciens amants, ami de son père et qui, réfugié en Amérique latine, plus précisément au Brésil, mène des activités suspectes.

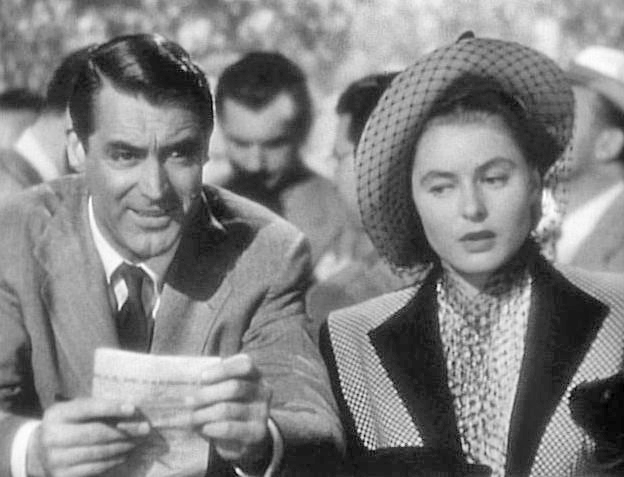
Cary Grant et Ingrid Bergman dans Les Enchaînés (Notorious, 1946).

Alors qu'il travaille à l'écriture du scénario avec Ben Hecht, le réalisateur se demande quel « MacGuffin » les héros du film pourraient bien rechercher et choisit l'uranium, passé en contrebande dans des bouteilles de vin par les espions et destiné à la fabrication d'une bombe atomique. Il consulte des experts qui, pour l'éloigner de la vérité, tentent de lui faire croire que cette bombe est composée d'eau lourde et non d'uranium ; à ce sujet, le réalisateur aurait consulté notamment Robert Millikan, de l'institut Caltech. Jugeant le « MacGuffin » totalement ridicule, le studio se montre plutôt réticent. Selznick lui-même, jusqu'à la diffusion de la nouvelle des bombardements de Hiroshima et Nagasaki d'août 1945, considérait le sujet comme relevant du domaine de la « science-fiction ». Le réalisateur finit par percer le secret de la fabrication de la bombe et, par la suite, il apprendra que le FBI l'a fait suivre trois mois durant pour découvrir d'où il tenait cette information. Les Enchaînés remportera un énorme succès au box office et reste l'un des films les plus acclamés du réalisateur[réf. nécessaire], notamment considéré par Truffaut comme le meilleur film en noir et blanc de Hitchcock.
Le Procès Paradine (1947), un drame judiciaire, est le dernier film de Hitchcock produit par Selznick.
Écœuré par la fortune que le producteur amasse sur son dos — celui-ci touche, à chaque contrat, autant que lui —, Hitchcock manifeste peu d'intérêt pour le projet. Dans le film, Alida Valli joue une jeune femme accusée d'avoir empoisonné son mari, un vieillard riche et aveugle. Son avocat (Gregory Peck) finira par succomber à son charme glacial. Le film sera un désastre, tant auprès du public que de la critique, cette dernière le jugeant fastidieux, pêchant par une durée excessive et un manque d'idées. Hitchcock refusera de poursuivre sa collaboration avec Selznick, lequel lui avait néanmoins appris une leçon majeure : à Hollywood, c'est le producteur qui décide du final cut. Dès lors, le réalisateur fait une tentative pour s'autoproduire.

#### Transatlantic Pictures

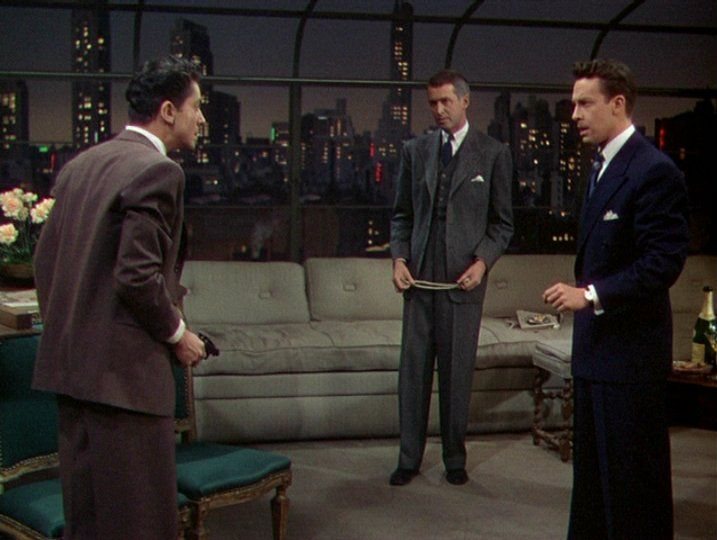
Farley Granger, James Stewart et John Dall, dans La Corde (Rope, 1948), le premier film de Hitchcock en couleur mais, surtout, un exercice de style et une prouesse technique.

En 1948, Hitchcock, en tandem avec son compatriote et ami Sidney Bernstein (en), créé Transatlantic Pictures, une société de production avec laquelle il réalisera deux films. Pour le premier, le réalisateur choisit d'adapter la pièce Rope's End de Patrick Hamilton — qui deviendra à l'écran La Corde (Rope, 1948), inspirée du meurtre commis en 1924 par Nathan Leopold et Richard Loeb — rebaptisés dans le film Brandon Shaw et Philip Morgan.
Le film débute — après un plan d'exposition montrant une rue en contre-plongée et sur lequel défile le générique — par l'assassinat d'un jeune homme par deux de ses camarades. Ceux-ci préparent ensuite un dîner auquel sont conviés le soir-même, sur le lieu du crime, les parents de la victime, sa petite amie et un ancien flirt de cette dernière. Parmi les invités se trouve également un de leurs professeurs, Rupert Cadell, qui, observant le comportement étrange des jeunes gens au cours de la soirée, va commencer à soupçonner l'impensable. Les deux meurtriers sont joués par John Dall et Farley Granger et, pour le rôle du professeur, la Warner Bros., qui distribue le film, choisit James Stewart. C'est le premier des quatre films que l'acteur tournera avec le réalisateur.

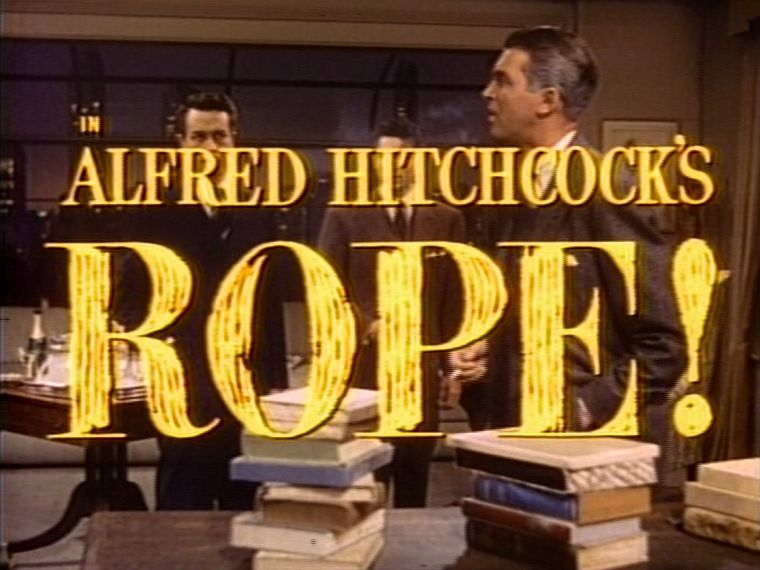
Bande-annonce de La Corde.

La Corde est le premier film de Hitchcock tourné en couleur et constitue aussi un exercice de style. Comme il l'avait fait quelques années auparavant pour Les Naufragés, le réalisateur se lance le défi d'un suspense méthodiquement ordonné dans un espace confiné. Il expérimente également des plans exceptionnellement longs : le film en comporte en tout onze, un par bobine, certains pouvant durer jusqu'à dix minutes. D'une manière ou d'une autre, le caméraman de Hitchcock réussit à déplacer de façon fluide à travers le décor la lourde et encombrante caméra Technicolor et à suivre l'action continue des longs plans-séquences.
Terminé le 21 février, le film sort aux États-Unis en septembre 1948 sous le titre Alfred Hitchcock's Rope (La Corde d'Alfred Hitchcock). C'est alors la première fois que son nom apparaît dans un titre, et Hitchcock en éprouve une grande fierté. Les critiques, néanmoins, sont mitigées, et le succès public tempéré par l'action des ligues de vertu. Le film n'a pas de problèmes avec la censure, bien qu'il soit interdit dans plusieurs régions des États-Unis, ou bien projeté avec des coupures (généralement la scène du meurtre). Le National Board of Review le déconseillera aux moins de vingt et un ans. En Europe, il est tout d'abord interdit en France et en Italie. En définitive, La Corde ne connaît pas un succès retentissant, mais les producteurs rentreront largement dans leurs frais.
Le premier succès de Transatlantic Pictures est contrebalancé par l'échec des Amants du Capricorne (Under Capricorn, 1949), un drame historique ayant pour cadre l'Australie du XIXe siècle. Ingrid Bergman y joue le rôle d'une jeune femme qui, grâce à l'amour, parvient à échapper à l'alcool et à la folie.
Comme pour La Corde, Hitchcock, dans Les Amants du Capricorne, recourt aux plans-séquences, mais de façon toutefois moins appuyée. Le film est également tourné en Technicolor ; cependant, le réalisateur préférera, pour ses trois films suivants, revenir au noir et blanc. C'est le film que le cinéaste dira regretter le plus avoir tourné. Il marque la dernière collaboration de Hitchcock avec l'actrice Ingrid Bergman, et l'échec du film — le plus grand échec de toute la carrière du réalisateur — signe la fin de l'éphémère société Transatlantic. Hitchcock continuera néanmoins, jusqu'à la fin, à produire ses propres films.
Le 3 janvier 1949, le réalisateur signe avec Warner Bros. un contrat par lequel il s'engage à tourner quatre films en six ans pour un salaire global de 990 000 $.

#### Années 1950: apogée d'un réalisateur
Au début des années 1950, Lew Wasserman, alors à la tête de MCA et dont James Stewart et Janet Leigh, parmi d'autres acteurs qui apparaîtront dans des films de Hitchcock, font partie de la clientèle, aura alors une influence prépondérante sur l'image et la promotion des films du réalisateur.
Les films réalisés et produits par Hitchcock à partir de 1954 et Le crime était presque parfait sont en général considérés comme ses plus grands chefs-d'œuvre (cette période faste s'étendra jusqu'au début de la décennie suivante, jusqu'aux Oiseaux, en 1963).
Pressé par ses créanciers et par Wasserman, Hitchcock accepte en 1955 de prêter son nom et son image à une série télévisée intitulée d'abord Alfred Hitchcock présente (1955-1962) pour un salaire de 129 000 $ par épisode de 30 minutes.

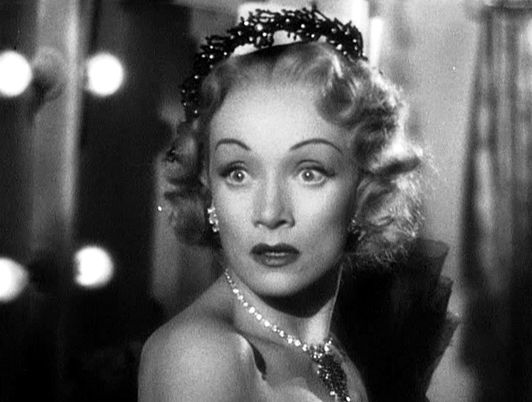
Marlène Dietrich dans Le Grand Alibi (Stage Fright, 1951).

En 1950, Hitchcock retourne en Grande-Bretagne pour y diriger Le Grand Alibi (Stage Fright). Pour la première fois, Hitchcock associe à l'écran Jane Wyman, l'une des plus grandes vedettes de la Warner Bros, avec la sensuelle actrice allemande Marlène Dietrich. Font également partie de la distribution un certain nombre d'acteurs britanniques de premier plan, dont Michael Wilding, Richard Todd et Alastair Sim. C'est le premier film du réalisateur produit par Warner Bros., qui auparavant avait déjà distribué La Corde et Les Amants du Capricorne, la société Transatlantic devant alors faire face à des difficultés financières.
L'histoire rappelle des films précédents du réalisateur, comme Les 39 Marches (1935), Jeune et Innocent (1937) et Cinquième Colonne (1942) : Jonathan Cooper (Todd), un homme épris d'une comédienne et chanteuse (Dietrich), est soupçonné d'être le meurtrier du mari de celle-ci ; son amie Eve (Wyman) tente dès lors de lui venir en aide. Toutefois, le cinéaste se livre ici à une nouvelle expérience : le film commence par un flashback qui, finalement, se révèlera trompeur. Le film n'est pas un succès, ce qu'Hitchcock expliquera du fait que, à cause de ce procédé narratif alors peu orthodoxe, le public se serait senti grugé.
Au début de l'année 1950, Hitchcock découvre avec enthousiasme le premier roman de Patricia Highsmith : Strangers on a Train, dont il acquiert les droits le 20 avril, pour un montant de 75 000 $. Le réalisateur travaille sur le synopsis avec Whitfield Cook en juin. Pour l'écriture des dialogues, Hitchcock approche d'abord Dashiell Hammett, mais c'est Raymond Chandler, suggéré par la Warner, qui se charge du travail ; celui-ci n'ira cependant pas jusqu'au bout, à cause de désaccords opposant l'écrivain et le réalisateur. Hitchcock expliquera plus tard :

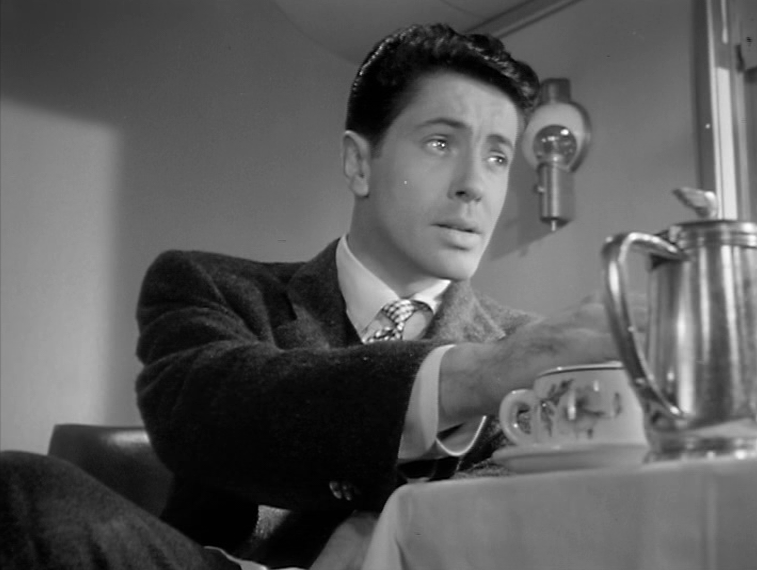
Farley Granger, complice d'assassinat dans La Corde, devient le « jeune homme bien », victime du sort, dans L'Inconnu du Nord-Express (Strangers on a Train, 1951).

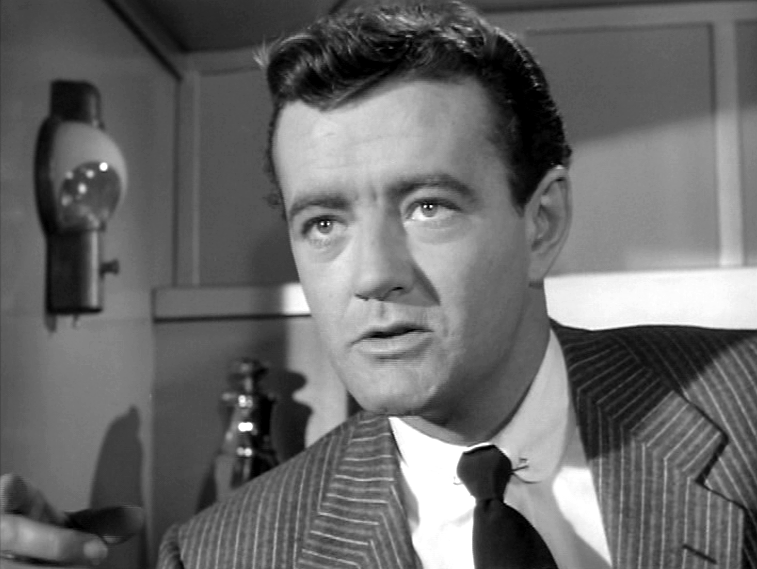
Robert Walker dans L'Inconnu du Nord-Express. Le « méchant ». Un rôle à contre-emploi.

« Je me souviens de mon travail sur L'Inconnu du Nord-Express, Je ne trouvais personne qui voulût collaborer avec moi. Tout le monde pensait que mon premier jet était à la fois si plat et si proche des faits qu'on n'y trouvait pas la moindre qualité. En réalité, tout le film était là, visuellement. »
Dans L'Inconnu du Nord-Express, Hitchcock combine de nombreux éléments de ses précédents films. Deux hommes se rencontrent par hasard dans un train et évoquent l'idée de chacun débarrasser l'autre de la personne qui lui pose problème. Alors que pour le premier, un champion de tennis (dans le livre, le personnage est un architecte), il ne s'agit que d'une plaisanterie, le second prend l'histoire tout à fait au sérieux. Avec Farley Granger reprenant certains éléments de son rôle de La Corde, le réalisateur, dans L'Inconnu, continue à s'intéresser aux possibilités narratives des thèmes du chantage et du meurtre. Robert Walker, qui jusque-là n'avait joué que des rôles de jeune homme « bien sous tous rapports », incarne ici le « méchant ». Sa performance de dément inquiétant, trop lié à sa mère, annonce celle de Perkins dans Psychose ; Walker mourra quelques mois après la sortie du film. Hitchcock confie par ailleurs l'un des rôles secondaires à Patricia, « Pat », sa propre fille, alors âgée de vingt-deux ans et qui avait déjà joué un petit rôle dans Le Grand Alibi : dans L'Inconnu, elle incarne Barbara, « Babs », une jeune fille victime, non pas directement mais en désir, de la démence meurtrière de Bruno, le personnage joué par Walker.
Sorti en mars 1951, L'Inconnu du Nord-Express, malgré quelques plaintes de personnes outrées par ses connotations sexuelles et son meurtre explicite, connaît un immense succès. Hitchcock, après l'échec de l'aventure Transatlantic, a retrouvé la confiance du public et des studios.
Dès les années 1930, l'idée d'adapter une pièce appelée Nos deux consciences, un drame catholique écrit en 1902 par Paul Anthelme (pseudonyme de Paul Bourde), trotte dans la tête de Hitchcock ; plus d'une dizaine d'années plus tard, il a enfin l'opportunité de mener à bien ce projet. L'histoire est celle d'un prêtre que sa conscience force à endosser la culpabilité d'un crime perpétré par un autre, un thème assez délicat. Peu à peu, le projet de ce qui deviendra La Loi du silence (I Confess) se concrétise.

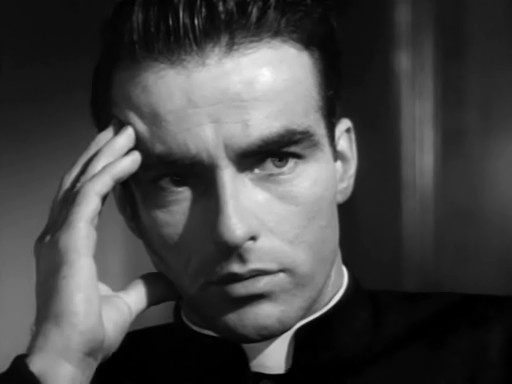
Montgomery Clift dans La Loi du silence (I Confess, 1953).

Étant donné le contexte catholique de l'histoire, un tournage aux États-Unis est exclu. L'action, dès lors, est transposée au Québec où, après avoir écrit une première ébauche, le réalisateur et sa femme se rendent en repérage. Le réalisateur hésite quant au choix du scénariste définitif, jusqu'à ce qu'Alma lui suggère d'engager William Archibald, lequel avait fait ses preuves à Broadway ; George Tabori participe également à l'écriture. Montgomery Clift et Anne Baxter interpréteront les deux rôles principaux.
La Loi du silence sort à la mi-février 1953. Le film est reçu timidement, tant par la critique que par le public. Par la suite, Hitchcock expliquera à François Truffaut :
« L'idée de base n'est pas acceptable pour le public. Nous savons, nous les catholiques, qu'un prêtre ne peut pas révéler un secret de la confession, mais les protestants, les athées, les agnostiques pensent : "C'est ridicule de se taire ; aucun homme ne sacrifierait sa vie pour une chose pareille." »
Hitchcock qui, sans doute par commodité, jugera toujours ses films à l'aune de l'accueil réservé à ceux-ci par le public, ira jusqu'à déclarer que La Loi était une « erreur ».
Suivent trois films très populaires ayant chacun pour vedette Grace Kelly, qui allait devenir l'archétype de la « blonde hitchcockienne ».

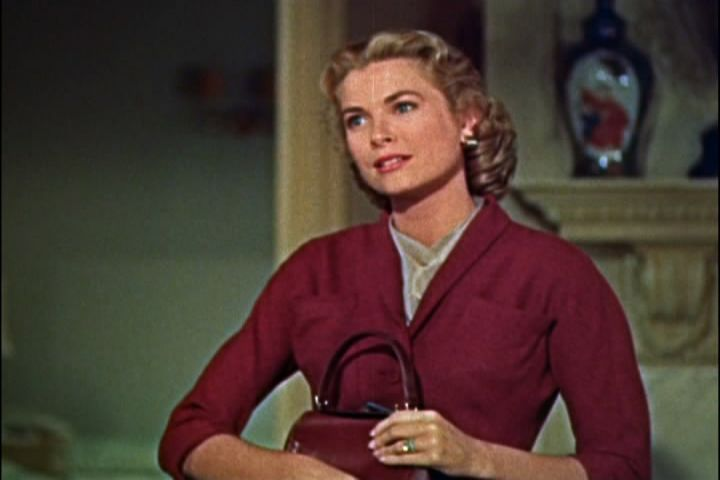
Grace Kelly, la blonde typiquement hitchcockienne, dans Le crime était presque parfait (Dial M for Murder, 1954). Toujours avide d'innovations techniques, Hitchcock expérimentera dans ce film un procédé de cinéma en relief.

En 1953, Hitchcock est lié depuis quatre ans à la Warner Bros., pour laquelle il lui reste un film à tourner. Durant quelque temps, il travaille à l'adaptation d'un roman de David Duncan, The Bramble Bush, mais il finit par renoncer. Le réalisateur découvre alors que le studio a acheté les droits d'une pièce à succès de Broadway, Dial M for Murder, dont l'auteur est Frederick Knott.
Le crime était presque parfait marque le retour de Hitchcock au Technicolor, mais il expérimente aussi un procédé en vogue à l'époque, le cinéma en 3-D, en relief stéréoscopique et projection en lumière polarisée, obligeant l'utilisation pour le public de lunettes adaptées. Le film ne sera cependant pas exploité dans ce format à l'origine ; il sera projeté en 3-D au début des années 1980.[réf. nécessaire] Hitchcock pense un moment confier les rôles du mari et de l'épouse à Cary Grant et Olivia de Havilland, mais il se heurte à un refus de la part des studios. Le réalisateur fait donc appel à une jeune actrice qui n'avait tourné jusque-là que trois films : Grace Kelly. Elle allait devenir, en plus d'une grande amie, son actrice favorite. Dans Le Crime, le rôle du « méchant », très différent du Bruno de L'Inconnu du Nord-Express, est joué par Ray Milland. C'est un dandy vénal et calculateur, ex-joueur de tennis professionnel (activité exercée par le héros/victime de L'Inconnu), qui échafaude un plan machiavélique pour se débarrasser de sa femme infidèle (Kelly), et hériter de sa fortune. C'est elle cependant qui, pour se défendre, tue l'homme engagé pour effectuer la triste besogne. Le mari manipule alors les preuves pour que sa femme soit accusée d'avoir assassiné l'homme de main. L'amant, Mark Halliday (Robert Cummings), et l'inspecteur de police Hubbard (John Williams) doivent dès lors agir rapidement pour sauver la jeune femme de la peine capitale.
Hitchcock tire astucieusement parti des ressorts, non moins astucieux, de la pièce et, à sa sortie, Le crime était presque parfait est salué comme un « grand » Hitchcock.
Au moment du tournage du Crime était presque parfait, Lew Wasserman, l'agent de Hitchcock, signe avec la Paramount un contrat de neuf films, dont le premier doit être l'adaptation d'une nouvelle de Cornell Woolrich — pseudonyme de William Irish —, intitulée It Had to be a Murder, laquelle deviendra à l'écran Fenêtre sur cour (Rear Window, 1954). Pour écrire le scénario, Hitchcock fait appel à John Michael Hayes, un ancien journaliste, qui collaborera également à l'écriture de ses trois films suivants.

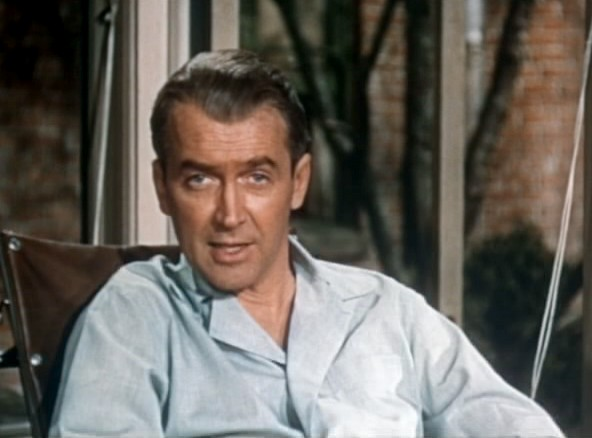
James Stewart dans Fenêtre sur cour (Rear Window, 1954). Le voyeur.

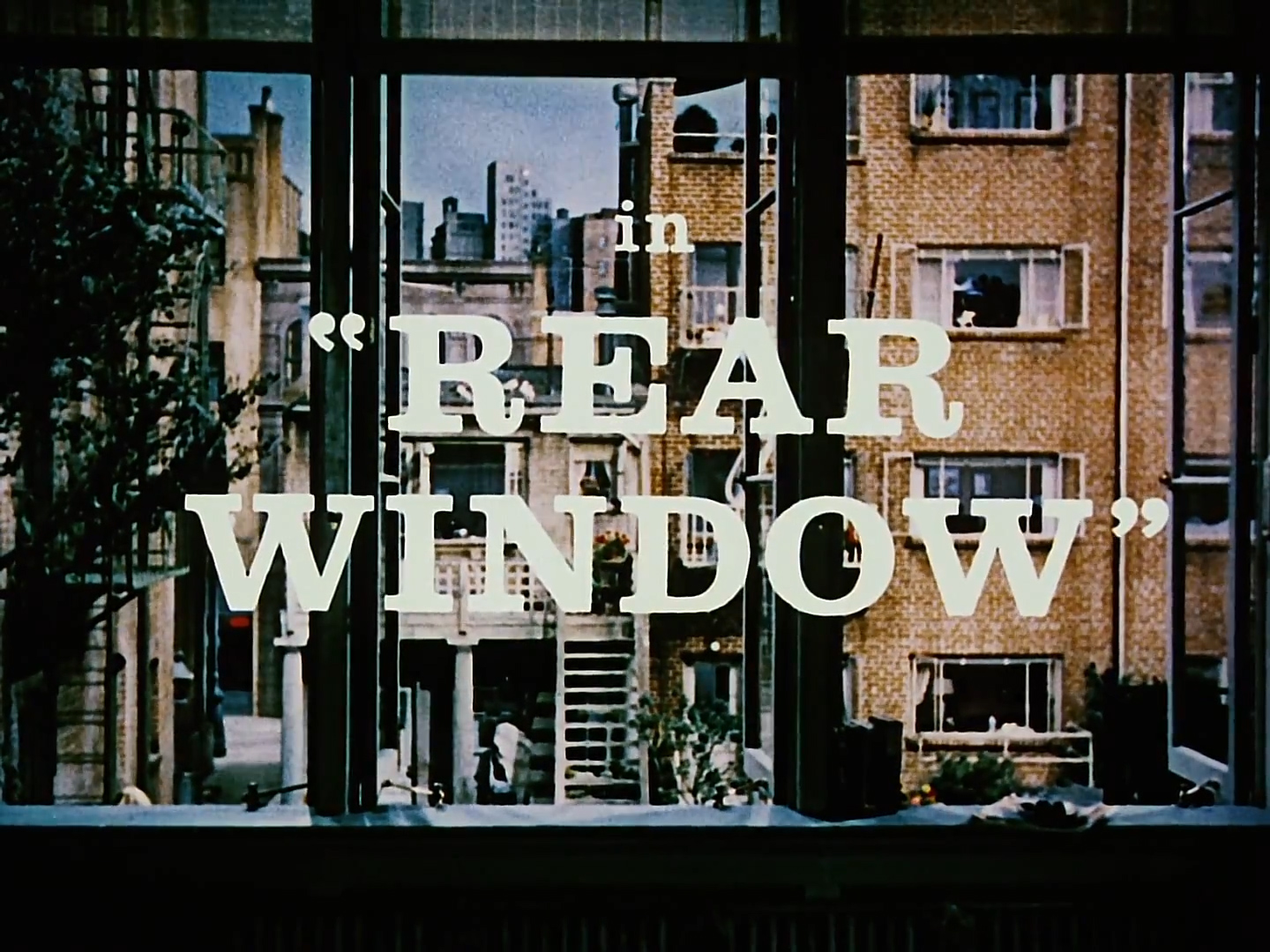
Fenêtre sur cour. La vue.

Fenêtre sur cour a pour vedettes James Stewart et, de nouveau, Kelly ; les seconds rôles sont notamment tenus par Thelma Ritter et Raymond Burr. L'histoire se passe à New York. Un photographe (Stewart, un personnage basé sur Robert Capa), qui se retrouve à la suite d'un accident plâtré et en chaise roulante, devient obsédé par l'observation des habitants d'un immeuble séparé du sien par une cour. Peu à peu, il commence à suspecter l'un de ces voisins (Burr) d'avoir tué sa femme et, dès lors, tente d'amener à la fois sa petite amie mannequin (Kelly) et un policier de ses amis (Wendell Corey) à partager ses craintes. Tant bien que mal, il finit par y arriver. Comme dans Les Naufragés et La Corde, le film est presque entièrement tourné dans un espace réduit, le minuscule appartement du photographe, qui cependant surplombe un décor impressionnant, constitué par la cour et l'immeuble d'en face. Hitchcock se sert de gros plans du visage de Stewart pour montrer les réactions du personnage par rapport à tout ce dont il est spectateur, depuis l'amusant voyeurisme face à des scènes en apparence anodines, jusqu'à sa terreur impuissante, quand il voit sa fiancée, qui s'est introduite dans l'appartement suspect, menacée par l'arrivée, soudaine et inattendue, du supposé tueur.
À sa sortie, le film connaît un grand succès et obtient quatre propositions aux oscars, dont celle du meilleur réalisateur ; il n'en reçoit cependant aucun.

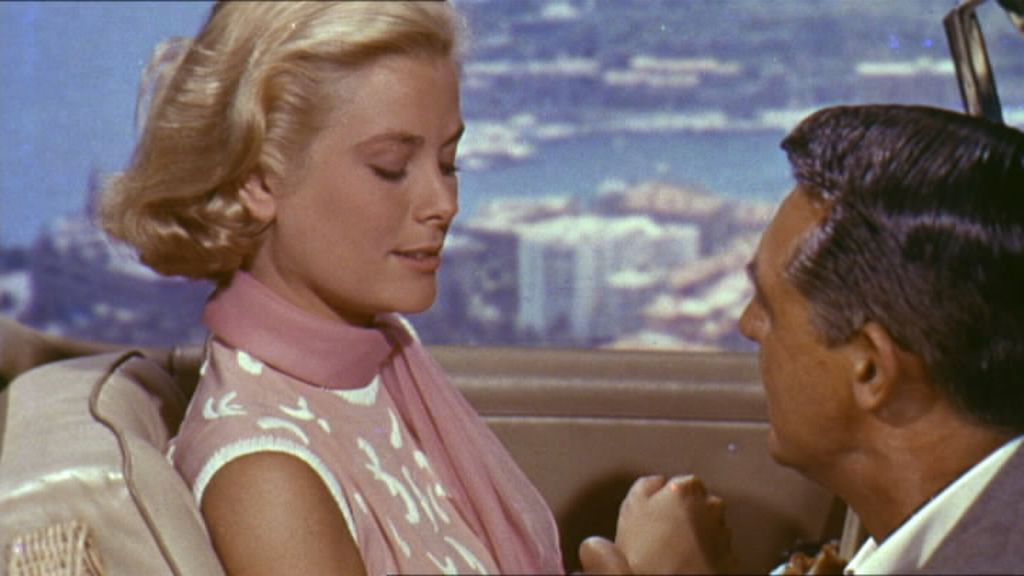
Grace Kelly associée à l'acteur Cary Grant pour son troisième et dernier rôle dans un film de Hitchcock, La Main au collet (To Catch a Thief, 1955), un film considéré comme « léger » par le réalisateur.

Fenêtre sur cour n'est pas encore sorti qu'Hitchcock est déjà occupé à un autre projet. La Paramount lui propose de réaliser l'adaptation de To Catch a Thief, un roman de David Dodge. Très satisfait de Hayes comme scénariste, le réalisateur engage de nouveau celui-ci. Hayes, cependant, ne connaît pas du tout le sud de la France, situation à laquelle le réalisateur remédie aussitôt :

« Quand il apprit que je n'étais jamais allé dans le sud de la France, il s'arrangea pour que ma femme m'accompagne, aux frais du studio, afin d'y effectuer des repérages. Ce voyage fut naturellement le bienvenu et, à mon retour, je savais exactement quoi faire du roman. »

Fin avril 1954, le scénario est prêt, et le tournage commence dès le début du mois de mai.
Le troisième et dernier film de Hitchcock avec Grace Kelly, La Main au collet (To Catch a Thief, 1955) est une comédie policière ayant pour décor la Riviera française et donne à l'actrice pour partenaire Cary Grant. John Williams fait de nouveau partie de la distribution, aux côtés notamment, couleur locale oblige, des Français Brigitte Auber et Charles Vanel (lequel ne parle pas un mot d'anglais). Grant joue le rôle de John Robie, dit « le Chat », fameux cambrioleur « à la retraite », mais qui devient le principal suspect d'une série de vols commis sur la Riviera. Une héritière américaine (Kelly) perce le mystère de sa véritable identité, tente de le séduire avec ses propres bijoux, et se propose même de l'aider dans ses projets criminels…
La première a lieu à New York, le 15 août 1955. Selon le réalisateur, La Main au collet est un « film léger ». C'est du moins le constat que fait la critique dans son ensemble ; cependant, elle souligne aussi les points forts et les charmes de cette œuvre. Le public, quant à lui, se montre très satisfait. « Malgré la différence d'âge évidente entre Grant et Kelly et une intrigue plutôt mince, le scénario plein d'esprit (truffé de doubles-sens) et l'interprétation bon enfant des acteurs, finalement, garantit au film un succès commercial. » Il s'agit de la dernière collaboration entre Hitchcock et Grace Kelly, à cause du mariage de celle-ci avec le prince Rainier de Monaco, en 1956, un statut qui l'obligeait à mettre un terme à sa carrière d'actrice.
L'année 1955 marque également les débuts de Hitchcock à la télévision américaine via sa société de production Shamley Productions, avec une série d'histoires plus ou moins macabres produite pour CBS et qui porte son nom : Alfred Hitchcock présente. Hitchcock produit 268 épisodes (dont 18 sont réalisés par ses soins) entre l'année de création et 1962, assurant lui-même la présentation de l'émission. De 1962 à 1965, la série prend le titre de Suspicion pour 93 épisodes.

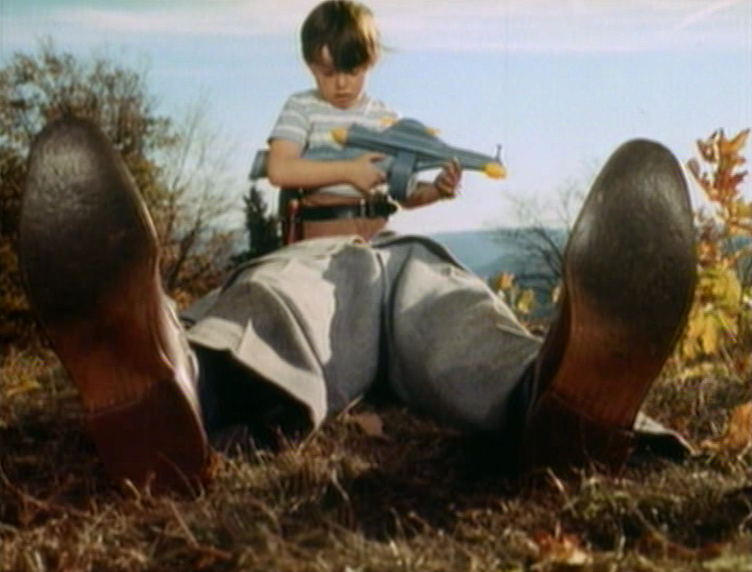
Mais qui a tué Harry ? (The Trouble with Harry, 1955). Une comédie macabre, « à l'anglaise ». Un film inattendu de la part du réalisateur.

Le réalisateur n'abandonne pas pour autant sa carrière au cinéma. En 1950, il avait lu le roman de Jack Trevor Story, The Trouble with Harry. Avant de partir tourner La Main au collet, il demande à Hayes de travailler à son adaptation. Les droits sont achetés 11 000 $, malgré le fait que, quatre ans plus tôt, le comité de lecture de la Paramount ait émis un avis défavorable concernant le roman, jugeant son humour trop fragile, un peu bizarre, et ses personnages ressemblant un peu à des extra-terrestres.[réf. nécessaire]
Mais qui a tué Harry ? suit le parcours d'un cadavre, sur lequel tombe d'abord un petit garçon. Celui-ci court chercher sa maman. Au même moment, un vieux chasseur découvre le corps et pense l'avoir tué. Tour à tour, d'autres personnages, confrontés au mort, s'imagineront avoir quelque chose à voir avec son état ; pour divers motifs, le cadavre est enterré et déterré plusieurs fois. Occupé au tournage de La Main au collet, Hitchcock ne peut s'occuper de la distribution. C'est dès lors Herbert Coleman, son producteur associé, qui s'en charge ; ainsi donc sont choisis, pour les deux rôles principaux, Shirley MacLaine, pour qui ce sera la première apparition au grand écran, et John Forsythe. Le tournage s'effectue en partie en décor naturel dans le Vermont, et en partie en studio, à Hollywood. Harry marque par ailleurs la première collaboration à un film de Hitchcock du compositeur Bernard Herrmann.
Hitchcock confiera à François Truffaut :

« J'ai tourné ce film pour prouver que le public américain pouvait apprécier l'humour anglais et cela n'a pas trop mal marché. »

Quand le film sort, le réalisateur est déjà occupé à tourner son film suivant, qui retient toute son attention. La Paramount ne sait trop quoi faire de Harry, renonçant même à le promouvoir. Dès lors, aux États-Unis, le film n'intéresse que moyennement le public. Bien qu'il s'agisse d'un échec aux États-Unis, le film reste à l'affiche pendant un an en Angleterre et en Italie, et pendant un an et demi en France. Il ressort alors en salles aux Etats-Unis grâce à sa notoriété à l'étranger.
L'humour macabre de Mais qui a tué Harry se retrouve à la télévision dans les présentations et les conclusions, données par le maître en personne, de chaque épisode de sa série, Alfred Hitchcock présente.

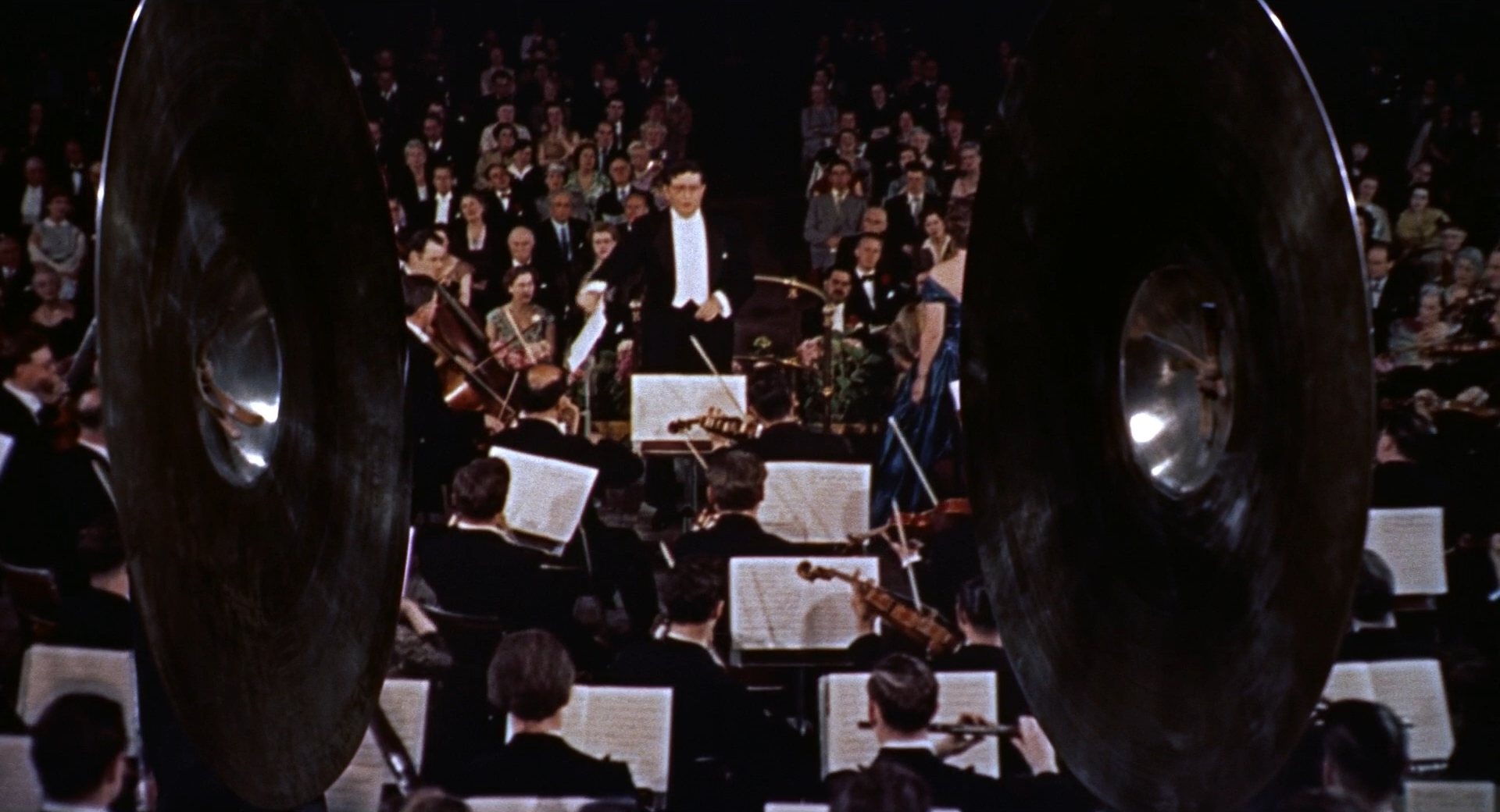
La version de 1956 de L'Homme qui en savait trop (The Man Who Knew Too Much). Entre les deux cymbales, le compositeur Bernard Herrmann conduisant le London Symphony Orchestra.

Fin 1954, Hitchcock vient d'achever sa quatrième réalisation en dix-sept mois ; pourtant, hors de question pour lui de faire une pause. Il repense alors à l'un de ses succès de la période britannique, L'Homme qui en savait trop (1934) dont, en 1941, à l'époque où il était sous contrat avec Selznick, il avait déjà envisagé de réaliser une nouvelle version. Finalement, pour la première et ce qui sera la dernière fois de sa carrière, il se décide à tourner un remake, celui de son propre film.
Pour écrire le remake de L'Homme qui en savait trop, Hitchcock s'adresse encore une fois à Hayes. Le réalisateur, qui demande au scénariste de ne pas visionner l'original, lui en raconte simplement l'histoire : un espion est assassiné et confie à un docteur en médecine, rencontré la veille, qu'un attentat se prépare ; le médecin et sa femme se retrouvent alors embarqués dans un complot international et sont obligés de se taire pour sauver leur fils gardé en otage. Hitchcock offre le rôle principal à James Stewart, pour qui il s'agit, après La Corde et Fenêtre sur cour, de la troisième collaboration avec le réalisateur ; quant au rôle de l'épouse, ancienne chanteuse dans le film, il est confié à Doris Day, que le cinéaste avait repérée quelques années auparavant dans Storm Warning. Le film est tourné à Londres et Marrakech. Pour la musique, il est de nouveau fait appel à Herrmann ; on pourra d'ailleurs voir celui-ci diriger l'Orchestre symphonique de Londres lors de l'éprouvante scène finale, au Royal Albert Hall.
Les derniers plans sont tournés dans les studios Paramount en juillet 1955. Le film se révèlera être le plus rentable de l'année 1956. La chanson Que sera, sera (Whatever Will Be, Will Be), écrite par Jay Livingston et Ray Evans, sera récompensée par l'Oscar de la meilleure chanson originale et deviendra un grand succès de Doris Day. Au sujet de la seconde version de L'Homme qui en savait trop, Hitchcock dira plus tard :
« Disons que la première version est l'œuvre d'un amateur de talent et la seconde, celle d'un professionnel. »

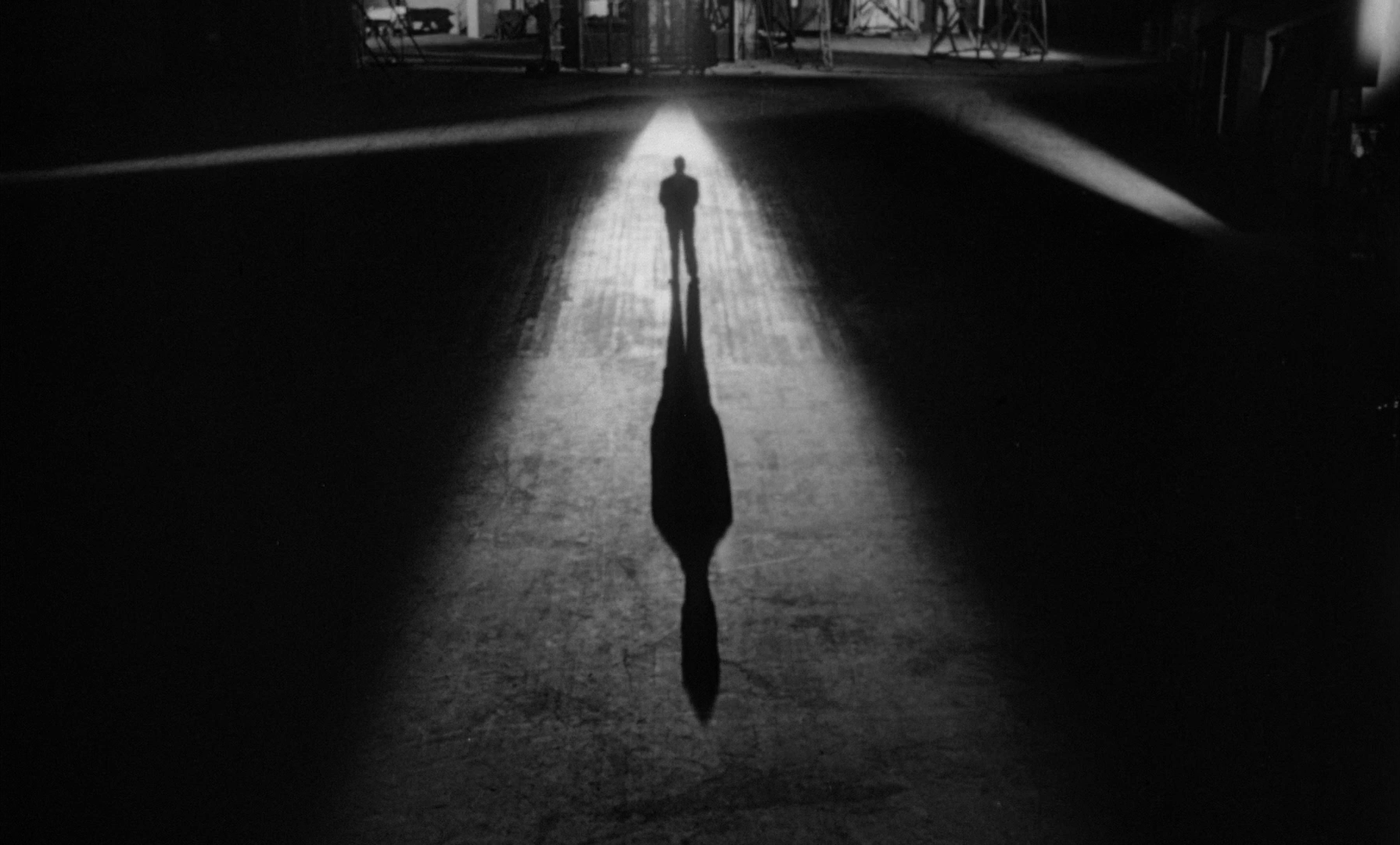
Séquence d'introduction du Faux Coupable (The Wrong Man, 1957). Alfred Hitchcock présente son film en voix off.

Le Faux Coupable (The Wrong Man, 1957) est le dernier film réalisé par Hitchcock pour Warner Bros.
Tourné en noir et blanc, Le Faux Coupable n'est pas un thriller mais un drame, basé sur une histoire vraie, une erreur judiciaire rapportée par Life Magazine en 1953. Le sujet est traité d'une façon réaliste, quasi documentaire. Henry Fonda y interprète un musicien du Stork Club, à New York, que l'on prend à tort pour l'auteur de plusieurs hold-up commis dans la même compagnie d'assurances. Il est arrêté pour ce crime dont il est innocent. Sa femme (Vera Miles, dont c'est la première apparition dans un film du réalisateur), le pousse à prouver son innocence avant que n'aie lieu le procès, mais elle ne peut résister au stress de la situation et, d'une façon qui semble irrémédiable, sombre dans la dépression. Le réalisateur accorde au Faux Coupable une place particulière, substituant à son habituel caméo une introduction faite par lui-même en voix off au début du film :
« C'est Alfred Hitchcock qui parle. Par le passé, je vous ai donné de nombreuses sortes de films à suspense, mais cette fois, je voudrais que vous en voyiez un différent. La différence réside dans le fait que c'est une histoire vraie, dont chaque mot est véridique. Cependant, il contient des éléments plus étranges que toute la fiction figurant dans bon nombre de thrillers que j'ai faits auparavant. »
Comme dans La Loi du silence, autre film « sérieux » du réalisateur, le catholicisme est évoqué : certains plans s'attardent sur le chapelet du faux coupable, et c'est à la suite d'une prière de celui-ci devant l'image du Christ, que le vrai coupable est révélé. Le film reçoit un accueil public mitigé. Par la suite, Hitchcock racontera à Truffaut qu'il avait été poussé à faire ce film par la peur qu'il avait toujours éprouvée à l'égard de la police, et dont on trouve des traces dans de nombreuses scènes, notamment celle où le personnage joué par Fonda explique à son fils l'épreuve qu'il a subie et qui fait écho, en inversant les rôles, à un épisode traumatisant qu'aurait vécu le réalisateur durant son enfance.

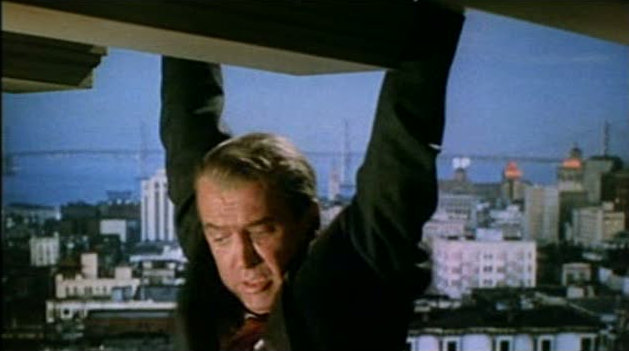
James Stewart, de nouveau, dans Sueurs froides (Vertigo, 1958). La scène d'introduction.

Quelques années auparavant, Hitchcock s'était intéressé au roman Celle qui n'était plus des Français Pierre Boileau et Thomas Narcejac, mais le livre lui avait échappé et, finalement, c'est Henri-Georges Clouzot qui l'avait porté à l'écran, sous le titre Les Diaboliques, film sorti en 1955. Après Le Faux Coupable, Hitchcock songe à tourner l'adaptation de D'entre les morts, une autre œuvre du tandem.
Pour l'écriture de ce qui deviendra Sueurs froides (Vertigo, 1958), il recourt, avant de se montrer satisfait du scénario, à pas moins de trois auteurs. Le dernier, Samuel Taylor, avouera plus tard qu'il avait travaillé sans lire ni le premier scénario, ni même le roman original, mais en se bornant à suivre les indications du réalisateur, ceci afin de se concentrer sur le personnage principal. Le réalisateur engage comme vedette masculine James Stewart. Pour l'interprète de l'obsédante jeune femme, Hitchcock souhaite d'abord engager Vera Miles, dont la prestation dans son film précédent s'était révélée excellente, mais celle-ci, qui est enceinte, est forcée de refuser. Dès lors, le studio lui trouve une remplaçante en la personne de Kim Novak, laquelle trouvera ici l'un de ses meilleurs rôles.
Bien qu'il soit centré sur un meurtre, Sueurs froides n'est pas à proprement parler un film policier, mais, selon les propres mots du réalisateur, « une histoire d'amour au climat étrange ». Stewart est « Scottie », un ancien enquêteur de la police souffrant d'acrophobie et devenant progressivement obsédé par une mystérieuse jeune femme (Novak), qu'il est amené à prendre en filature. Le vertige insurmontable et l'obsession de Scottie débouchent sur une tragédie. Par la suite, il rencontre une autre jeune femme qui ressemble étonnamment à la disparue. Le film se conclut sans happy end. La première a lieu en Espagne, lors du Festival de Saint-Sébastien,, où Hitchcock remporte la concha d'argent. Bien qu'il soit de nos jours souvent considéré comme un classique, Sueurs froides se heurte toutefois, au moment de sa sortie, à des critiques négatives et à un accueil réservé de la part du public ; il marque la dernière collaboration entre James Stewart et le réalisateur. Le film, pourtant, est aujourd'hui considéré par beaucoup comme l'un des meilleurs films du réalisateur, et se retrouve notamment dans le peloton de tête du classement Sight and Sound des meilleurs films de la décennie ; il constituera par ailleurs, avec Psychose, l'un des points de référence privilégiés par Brian De Palma pour sa relecture cinématographique de l'œuvre hitchcockienne, dans les années 1970-1980.
En 1958, Hitchcock apprend que sa femme, Alma, est atteinte d'un cancer du sein. C'est ainsi qu'il apparaît l'année suivante dans Tactic, une émission de télévision consacrée à la prévention de ce type de cancer. Alma guérira grâce à un traitement expérimental.

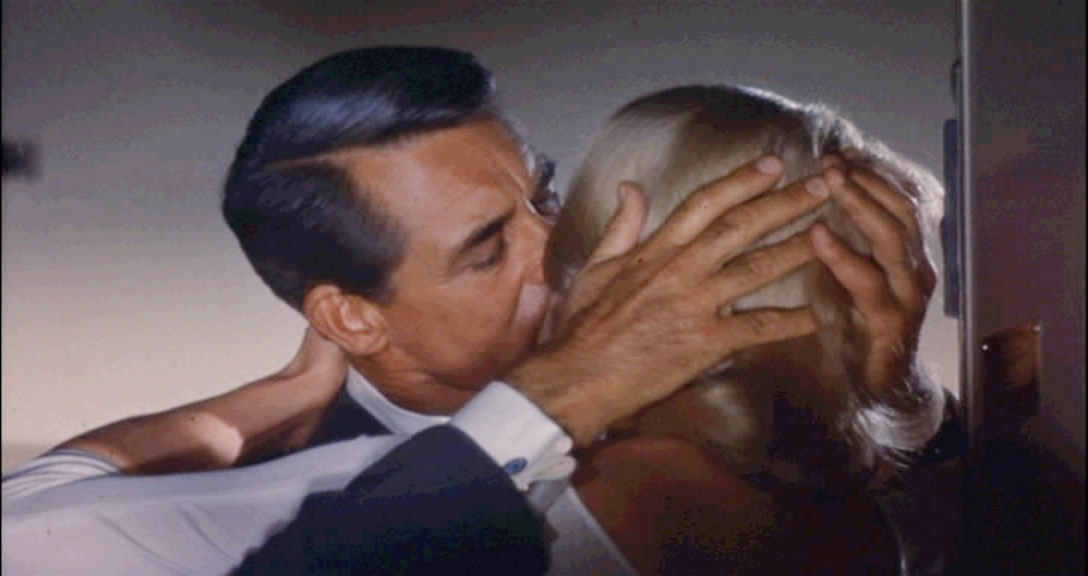
Cary Grant et Eva Marie Saint dans La Mort aux trousses (North by Northwest, 1959). L'amour pris au piège.

Hitchcock, alors, a filmé dans de nombreuses régions des États-Unis. À Sueurs froides succèdent trois autres films à succès, tous reconnus comme faisant partie de ses meilleurs longs-métrages : La Mort aux trousses (North by Northwest, 1959), Psychose (Psycho, 1960) et Les Oiseaux (The Birds, 1963). Le premier reprend le thème du « Monsieur Tout le monde » pris dans un engrenage, injustement poursuivi, et contraint tant bien que mal de se disculper.

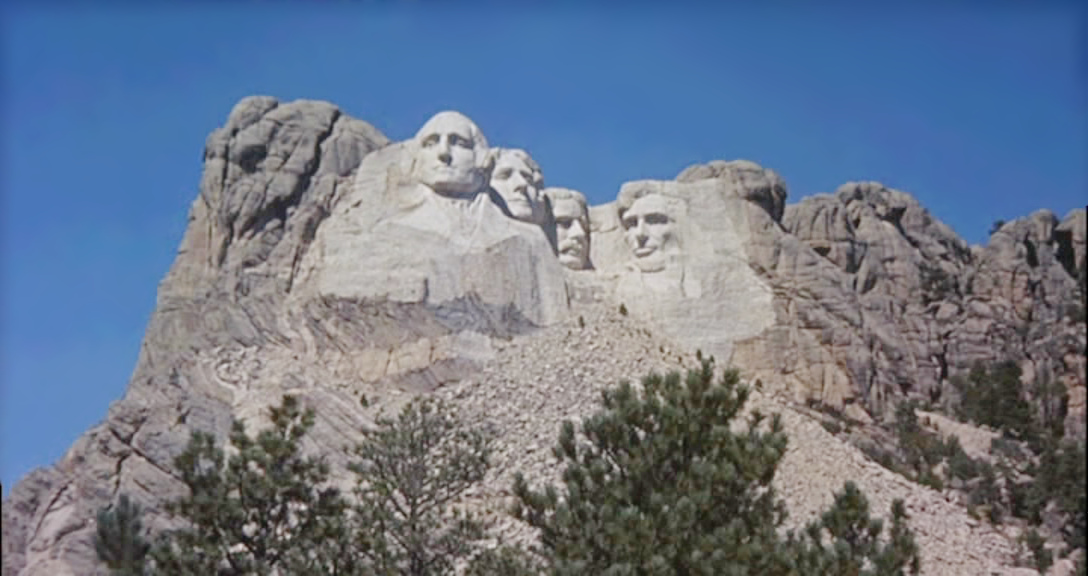
Bande-annonce de La Mort aux trousses

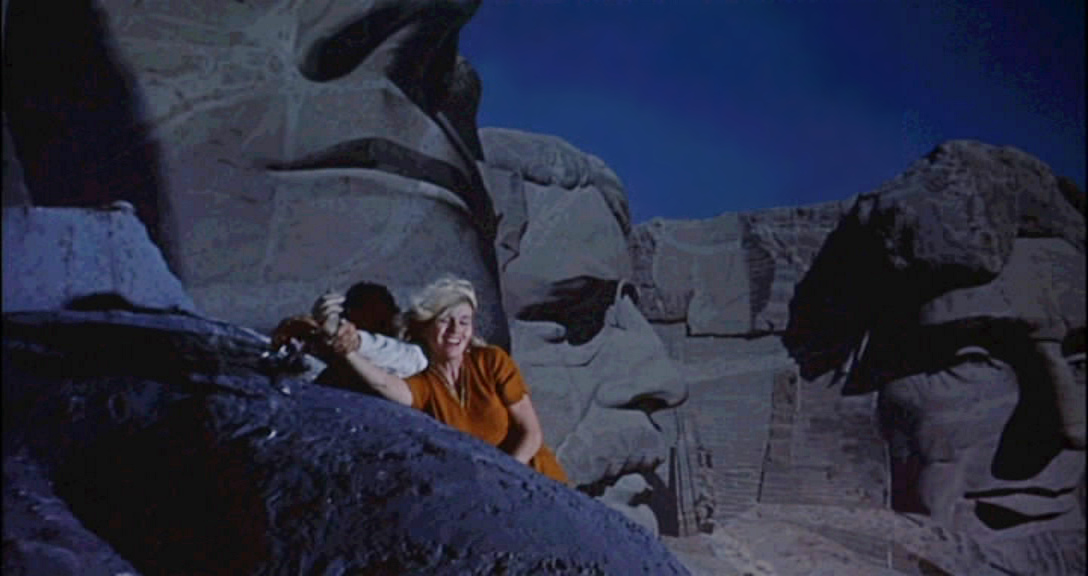
Le Mont Rushmore, ou plutôt sa maquette, décor de la scène finale de La Mort aux trousses.

Dans La Mort aux trousses, Cary Grant joue le rôle de Roger Thornhill, un publicitaire de Madison Avenue qui n'a jamais eu maille à partir qu'avec sa mère excentrique, et qui, par un concours de circonstances, se trouve soudainement pris pour cible par une mystérieuse organisation. Il fait la connaissance d'une blonde séduisante, Eve Kendall (Eva Marie Saint), qui le séduit avant de le faire tomber dans un piège… L'écriture du scénario original est confiée à Ernest Lehman. Pour la scène finale, Hitchcock a l'idée d'utiliser comme cadre le Mont Rushmore, un site cependant protégé. Le 17 septembre 1958, il obtient finalement l'autorisation du Ministère de l'Intérieur des États-Unis de se servir de maquettes des fameuses sculptures représentant le visage de quatre présidents. Le générique du film (domaine dans lequel Hitchcock avait fait ses débuts), comme celui de Sueurs froides, est dû au graphiste Saul Bass, et Herrmann, qui depuis Harry est devenu le compositeur attitré de Hitchcock, signe ici ce qui deviendra l'une de ses plus célèbres partitions.

#### Années 1960
La décennie commence avec deux films généralement considérés comme des sommets de l'art du réalisateur, Psychose (1960) et Les Oiseaux (1963). Les films qui suivront seront moins personnels, et peut-être aussi moins ambitieux. L'âge commence à se faire sentir, le cinéma est en crise à cause de l'arrivée de la télévision dans les ménages, et Hitchcock a alors perdu deux de ses plus proches collaborateurs : Bernard Herrmann, le compositeur, et Robert Burks, le directeur photo. Les films réalisés après Pas de printemps pour Marnie (1964) n'auront pas la même dimension que ceux de l'« âge d'or » du réalisateur.

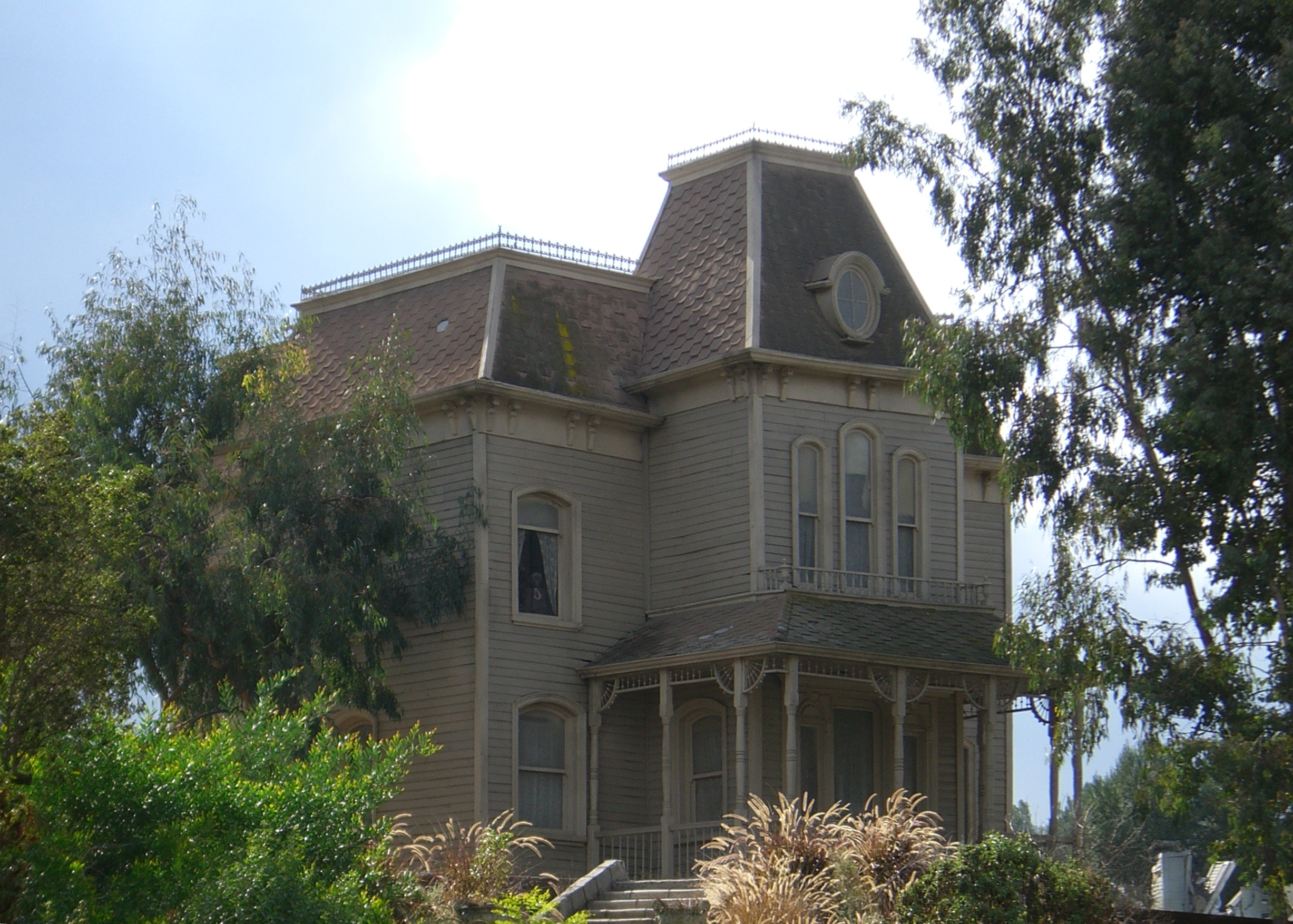
La maison de Norman Bates dans Psychose (Psycho, 1960). Photo prise en 2006 aux studios Universal.

Alors qu'il lit la rubrique « Livres » du New York Times, Hitchcock tombe sur une excellente critique de Psycho, un livre de Robert Bloch, fondé sur l'histoire d'Ed Gein, un tueur en série. Il achète le roman, et annonce à sa secrétaire : « Je tiens notre prochain sujet »,. Ce qui motive aussi et surtout le cinéaste, c'est le défi de réaliser un film aussi efficace que possible avec des moyens restreints. Étant donné que beaucoup de mauvais films en noir et blanc et peu coûteux se révélaient malgré tout être des succès au box office, il se demande ce qui se passerait pour un film tourné dans les mêmes conditions, mais réalisé avec soin. Produit avec un budget en effet très limité — 800 000 $ —, Psychose est tourné avec l'équipe de télévision d'Alfred Hitchcock présente sur un terrain abandonné des studios Universal.
Pour écrire Psychose, qui allait devenir l'un des sommets de la filmographie du réalisateur, considéré par certains comme son chef-d'œuvre, Hitchcock s'en remet à Joseph Stefano, un scénariste débutant. Tout commence par le vol d'une certaine somme d'argent par l'employée d'une compagnie d'assurances, Marion Crane (Janet Leigh) qui, prise dans une histoire d'amour difficile, agit sur un coup de tête. Elle prend la fuite à bord de sa voiture, qu'elle échange, après avoir été arrêtée par un policier, contre une voiture d'occasion. Surprise par un orage, elle décide de passer la nuit dans un motel, que les clients semblent avoir déserté, et dont elle fait connaissance du propriétaire, Norman Bates (Anthony Perkins), jeune homme sympathique mais aux réactions un peu étranges. Ce dernier vit avec sa mère, possessive à l'extrême, dans une vieille demeure située à proximité. Sa conversation avec Norman convainc Marion de restituer l'argent dérobé. Tandis qu'elle est en train de prendre une douche, cependant, brutalement, violemment, la jeune femme est assassinée dans une scène restée célèbre. Une fois la disparition de l'argent et de la jeune femme constatée, un détective privé (Martin Balsam), ensuite l'amant et la sœur de Marion (Vera Miles), partent à sa recherche… Patricia Hitchcock, fille du réalisateur, joue ici aussi un petit rôle. Pour le film, Herrmann signe de nouveau une musique très inspirée, épousant les images (notamment les coups de couteau) et anticipant les émotions du spectateur à merveille. Pour la promotion du film, Hitchcock insiste pour que, contrairement à ce qui était auparavant une habitude, les guichets des salles ne laissent plus entrer de spectateurs une fois le film commencé, ce qui a en même temps pour effet de titiller la curiosité du public.

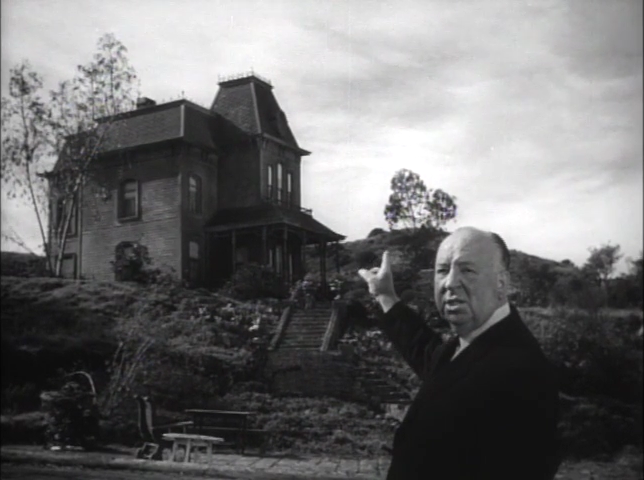
Alfred Hitchcock présentant la maison de Norman Bates dans la bande-annonce originale de Psychose.

À sa sortie aux États-Unis, le film est mal reçu par la critique,[source insuffisante], selon laquelle il n'est pas à la hauteur de La Main au collet, Sueurs froides, La Mort aux trousses, et d'autres films de Hitchcock. La raison probable de ces réactions est que les journalistes n'ont pas apprécié de découvrir le film au cinéma[source insuffisante]. Le public est cependant au rendez-vous et le film engrangera une recette de 40 000 000 $. Certains spectateurs, habitués à voir un Alfred Hitchcock plutôt amusant à la télévision sont sous le choc devant la violence, tout à fait inattendue, du film. Hitchcock, amené à s'expliquer, dira dans une interview que Psychose n'est « qu'une plaisanterie ». En même temps, il jubile de ce succès. En Europe, le film est acclamé aussi bien par la critique que par le public[source insuffisante]. La violence sans précédent de la scène de la douche, la disparition brutale de l'héroïne après seulement quelques scènes, les vies innocentes abrégées par un meurtrier dérangé, toutes caractéristiques de Psychose, seront par la suite copiées dans de nombreux films d'horreur. (Voir, plus bas, Influence sur le cinéma de genre)
Après avoir achevé Psychose, Hitchcock part pour Universal, pour laquelle il tournera tous ses autres films.

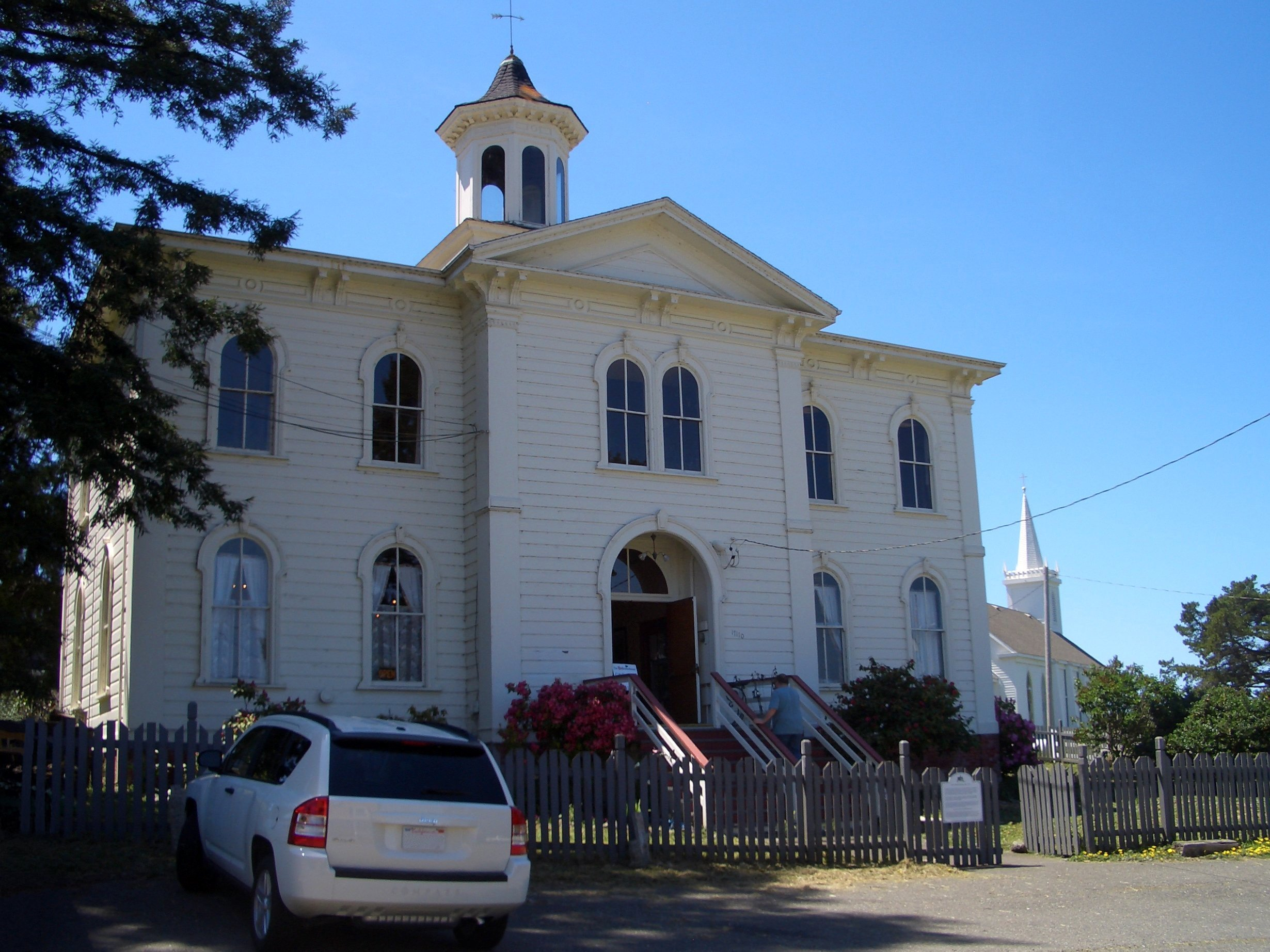
L'école du film Les Oiseaux (The Birds, 1963). Photo prise en 2007 à Bodega (Californie).

Hitchcock éprouve alors les plus grandes difficultés pour trouver un nouveau sujet[source insuffisante]. Il commence à travailler avec Joseph Stefano sur le scénario de Pas de printemps pour Marnie, film qui devait marquer le retour à l'écran de l'actrice fétiche du réalisateur, Grace Kelly : bien qu'elle fût devenue princesse de Monaco, celle-ci était prête à accepter dans un premier temps mais, en fin de compte, elle déclinera l'offre,[source insuffisante]. Déçu mais non découragé, le réalisateur, pour son 49e long-métrage au cinéma, se tourne alors vers l'adaptation des Oiseaux, une nouvelle de Daphne du Maurier publiée en 1952 dans la revue féminine Good Housekeeping. Il pense d'abord en tirer un épisode d'Alfred Hitchcock présente mais, après avoir entendu qu'en Californie une femme avait réellement été attaquée par des oiseaux, il se décide, malgré les difficultés que cela implique et sans doute en partie à cause de celles-ci, à en faire le sujet de son prochain long-métrage[source insuffisante].

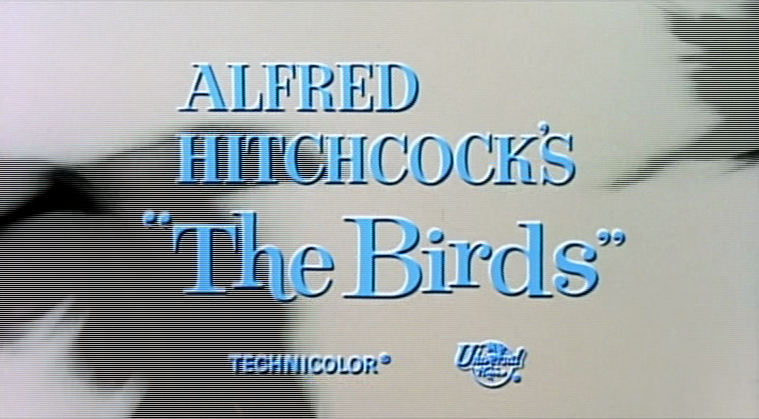
Bande-annonce originale des Oiseaux (The Birds, 1963). Titre. L'Apocalypse selon Hitchcock.

À propos des Oiseaux, le réalisateur déclare :

« On pourrait dire que le thème des Oiseaux est l'excès d'autosatisfaction qu'on observe dans le monde : les gens sont inconscients des catastrophes qui nous menacent. »

Stefano, qui produisait alors la série Au-delà du réel, n'était pas disponible, et Hitchcock, dès lors, part à la recherche d'un autre scénariste. Après avoir envisagé plusieurs candidats, dont Ray Bradbury, le réalisateur se tourne vers Evan Hunter (qui allait devenir célèbre sous le pseudonyme d'Ed McBain), lequel accepte aussitôt. Le succès de Psychose malgré l'absence de grandes vedettes décide Hitchcock à s'en passer également pour Les Oiseaux. Pour incarner le rôle principal, après divers essais avec plusieurs actrices, son choix se porte finalement sur une inconnue, Tippi Hedren, qui viendra dès lors rejoindre notamment Ingrid Bergman et Grace Kelly dans le cercle fermé des « blondes hitchcockiennes ». Elle aura pour partenaires Rod Taylor, Suzanne Pleshette et Jessica Tandy. Le film commence dans une boutique où l'on vend des oiseaux par la rencontre fortuite et un jeu de séduction entre la fille d'un patron de presse, Melanie Daniels (Hedren), et un avocat, Mitch Brenner (Taylor). Ce dernier veut offrir à sa jeune sœur un couple d'inséparables (en anglais : lovebirds, littéralement « oiseaux d'amour »). Après l'épisode, et bien que la rencontre se fût déroulée assez mal, Melanie, impulsivement, décide de revoir l'homme qui, en fait, vit avec sa mère et sa sœur dans une maison isolée sur un petit îlot de Bodega Bay, un endroit assez éloigné de chez elle. Bientôt, l'endroit devient la cible d'attaques d'oiseaux de toutes espèces, attaques dont la cause n'est pas expliquée dans le film, « sans doute pour souligner le mystère de forces inconnues ».
Le réalisateur dispose ici d'un budget bien plus confortable que pour son film précédent, soit 2 500 000 $,, argent qui sera surtout consacré aux effets spéciaux, lesquels font l'objet d'un soin tout particulier. Les séquences où l'on voit des oiseaux attaquer nécessiteront en effet des centaines de prises, mélangeant scènes réelles et scènes d'animation. Le tournage débute le 5 mars 1962 ; tout a été méticuleusement prévu car Hitchcock n'aime pas les extérieurs,, du fait qu'ils impliquent des difficultés relatives au contrôle notamment de la lumière et du bruit ambiant[source insuffisante]. Pour la bande son, la musique est remplacée par des effets composés entre autres de l'enregistrement de cris d'oiseau et de battements d'ailes, dont Herrmann se charge de superviser la distribution dans les différentes scènes. Avec un gros budget et un film qu'il considérait de son propre aveu comme « le plus important », Hitchcock ne peut décevoir.
Les Oiseaux est présenté pour la première fois en ouverture de l'édition 1963 du Festival de Cannes[source insuffisante], en dehors de la sélection officielle. En sortant de la projection, le public est sous le choc : « Ce n'est pas le lâcher de quelques pigeons débonnaires, ni le charme de son interprète Tippi Hedren qui pourront atténuer l'impression d'horreur ressentie à la présentation de son film Les Oiseaux ». Aux États-Unis, le film remporte en tout 11 403 559 $, un résultat moins bon que prévu, mais qui suffit cependant à rassurer le réalisateur. Les Oiseaux figurera au 16e rang des films les plus vus de l'année 1963. Aujourd'hui, le film est considéré comme un classique du cinéma d'épouvante[source insuffisante].
Psychose et Les Oiseaux sont particulièrement remarquables pour leur bande son inhabituelle, orchestrée dans les deux cas par Bernard Herrmann. Les cordes stridentes jouées dans la première scène de meurtre dans Psychose constituent à l'époque une innovation. Quant au film Les Oiseaux, il laisse de côté les instruments de musique conventionnels et a, au lieu de cela, recours à une bande son produite de façon électronique, uniquement agrémentée par la chanson des écoliers, sans accompagnement, juste avant l'attaque de la véritable école de Bodega Bay. On peut également noter que Santa Cruz sera par la suite cité comme étant le lieu où le phénomène des oiseaux se serait produit initialement. Ces films sont considérés comme les derniers grands films de Hitchcock. Certains critiques, tels Robin Wood et Donald Spoto, estiment cependant que Pas de printemps pour Marnie, sorti en 1964, constitue l'une des œuvres majeures du réalisateur, et d'autres encore, comme Claude Chabrol, considèrent que Frenzy est injustement sous-estimé.
Sa santé déclinant, Hitchcock est amené à réduire sa production durant les deux dernières décennies de sa carrière. Il tourne deux thrillers d'espionnage sur fond de guerre froide. Le premier, Le Rideau déchiré (Torn Curtain, 1966), a pour vedettes Paul Newman et Julie Andrews.
Le Rideau déchiré se passe principalement en RDA, avec Paul Newman et Julie Andrews dans les rôles principaux. Il marque la fin assez triste de la collaboration, qui durait depuis douze ans, entre Hitchcock et le compositeur Bernard Herrmann. Mécontent de la partition fournie par Herrmann, Hitchcock finit par le remplacer par John Addison. Le film sort aux États-Unis le 27 juillet 1966.
Le 5 novembre, Le Cinéma selon Hitchcock, publié aux Éditions Robert Laffont, sort à Paris en librairie. Dans cet ouvrage, résultat d'une série d'entretiens accordés à François Truffaut, critique et lui-même réalisateur, Hitchcock se livre sur sa manière de travailler.
Le film suivant de Hitchcock, L'Étau (Topaz), est l'adaptation d'un roman de Leon Uris (auteur d'Exodus).
L'histoire commence au Danemark, et se poursuit aux États-Unis, à Cuba et en France. Frederick Stafford est engagé pour tenir le rôle principal ; parmi le reste de la distribution, plutôt hétéroclite, figurent John Forsythe, et les Français Dany Robin, Claude Jade, Michel Subor, Philippe Noiret et Michel Piccoli. À la fin du tournage, comme à l'habitude, des projections-tests sont effectuées, qui se révèlent désastreuses : le film est le plus souvent jugé trop long, ennuyeux et sa fin, un duel opposant Devereaux (Stafford) et Granville (Piccoli), ridicule. À la suite de cela, des scènes sont coupées, d'autres raccourcies, d'autres même accélérées, et deux fins optionnelles sont proposées : l'une montre Devereaux montant dans un avion et apercevant Granville montant dans un autre avion à destination de l'Union soviétique, et l'autre, qui tombe assez sèchement, montre, ou plutôt suggère (les acteurs ne sont plus disponibles pour tourner d'autres scènes) le suicide de Granville : on voit furtivement un homme entrer dans une maison, puis on entend un coup de feu. C'est cette dernière fin qui sera conservée pour la sortie en salle, en 1969. Le National Board of Review attribuera néanmoins la récompense du meilleur réalisateur à Hitchcock pour ce film.
Comme Le Rideau déchiré, L'Étau recevra un accueil mitigé de la part de la critique.

### Années 1970
Après l'échec du Rideau déchiré et de L'Étau, Hitchcock renoue avec le succès en 1972, avec Frenzy, tourné en Grande-Bretagne. Puis Complot de famille, en 1976, reçoit les hommages de la critique.

#### Dernier film britannique
En 1971, Hitchcock est fait chevalier de la Légion d'honneur. L'année suivante, il revient à Londres pour y tourner Frenzy, qui sera son dernier grand triomphe. Après les deux films d'espionnage au succès plus que modéré, l'intrigue du film marque le retour au thriller ayant un meurtre pour point de départ, un genre dans lequel Hitchcock avait beaucoup donné auparavant. Le scénario est confié à Anthony Shaffer, qui venait de connaître un certain succès au théâtre. Le tournage se trouve quelque peu bouleversé au moment où Alma, la femme et première collaboratrice de Hitchcock, est victime d'une attaque, mais celle-ci se remettra assez rapidement[source insuffisante].
L'histoire de base recycle l'un de ses succès du muet, Les Cheveux d'or (The Lodger). Richard Blaney (Jon Finch), un serveur de bar à l'humeur changeante, prompt à la colère, devient le suspect numéro un dans l'affaire des « meurtres à la cravate », dont l'auteur réel est en fait son ami, Bob Rusk (Barry Foster), un marchand de fruits.
Cette fois-ci, Hitchcock fait de l'« innocent » et du « méchant » des jumeaux plutôt qu'il ne les oppose, comme c'était le cas dans L'Inconnu du Nord-Express. Seul l'un d'eux, cependant, a franchi la barrière et est devenu meurtrier. Pour la première fois, Hitchcock intègre dans l'un de ses films la nudité et la crudité du langage, sujets autrefois tabous. Il témoigne également d'une rare sympathie pour l'inspecteur en chef et à un aspect amusant de sa vie privée. Frenzy rencontrera un succès considérable, ses recettes dépassant même celles de Psychose.
Certains biographes ont fait remarquer qu'Hitchcock avait toujours repoussé les limites de la censure, réussissant souvent à gruger l'homme qui fut, pendant longtemps, chargé de faire respecter le code Hays à Hollywood : Joseph Breen. En effet, en de nombreuses occasions, Hitchcock était parvenu à glisser dans ses films de subtiles allusions à ce que la censure, jusqu'au milieu des années 1960, condamnait. Selon Patrick McGilligan, Breen et d'autres, le plus souvent, n'étaient pas dupes au sujet de ces connotations et, en fait, ils s'en amusaient tout autant qu'ils s'alarmaient des « déductions inévitables » que l'on ne pouvait que tirer de certaines scènes. Ce n'est qu'à partir du Rideau déchiré qu'Hitchcock sera finalement en mesure d'inclure ouvertement des éléments d'intrigue auparavant interdits dans les films américains, et cela restera le cas jusqu'à la fin de sa carrière.
En 1974, la même année qu'il est victime d'une crise cardiaque à la suite de laquelle il sera obligé de porter un Pacemaker, un hommage est rendu à la carrière du réalisateur, le 29 avril, par la Film Society du Lincoln Center de New York.

#### Dernier film américain en clin d'œil
Complot de famille (Family Plot, 1976) sera le dernier film de Hitchcock, alors quasi octogénaire.
Le film relate les péripéties de « Madame » Blanche Tyler (Barbara Harris), une fausse voyante, et de son amant chauffeur de taxi (Bruce Dern), lequel compte tout de même tirer quelque profit de ces soi-disant pouvoirs. William Devane, Karen Black et Cathleen Nesbitt font également partie de la distribution. C'est le seul film de Hitchcock dont John Williams ait écrit la musique. Le film, dont le scénario sans faille est signé Lehman, est d'une constante drôlerie, et donne l'impression d'être l'œuvre d'un jeune débutant, bourré de talent.
D'une façon qui n'est sans doute pas anodine, Complot de famille se termine par un clin d'œil adressé, via le personnage de Blanche, aux spectateurs du film et, on s'imagine, aux spectateurs de tous les films du « Maître ».

#### Dernier projet
Dès le début des années 1970, Hitchcock songeait à faire un film, The Short Night, basé sur l'histoire de l'espion George Blake qui, en 1966, s'était évadé d'une prison de Londres avant de fuir en Union soviétique.
Il acquiert les droits de deux livres consacrés à cette histoire. Les relations de Hitchcock avec James Costigan, le premier scénariste engagé pour le projet, seront assez houleuses ; le réalisateur le congédie et fait alors appel à son ancien collaborateur, Ernest Lehman, auteur des scénarios de La Mort aux trousses et Complot de famille. Celui-ci écrit plusieurs versions de l'histoire, mais aucune ne satisfait Hitchcock, et les deux amis se brouillent. Hitchcock s'adresse alors à Norman Lloyd, un autre ancien collaborateur et ami, mais cela ne fonctionne pas mieux. Après avoir travaillé quelque temps seul à l'adaptation, Hitchcock accepte de collaborer avec un quatrième scénariste, David Freeman, qui s'attelle à la tâche à la fin de l'année 1978.

#### Maladie
Entre décembre 1978 et mai 1979, Hitchcock et Feeman se verront régulièrement dans les bureaux du réalisateur aux studios Universal. La santé déclinante du réalisateur rend la tâche de Feeman difficile. Hitchcock souffre d'arthrite. Elle lui cause d'intenses douleurs aux genoux. Il consomme beaucoup d'alcool, sans doute pour apaiser sa souffrance. Les difficultés morales du réalisateur sont accrues par l'inquiétude que lui donne la santé d'Alma, sa femme. Au moment où le scénario est pratiquement terminé, Hitchcock apprend que l'American Film Institute (AFI) veut le récompenser pour l'ensemble de sa carrière. Hitchcock, loin d'être flatté, perçoit la chose comme un présage de sa mort et panique. Il se rend malgré tout à la cérémonie.
Le 3 janvier 1980, il reçoit la visite du consul de Grande-Bretagne, qui vient lui annoncer sa nomination au rang de Chevalier de l'Empire britannique,. Après son anoblissement, Hitchcock, très mal en point, prend la décision de définitivement renoncer à tourner The Short Night ; il en avertit directement Universal, et les bureaux de Hitchcock ferment. Le scénario de The Short Night sera finalement publié dans un livre consacré aux derniers jours du réalisateur. Hitchcock reste chez lui quelque temps, puis revient quelquefois aux studios.

#### Mort
Le 29 avril 1980, Alfred Hitchcock meurt dans son sommeil des suites d'une insuffisance rénale à l'âge de 80 ans, entouré des siens dans leur maison de Bel Air, à Los Angeles, en Californie. Il laisse sa femme, Alma Reville, leur fille unique, Patricia, et trois petites-filles, Mary Alma, Teresa et Kathleen. Le corps est incinéré. Une cérémonie, sans cercueil, a lieu en l'église catholique du Bon Berger (en) à Beverly Hills.
Les cendres de Hitchcock sont dispersées dans l'océan Pacifique.

## Influences d'Alfred Hitchcock

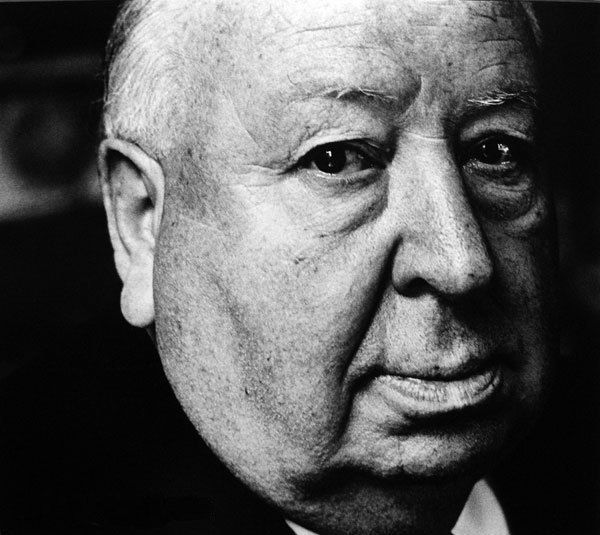
Alfred Hitchcock par Jack Mitchell.

À ses débuts, Alfred Hitchcock, en dehors du cinéma, est très influencé par le théâtre. Ses tout premiers films sont en effet pour la plupart des adaptations de pièces. Il confiera par ailleurs souvent l'écriture de ses scénarios à des auteurs dramatiques à succès. Comme beaucoup d'Anglais, il est également très friand de littérature policière et de mystère (Poe figure entre autres parmi ses auteurs préférés) et amateur de faits divers (l'histoire du docteur Crippen, notamment, exercera chez lui une certaine fascination). Lorsqu'il était adolescent, il fréquentait souvent les procès de cours d'assises de l'Old Bailey et pouvait, du moins c'est ce qu'il prétendra lui-même par la suite, réciter de larges extraits de comptes rendus d'affaires célèbres.
En ce qui concerne le cinéma, Alfred Hitchcock revendique lui-même l'influence du cinéma muet allemand, expressionniste ou « post-expressionniste ». Parmi les réalisateurs qui l'ont influencé, on peut citer Friedrich Wilhelm Murnau — dans les années 1920, Hitchcock assiste en Allemagne au tournage du Dernier des hommes — et Fritz Lang, dont il cite, parmi les œuvres qui l'auront marqué, Les Trois Lumières (1921) ; selon Claude Chabrol, une bonne partie de l'œuvre de Hitchcock serait par ailleurs redevable aux Espions (1928). Ces influences sont non seulement perceptibles dans certains films muets de Hitchcock, comme Les Cheveux d'or (The Lodger, 1927), mais se sentent également dans bon nombre de ses œuvres postérieures. Un exemple concret de l'influence de Murnau : le plan-séquence de L'Aurore (1927) où « l'homme », après avoir traversé un bois, rejoint « la femme de la ville » rappelle, a posteriori, la séquence d'introduction de Rebecca (1940), où un travelling nous emmène jusqu'aux ruines du château de Manderley ; le goût prononcé de Hitchcock pour les plans-séquences en particulier, et la technique en général, vient sans doute de Murnau. Un exemple concret de l'influence de Lang : au début de M le maudit (1931), la mère attend sa petite fille et guette désespérément son retour sur le palier. Un plan montre alors une vue plongeante strictement verticale sur les volées d'escaliers, que l'on peut rapprocher, entre autres, de plans figurant dans les deux scènes montrant l'ascension du clocher dans Sueurs froides (1958).
Selon certains critiques, on peut voir en Cecil B. DeMille une autre influence majeure de Hitchcock. Au moment où ce dernier entame sa carrière au cinéma, DeMille est en effet l'un des réalisateurs les plus importants du cinéma mondial. DeMille était l'inventeur de ce qu'on a pu appeler les « comédies du remariage », dans lesquelles des couples mariés se séparent puis se retrouvent. La comédie Joies matrimoniales (1941), de Hitchcock, est basée sur ce schéma, dont on peut également trouver des traces dans certains autres films du « maître du suspense », où des couples s'affrontent avant de se réunir (Les 39 Marches, 1935 ; La Mort aux trousses, 1959…). Au-delà de ça, on peut trouver un exemple concret de l'influence de DeMille sur Hitchcock — ou bien une sorte d'hommage ? — dans la seconde partie de la version muette des Dix Commandements (1923), plus précisément dans la scène montrant le meurtre de la « vamp » lépreuse échappée de l'île de Molokai, au moment où celle-ci se trouve derrière un rideau, auquel elle s'agrippe quand le « Caïn » de l'histoire tire sur elle. La scène se termine par un plan montrant le rideau qui se décroche progressivement lorsque la femme s'écroule, un plan que l'on retrouve dans la fameuse scène de la douche de Psychose (1960) (voir aussi, plus bas, Logo).

## Méthode de travail d'Alfred Hitchcock

### Écriture
Interrogé sur son travail, Hitchcock expliquera : « Le scénariste et moi planifions la totalité du scénario jusqu'au moindre détail et, quand nous avons terminé, tout ce qui reste à faire c'est tourner le film. En fait, c'est seulement quand on entre en studio, qu'on entre dans la zone des compromis. Vraiment, c'est le romancier qui a le meilleur casting, puisqu'il n'a pas à composer avec les acteurs et tout le reste. » Dans une interview de 1969, Hitchcock précise :
« Dès que le scénario est prêt, j'aimerais autant ne pas faire le film du tout… J'ai un esprit fortement visuel. Dans ma tête, je visualise un film jusqu'au montage final. J'écris tout ceci le plus en détail dans le scénario, et ensuite, quand je tourne, je ne regarde pas du tout le scénario. Je le connais par cœur, tout comme il n'est pas nécessaire à un chef d'orchestre de regarder la partition… Quand vous avez terminé le scénario, le film est parfait. Mais, pendant la réalisation, il perd peut-être quarante pour cent de votre conception d'origine. »
Souvent, pour les films de Hitchcock, l'écriture du scénario se fait à partir d'idées de scènes. C'est notamment le cas de la scène des parapluies ou celle du moulin dans Correspondant 17 (1940), qu'Hitchcock imaginait avant même qu'on ne réfléchisse à l'histoire ou aux personnages, ou celle de l'avion d'épandage dans La Mort aux trousses (1959), qui vient de l'idée, ou du défi, d'une scène de suspense se déroulant, non pas comme à l'habitude dans un lieu clos et étouffant, mais au contraire dans un espace complètement aéré, vide, en rase campagne. Les histoires des films où l'on voit les personnages évoluant dans des sites célèbres (statue de la Liberté dans Cinquième Colonne (1942), siège des Nations unies ou mont Rushmore dans La Mort aux trousses…), sont ainsi en quelque sorte et en partie prétexte à l'utilisation de ces sites comme décor. David Freeman, le dernier scénariste à avoir collaboré avec Hitchcock est au départ assez déconcerté par la méthode utilisée par le réalisateur : « D'abord on décide de ce que vont faire les personnages, puis on les dote de traits de caractère qui rendent plausible leur comportement. […] On a critiqué Hitchcock pendant des années sur le fait que, chez lui, la forme l'emportait sur le fond. Sa façon de travailler confirmait cette critique. L'astuce tenait en ce que son analyse des personnages était si minutieuse et si pénétrante qu'elle suffisait à leur donner vie dans ses films. ».

### Procédés narratifs

#### MacGuffin
Le réalisateur, pour expliquer ce qu'est un « MacGuffin », racontera souvent la même petite histoire drôle :
Deux voyageurs se trouvent dans un train allant de Londres à Édimbourg. L'un dit à l'autre : « Excusez-moi Monsieur, mais qu'est-ce que ce paquet à l'aspect bizarre que vous avez placé dans le filet au-dessus de votre tête ? — Ah ça, c'est un MacGuffin. — Qu'est-ce que c'est un MacGuffin ? — Eh bien… c'est un appareil pour attraper les lions dans les montagnes d'Écosse. — Mais il n'y a pas de lions dans les montagnes d'Écosse. — Dans ce cas, ce n'est pas un MacGuffin. »
Le « MacGuffin » est un élément-clé de l'intrigue, matériel ou pas, généralement mystérieux, qui sert en réalité uniquement de prétexte au développement du scénario, et qui n'a, au-delà de cela, aucune importance véritable. Le terme aurait été employé pour la première fois par Angus MacPhail, scénariste et ami de Hitchcock. Hitchcock et ses scénaristes auront recours au procédé dans de nombreux films. Le « MacGuffin » revêt parfois, peut-être de façon démonstrative, un caractère assez saugrenu. En évoquant le film La Mort aux Trousses, au cours d'une interview avec Truffaut, Hitchcock dira : « Le meilleur McGuffin que nous avons utilisé, et par meilleur, je veux dire le plus vide, le plus insignifiant, le plus absurde est celui qui apparaît dans La Mort aux Trousses… Le McGuffin y est réduit à sa plus simple expression: Rien du tout. »
Dans Les 39 Marches (1935), le « MacGuffin » est une série de plans que des espions ont dérobé et qui tient en fait en quelques phrases retenues par M. Memory ; dans Une femme disparaît (1938), c'est un message codé sous la forme d'un petit air de musique ; dans Correspondant 17 (1940), une clause d'un traité qu'un homme politique hollandais est le seul, apparemment, à connaître ; dans Les Enchaînés (1946), un composé chimique caché dans des bouteilles de vin. L'un des « MacGuffin » de La Mort aux trousses (1959) prend la forme de microfilms dissimulés dans une statuette et contenant des « secrets du gouvernement ». C'est la seule explication qui nous sera fournie… Hitchcock voyait là son meilleur « MacGuffin », « le plus inexistant, le plus dérisoire. ». L'importance du « MacGuffin » diminue progressivement au cours du film jusqu'à parfois ne plus en avoir aucune, le spectateur se laissant entraîner par les personnages et la façon dont ils réagissent aux événements générés par le procédé.
Selon certains, le premier « MacGuffin » du cinéma de Hitchcock se trouve déjà dans Les Cheveux d'or (The Lodger, 1927), avec le personnage de l'« Avenger », le tueur, que l'on ne voit en fait jamais à l'écran. Un autre personnage-« MacGuffin » est bien sûr le mystérieux Kaplan de La Mort aux trousses, qui n'existe tout simplement pas. Dans ce film, on peut même considérer la scène de la discussion entre les agents américains comme une projection d'une réunion entre metteur en scène et scénaristes débattant pour savoir quel tournant faire prendre à l'histoire. Le personnage joué par Leo G. Carroll, qui apparaît pour donner des instructions, représente alors en quelque sorte le scénariste, en qui a surgi une nouvelle idée d'aventure, qu'il vient, « envoyé céleste », dans l'œuvre-même, proposer au héros.
Hitchcock était toujours amusé quand scénaristes ou producteurs dissertaient sur la nature exacte du « MacGuffin », comme ce fut le cas pour celui des Enchaînés ; il dira : « Les gens qui discutent du « MacGuffin » le font parce qu'ils sont incapables d'analyser les personnages. ».

#### Suspense

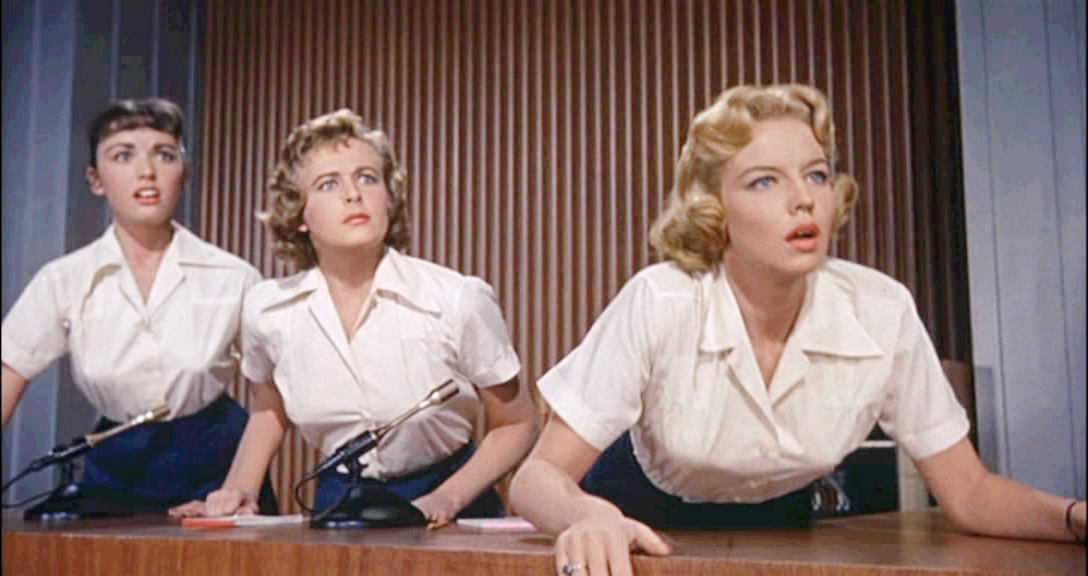
Une scène de La Mort aux trousses (North by Northwest, 1959).

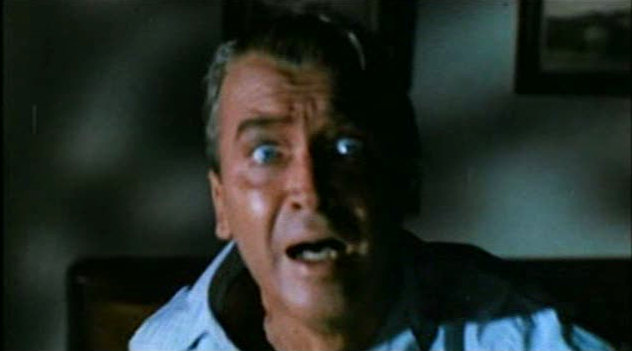
James Stewart dans Sueurs froides (Vertigo, 1958).

Jean Douchet voit dans le suspense « la principale définition de l'œuvre hitchcockienne », et le définit comme étant « la dilatation d'un présent pris entre les deux possibilités contraires d'un futur imminent ». Selon Douchet, « l'anxiété naît de ce qu'acteurs ou spectateurs sont partagés, déchirés entre l'espérance d'un salut et la crainte de l'irrémédiable entre la vie et la mort. Elle est donc fonction de la durée du conflit, de sa dilatation. Elle aiguise notre perception du temps. ».
Le suspense doit se distinguer de la surprise ou du choc. Dans les films de Hitchcock, le suspense est obtenu par un décalage entre ce que le spectateur sait et ce que le personnage voit. L'attente anxieuse du spectateur peut ensuite être renforcée par une musique accentuée, des effets de lumière, des ombres… Dans le cinéma d'horreur, l'effet de surprise (le choc) consiste à faire apparaître une chose ou un personnage, souvent terrifiant, alors que ni le « héros » ni le spectateur ne s'y attendent. Mais dans les films hitchcockiens, l'anxiété du spectateur augmente au fur et à mesure que le danger, dont le « héros » n'est pas conscient, se précise ; le public se demande ce qui va arriver quand la menace sera enfin perçue par celui (ou celle) auquel il s'identifie. La plupart des thrillers de Hitchcock reposent sur cet effet.
Ainsi, dans Fenêtre sur cour (1954), le spectateur est seul à voir le voisin d'en face sortir de son appartement avec une femme ; Jeffries dort à ce moment. De même, quand le détective Arbogast monte les escaliers de la maison de Norman Bates dans Psychose (1960), le spectateur voit la porte s'entrouvrir et il est seul à prévoir le meurtre. Sueurs froides (1958) est aussi particulièrement significatif puisque le spectateur apprend par un flashback, dès le début de la seconde partie du film, la véritable identité de Judy et tout le complot monté contre Scottie. Le spectateur s'interroge ainsi sur la tournure que vont pouvoir prendre les événements.

#### Humour
Dans une interview de 1967, quand on lui demande pourquoi il n'a jamais tourné de comédies, Hitchcock répond : « Mais tous les films que je fais sont des comédies. »
Les thrillers de Hitchcock, en effet, sont pour la plupart émaillés de touches humoristiques. Le réalisateur, qui a lui-même toujours un peu déconcerté les critiques par son incorrigible côté blagueur, considérait que la tension ne pouvait être maintenue tout au long d'un film et que des moments de répit devaient être ménagés dans la narration. Si l'on trouve plusieurs scènes d'un comique assez bon enfant, comme le début des 39 Marches (1935) ou les scènes de voyance cocasses de Complot de famille (1976), l'humour hitchcockien porte fréquemment sur la sexualité et la mort (humour noir). Dans la première catégorie, on trouve par exemple, dans Les 39 Marches toujours, la scène où des représentants en sous-vêtements féminins suscitent le regard un peu désespéré d'un prêtre, ou celle où la main du héros est menottée à la main d'une jeune femme et accompagne celle-ci tandis qu'elle ôte ses bas, ou encore, au début de Sueurs froides (1958), la scène où il est question d'un soutien-gorge révolutionnaire conçu par un ingénieur en aéronautique. Dans la seconde, on trouve entre autres les remarques très terre-à-terre de Stella, l'infirmière de Fenêtre sur cour (1954), concernant ce que le tueur a bien pu faire du corps de sa victime, ou la femme du policier dans Frenzy (1972) s'interrogeant sur le cadavre de Babs tout en grignotant. Mais qui a tué Harry ? (1955) est, par ailleurs, une comédie entièrement vouée à l'humour macabre.

### Storyboards et tournages
La majorité des commentateurs ont cru fermement au fil des ans que les films de Hitchcock étaient largement « storyboardés » jusque dans le moindre détail. On a dit qu'il ne s'était même jamais donné la peine de regarder à travers l'objectif d'une caméra, étant donné que pour lui ce n'était pas utile, même si des photos destinées à la promotion le montrent en train de le faire. Cela lui servait aussi d'excuse pour ne jamais devoir modifier ses films par rapport à la vision qu'il en avait au départ. Si un studio lui demandait de le faire, il pouvait prétendre que le film était déjà tourné d'une seule façon et qu'il n'y avait pas d'autres prises à prendre en considération.
Toutefois, cette façon de voir Hitchcock comme un réalisateur s'en remettant davantage à la préproduction qu'à la réalisation elle-même a été contestée dans le livre Hitchcock au travail (Hitchcock at Work), écrit par Bill Krohn, correspondant américain pour Les Cahiers du cinéma. Krohn, après avoir examiné plusieurs révisions de script, des notes échangées entre Hitchcock et d'autres membres du personnel de production, étudié des storyboards et d'autres matériaux de production, a observé que le travail de Hitchcock déviait souvent par rapport au scénario tel qu'il était écrit ou à la conception qui était faite du film au départ. Il a souligné que le mythe de storyboards à propos de Hitchcock, souvent régurgité par des générations de commentateurs de ses films, avait en grande partie été perpétué par Hitchcock en personne ou par le département des studios chargé de la publicité. Un très bon exemple serait la fameuse scène de pulvérisation du champ de maïs dans La Mort aux trousses qui n'aurait fait à l'origine l'objet d'aucun storyboard. Ce n'est qu'une fois la scène tournée que le département publicité aurait demandé à Hitchcock de réaliser des storyboards pour promouvoir le film, et Hitchcock, à son tour, aurait engagé un dessinateur pour reproduire les scènes en détail.
Même lorsque des storyboards étaient faits, la scène tournée était sensiblement différente. L'analyse poussée effectuée par Krohn concernant le tournage de classiques de Hitchcock tel que Les Enchaînés révèle que le réalisateur était suffisamment flexible pour modifier la conception d'un film durant sa réalisation. Un autre exemple donné par Krohn concerne le remake américain de L'Homme qui en savait trop, dont le tournage commença sans script définitif et dépassa les limites de temps prévues, ce qui, comme le note Krohn, n'était pas inhabituel et se produisit pour beaucoup d'autres films de Hitchcock, dont L'Inconnu du Nord-Express et L'Étau. Même si le réalisateur consacrait effectivement beaucoup de temps à la préparation de tous ses films, il était pleinement conscient du fait que, dans la réalité, le processus de fabrication déviait souvent des plans les mieux établis, et il était flexible pour s'adapter aux changements et aux besoins de la production, étant donné que ses films n'échappaient pas aux habituels aléas fréquemment rencontrés dans la plupart des tournages, ni aux routines auxquelles, souvent, on avait alors recours.
Le travail de Krohn offre également un éclairage au sujet de l'habitude de Hitchcock de généralement tourner les scènes dans l'ordre chronologique, une habitude dont Krohn fait remarquer qu'elle fut souvent la source pour bon nombre de ses films d'un dépassement de budget et de délais et qui, ce qui est plus important, différait de la façon habituelle de procéder à Hollywood à l'époque du système des studios. Tout aussi importante est la tendance de Hitchcock à tourner des prises alternatives de certaines scènes. Ce n'était pas nécessairement pour donner au monteur la possibilité de façonner le film de la manière qu'il (ou elle) souhaitait (souvent sous l'égide du producteur) que les films étaient tournés sous différents angles, mais cela témoignait plutôt de la tendance de Hitchcock de se laisser à lui-même des choix en salle de montage, où il avait pour habitude, après avoir visionné les rushes, de conseiller ses monteurs. Selon Krohn, cette information, ainsi que beaucoup d'autres révélées par son travail de recherche à travers notamment les archives personnelles et les révisions de script de Hitchcock, contredisent l'image d'un cinéaste toujours en possession du contrôle sur ses films et dont la conception de ses œuvres ne changeait pas au moment de la réalisation, ce qui, note Krohn, est resté le vieux mythe central concernant Hitchcock.

### Lieux de tournage
Hitchcock, en grand perfectionniste, prenait soin de choisir les lieux où il tournait ses films et ses scènes.
Dans L'Ombre d'un doute, Hitchcock choisit la petite ville de Santa Rosa, idyllique et pleine de charme, afin de renforcer l'aspect innocent de ses personnages et criminel de l'oncle Charlie.
En 1958, il choisit San Francisco pour tourner son prochain long-métrage, Sueurs froides. Cette ville vallonnée reflétait parfaitement les émotions de Scottie.
Dans La Mort aux trousses, il prend un champ vide pour tourner la scène mythique de l'avion. Cet espace vide permettait à Hitchcock de montrer à quel point la situation est inattendue et absurde.

### Hitchcock et ses interprètes
Au sujet de la relation de Hitchcock avec ses acteurs et actrices, on cite souvent une petite phrase qu'aurait prononcé le réalisateur : « Les acteurs sont du bétail ». Selon Hitchcock lui-même, il aurait dit cela dès la fin des années 1920, en rapport avec les acteurs de théâtre qui, alors, snobaient le cinéma. Cependant, selon Michael Redgrave, ce serait lors du tournage d'Une femme disparaît que le réalisateur aurait fait cette remarque. La phrase donna lieu en 1941 à un incident, au moment de la production de Joies matrimoniales : Carole Lombard, pour surprendre le réalisateur, fit alors amener sur le lieu où des scènes allaient être tournées des génisses avec, écrits sur elles, les noms de Lombard, Robert Montgomery et Gene Raymond, les vedettes du film… Lors de la première de son dernier film, Complot de famille, Hitchcock fera un petit rectificatif : « C'est un mensonge éhonté. Je n'ai jamais dit une chose pareille. C'est très grossier. Sans doute ai-je dit que les acteurs devaient être « traités comme » du bétail. »,
En fait, l'aversion supposée de Hitchcock à l'égard des acteurs a été en grande partie exagérée. Simplement, Hitchcock, qui pensait que les acteurs devaient s'en tenir à se concentrer sur leur rôle et laisser les réalisateurs et scénaristes gérer l'histoire et le traitement des personnages, ne tolérait pas l'approche de « La Méthode ». Ainsi déclare-t-il dans une interview que « l'acteur de La Méthode est OK au théâtre parce qu'il a un espace libre pour se déplacer. Mais quand il s'agit de montrer un plan du visage et un plan de ce qu'il voit, il doit y avoir une certaine discipline. ». Pour Hitchcock, les acteurs, au même titre que les accessoires, n'étaient que des éléments du film ou, du moins, ils devaient considérer la caméra comme un partenaire de jeu à part entière.
Pendant le tournage des Naufragés, Walter Slezak, qui joue le capitaine nazi, déclara qu'Hitchcock percevait les mécanismes du jeu d'acteur mieux qu'aucun autre qu'il connaissait. Il est par ailleurs indéniable que, dans la quasi-totalité des films de Hitchcock, du moins en ce qui concerne la période américaine, les acteurs, loin d'être de simples marionnettes, donnent la pleine mesure de leur talent, ce qui indique de la part du réalisateur un réel savoir-faire, également, en ce qui concerne la direction d'acteurs, et ne peut que témoigner de la sympathie qu'il éprouvait pour ceux-ci. À titre d'exemple, on peut rappeler qu'avant son rôle dans Rebecca et dans Soupçons, lequel lui vaudra un oscar, on déniait à Joan Fontaine, sœur d'Olivia de Havilland, le moindre talent. Par ailleurs, certains acteurs ne sont aujourd'hui plus guère connus en tant que tels que par leur prestation dans un film de Hitchcock, non pas simplement grâce à la réputation du réalisateur, mais par la composition qui leur a été permis, alors, de livrer, et qui constitue un ingrédient essentiel de la réussite du film (Kelly dans ses trois films tournés avec le cinéaste, Leigh et Perkins dans Psychose, Hedren dans Les Oiseaux, et bien d'autres, jusque dans de petits rôles…). Hitchcock, simplement, stimulait les talents.

### Harcèlement
Bien après la mort du réalisateur, l'actrice Tippi Hedren relate des faits de harcèlement et d'agression sexuelle commis par Hitchcock,,. Certains de ces faits avaient été relatés dès 1983 par Donald Spoto dans une biographie de Hitchcock. Celui-ci se serait montré maladivement possessif envers la jeune débutante, et il aurait décidé de ruiner sa carrière cinématographique après qu'elle eut refusé de céder à ses avances.

### Défis et innovations techniques
Hitchcock semblait se délecter à relever les défis techniques de la réalisation.
Dans Les Naufragés (1944), il place la totalité de l'action du film à bord d'un petit bateau, mais parvient cependant, dans sa façon de tourner, à éviter la répétition monotone, et aussi à trouver une solution concernant son caméo, devenu sa marque de fabrique, et que l'étroitesse du décor rendait difficile : il apparaît dans un magazine fictif que lit un des personnages, en photo sur une publicité pour un produit amincissant… De même, l'action de Fenêtre sur cour (1954) se déroule dans un seul appartement et ne montre de l'extérieur que ce que l'on voit de la fenêtre de celui-ci.
Dans La Maison du docteur Edwardes (1945), deux plans montrant une vue subjective ont nécessité la construction d'une main en bois géante, censée appartenir au personnage dont la caméra adopte le point de vue, et celle d'accessoires, d'une taille proportionnelle, que la main tient : un verre de lait en réalité de la taille d'un seau, et un fusil en bois gigantesque. Pour ajouter à la nouveauté et obtenir un effet saisissant, le coup de feu marquant le point culminant de la scène a été colorié en rouge sur la pellicule noir et blanc de certaines copies du film.

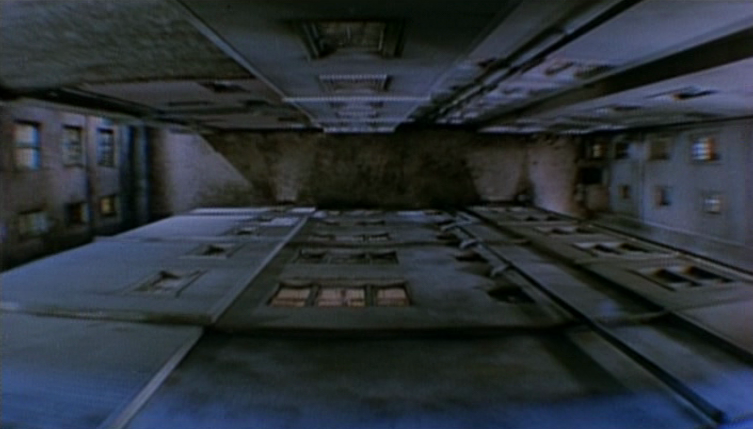
Image d'une scène utilisant le travelling compensé dans Sueurs froides (Vertigo, 1958).

La Corde (1948) constituait un autre défi technique. Le film donne en effet l'impression d'avoir été tourné en une seule et unique prise. En réalité, il est composé de dix prises durant chacune entre quatre minutes et demie et dix minutes, dix minutes étant la longueur maximum de bobine pouvant alors être contenue dans une caméra de l'époque. Certaines transitions entre le passage d'une bobine à l'autre sont camouflées par un objet sombre venant remplir pendant un certain temps la totalité du champ. Ces points étaient utilisés par Hitchcock pour dissimuler les coupures, et la prise suivante débutait avec la caméra placée exactement dans la même position.
Sueurs froides (1958) a recours à une technique de caméra développée par Irmin Roberts, une technique imitée et réutilisée de nombreuses fois par la suite par d'autres réalisateurs, et qui donne l'impression d'une image qui s'allonge. L'effet est obtenu en déplaçant la caméra dans la direction opposée à celle du zoom. On a appelé cet effet le « travelling compensé », « dolly zoom » ou l'« effet Vertigo ».

## Cinéma hitchcockien

### «Pur cinéma»
« Hitchcock est […] l'un des plus grands inventeurs de formes de toute l'histoire du cinéma. Seuls peut-être, Murnau et Eisenstein peuvent, sur ce chapitre soutenir la comparaison avec lui. […] À partir de cette forme, en fonction de sa rigueur même, tout un univers moral s'est élaboré. La forme, ici, n'enjolive pas le contenu, elle le crée. Tout Hitchcock tient en cette formule. »

— Conclusion du livre Hitchcock d'Éric Rohmer et Claude Chabrol, 1957.

### Thèmes et personnages

#### Hommes

##### Héros: innocent «monsieur tout le monde».
Hitchcock porte un intérêt tout particulier au thème de l'innocent accusé à tort, injustement poursuivi, et obligé de se disculper. Parmi les « classiques » de Hitchcock, l'un des premiers à aborder ce sujet est Les 39 Marches (1935), dont le scénario est coécrit par Charles Bennett, et dont le réalisateur tournera plusieurs variantes au cours de sa carrière, jusqu'à La Mort aux trousses en 1959, voire Frenzy en 1972. Le thème, cependant, est déjà présent, dans une certaine mesure, dans quatre films antérieurs, muets, réalisés entre 1925 et 1928 : The Mountain Eagle (film perdu), Les Cheveux d'or, Downhill et Le passé ne meurt pas. Il s'agit presque à chaque fois de drames, seul le second pouvant être considéré comme un thriller. De toute évidence, le thème renvoie au christianisme, plus nettement évoqué dans La Loi du silence (1952) et Le Faux Coupable (1956). Plus prosaïquement, cependant, Hitchcock expliquera que « le thème de l'homme injustement accusé procure aux spectateurs un plus grand sentiment de danger, car ils s'imaginent plus facilement dans la situation de cet homme que dans celle d'un coupable en train de s'évader ».

#### Femmes

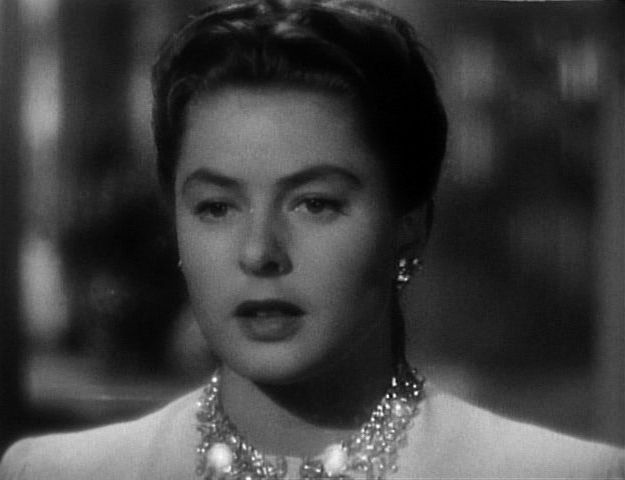
Ingrid Bergman dans Les Enchaînés (Notorious, 1946). Elle restera jusqu'à la fin l'une des actrices préférées du réalisateur.

Hitchcock entretient des rapports difficiles avec les femmes dans son enfance et son adolescence. Il est un enfant solitaire. Plus tard, il dira n'avoir compris vaguement les aspects mécaniques du sexe qu'à l'âge de vingt ans. Dans ses films, les figures féminines sont souvent les plus noires. D'une part, les jeunes femmes aux cheveux bruns représentent souvent le mal. De plus, la figure de la mère, souvent présente, est en général décrite sous un jour assez peu flatteur. Cela est visible dans Les Oiseaux, où la mère a peur d’être abandonnée par son fils ; le paroxysme de cette relation se trouve, bien sûr, dans Psychose.

##### Blonde «hitchcockienne»
Les héroïnes de Hitchcock sont le plus souvent des blondes à la beauté glacée qui, dans un premier temps, ont le profil de femmes idéales, mais qui, dès qu'elles sont réveillées par la passion ou le danger, répondent d'une façon plus sensuelle, animale, voire criminelle. La « blonde hitchcockienne », par rapport aux personnages ingénus de « blondes hollywoodiennes », est subversive. Une anecdote, à ce titre, est significative : au milieu des années 1950, quand Marilyn Monroe demande aux studios de travailler avec le réalisateur, Hitchcock aurait refusé, disant ne pas apprécier les femmes qui ont « le sexe affiché sur la figure »,…
On notera d'abord que, dans Les Cheveux d'or (The Lodger, 1927), qu'Hitchcock considérait comme son premier « vrai » film, les victimes de l'« Avenger » sont toutes de jeunes femmes blondes (c'est d'ailleurs ce qui justifie le titre donné en français au film). Daisy (June Tripp), l'héroïne du film, la fille du couple qui héberge le jeune homme suspect et dont celui-ci, malgré une certaine ambiguïté relative à son orientation sexuelle, finit par s'éprendre, bien que blonde elle aussi, n'a cependant pas tout à fait ce qui deviendra plus tard les caractéristiques de la blonde selon Hitchcock.
Le prototype en est, en fait, Anny Ondra, qui tourne sous la direction de Hitchcock dans The Manxman et Chantage, deux film muets de 1929, dont le second deviendra le premier film parlant du réalisateur. À cause d'un accent à couper au couteau — elle était allemande, d'origine polonaise —, Ondra devra être doublée pour la version sonore. On a conservé un essai de l'actrice pour cette version, dans lequel on voit et entend Hitchcock lui poser des questions quelque peu grivoises, et elle y répondre d'un air à la fois choqué et amusé. Dans Chantage, elle joue le rôle de la fiancée d'un policier, qui tue un peintre après que celui-ci a tenté d'abuser d'elle. La blonde hitchcockienne, semble-t-il, est tout d'abord pour le réalisateur, comme le montre la façon dont elle apparaît dans certains de ses films ultérieurs, l'objet d'une fascination s'apparentant au fétichisme : dans Sueurs froides comme dans La Mort aux trousses, certains plans la mettent en scène, avec une insistance que l'on ne peut que relever, comme un sujet d'une œuvre picturale, que l'on pourrait prosaïquement appeler « Blonde mystérieuse de profil regardant vers la droite » ou, mieux, « Blonde mystérieuse, profil gauche »…

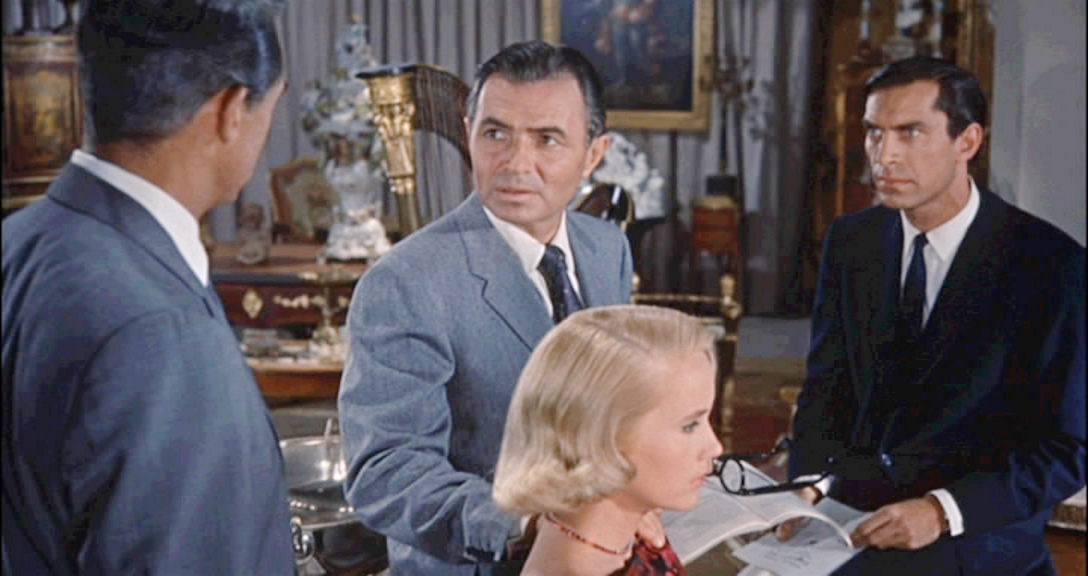
Eva Marie Saint entourée du héros et des « méchants » dans La Mort aux trousses (North by Northwest, 1959). Œuvre d'art et ses « visiteurs » dans un musée… ou, en l'occurrence, avec ses « amateurs » dans une salle de vente…

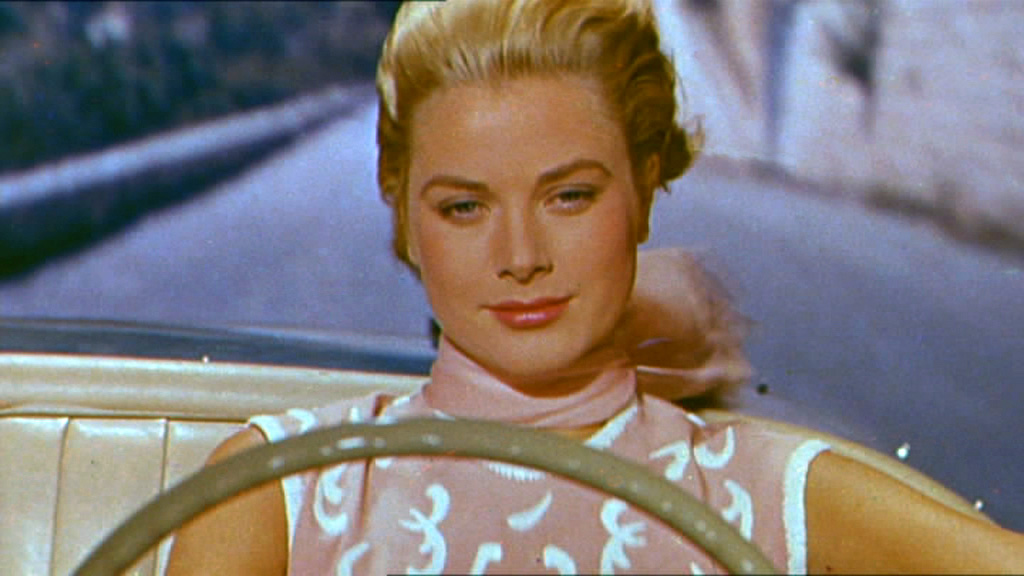
Grace Kelly dans La Main au collet (To Catch a Thief, 1955).

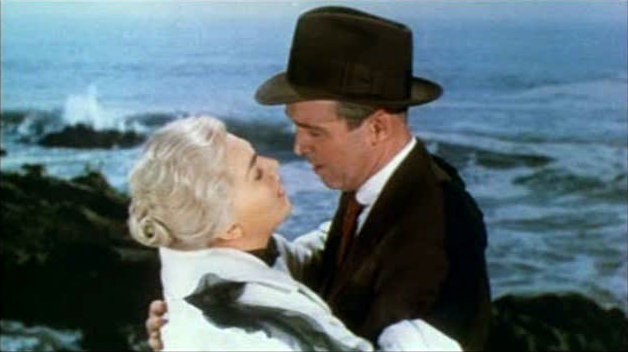
Kim Novak et James Stewart dans Sueurs froides (Vertigo, 1958).

Dans Les 39 Marches (1935), on découvre une autre blonde, incarnée par Madeleine Carroll, à qui le héros, innocent poursuivi et aux abois, se présente par un fougueux baiser, mais elle, cependant, n'hésite pas à le dénoncer. Plus tard dans le film, elle se retrouvera littéralement menottée au héros, qui finira par la convaincre. Carroll jouera l'année suivante dans un autre film de Hitchcock, Quatre de l'espionnage.
Dans Fenêtre sur cour (1954), Lisa (Grace Kelly) risque sa vie en s'introduisant dans l'appartement de Lars Thorwald, le tueur supposé, tandis que dans La Main au collet (1955), Francie (de nouveau Grace Kelly) se propose de venir en aide à un cambrioleur « à la retraite » mais qu'elle croit toujours en activité. Dans Sueurs froides (1958), Judy (Kim Novak), déguisée en blonde, est complice d'un meurtre. Dans La Mort aux trousses (1959), la blonde Eve Kendall (jouée par Eva Marie Saint) conduit le héros Roger Thornhill, dont elle est pourtant éprise, dans les griffes de ceux-là mêmes qui cherchent à le tuer. Dans Les Oiseaux (1963), Melanie Daniels (Tippi Hedren) est à un moment accusée d'être à l'origine, par sa simple présence, de l'inexplicable catastrophe.
Dans Pas de printemps pour Marnie (1964), le personnage-titre (de nouveau Hedren) est kleptomane et frigide. Au début du film, dans une scène qui, de façon frappante, montre trois personnages féminins appartenant à trois générations différentes et qui toutes ont les cheveux blonds — la mère de Marnie, Marnie elle-même, et une petite voisine — on entend, curieuseument, la mère de Marnie critiquer sa fille qui s'est décoloré les cheveux : Too-blond hair always look like a woman's tryin' to attract the man. Men and a good name don't go together. (« Toujours, les cheveux trop blonds, ça fait femme qui essaye d'attirer les hommes. Les hommes et la bonne réputation, ça ne va pas ensemble. »)…
Mais le meilleur exemple se trouve dans Psychose où le personnage infortuné joué par Janet Leigh dérobe 40 000 $ avant d'être la victime d'un psychopathe vivant isolé de la société.
La dernière héroïne blonde de Hitchcock sera, des années après Dany Robin et sa « fille » Claude Jade dans L'Étau en 1969, Barbara Harris, dans le rôle d'une fausse voyante extralucide se transformant en limier amateur dans le dernier film de Hitchcock, le Complot de famille de 1976. On pourrait aussi inclure dans cette galerie de portraits, dans le même film, la trafiquante de diamants interprétée par Karen Black, qui porte dans de nombreuses scènes une longue perruque blonde et que son activité délictueuse rend progressivement de plus en plus mal à l'aise.
Certains critiques et spécialistes de Hitchcock, notamment Donald Spoto et Roger Ebert, s'accordent pour dire que Sueurs froides représente le film le plus personnel du réalisateur, et aussi le plus révélateur, étant donné qu'il y est question des obsessions d'un homme qui « sculpte » une femme pour la transformer en celle qu'il désire. Sueurs froides explore d'une manière moins détournée et plus largement qu'aucun autre de ses films l'intérêt du cinéaste pour la relation entre la sexualité et la mort.

##### Mère
Certains films de Hitchcock nous montrent des personnages qui ont une relation problématique avec leur mère.

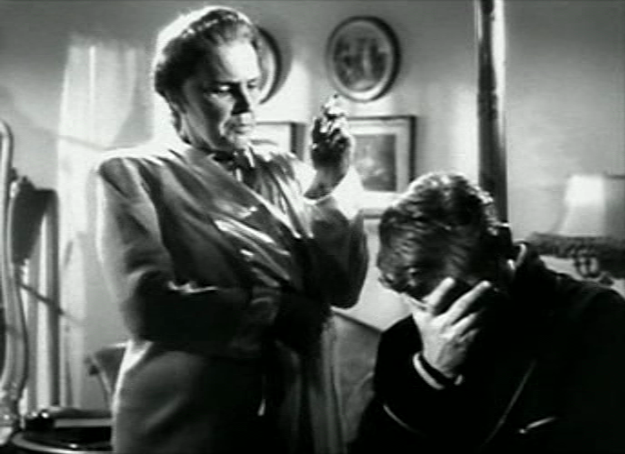
Leopoldine Konstantin et Claude Rains dans Les Enchaînés (Notorious, 1946). Mère et fils.

Dans Les Enchaînés (1946), Sebastian (Claude Rains), le « méchant », subit de toute évidence la domination de sa mère (Leopoldine Konstantin), qui porte un regard méfiant — avec raison — sur sa future belle-fille (Ingrid Bergman). La mère est ici assez surprenante : elle est dépeinte comme un chef autoritaire, d'allure virile, la cigarette « au bec ». Quand il sent que les choses tournent mal pour lui et que la situation devient inextricable, son fils, qui semble pourtant avoir dépassé la quarantaine, redevenu petit garçon penaud, s'en remet complètement à elle ; et elle se révèlera, au dernier moment, capable de rapidement tout renier pour qu'il ait la vie sauve. Bruno, le « méchant » de L'Inconnu du Nord-Express (1951) déteste son père au point de vouloir le tuer, mais entretient une relation très étroite avec sa mère (Marion Lorne), qui apparaît bientôt comme à moitié folle, c'est-à-dire, sans doute, à moitié entraînée dans l'amour et la folie de son fils. Dans La Mort aux trousses (1959), Roger Thornhill (le personnage joué par Cary Grant) est un « innocent pris au piège » dont la mère (Jessie Royce Landis) se moque quand il lui dit que de mystérieux individus cherchent à le tuer. Dans Les Oiseaux (1963), le personnage joué par Rod Taylor voit son univers attaqué par des oiseaux haineux, juste au moment où se présente à lui la possibilité de se libérer des serres d'une mère possessive (Jessica Tandy). Quant au tueur de Frenzy (1972), il ne ressent que haine pour les femmes, toutes « des putains », à l'exception de sa mère, qu'il semble idolâtrer, et les femmes qu'il trouve à son goût et qu'il ne peut que tuer…
Mais le plus bel exemple reste bien sûr Norman Bates et sa relation plus que problématique avec sa mère, dans Psychose (1960), une mère qu'il conserve et incarne, qui est et qui n'est plus.

### Motifs et objets

#### Sens des objets
En quelques images, montrant généralement de simples objets, Hitchcock parvient à situer un personnage, et à nous expliquer implicitement sa personnalité. Dans Le crime était presque parfait (1954), les sentiments du personnage joué par Kelly sont notamment indiqués, au tout début du film, par la couleur de sa robe, blanche tandis qu'elle embrasse son mari, ensuite rouge vif lorsqu'elle fait de même avec son amant.
Cela est encore plus évident dans le film suivant du réalisateur, au début de Fenêtre sur cour (1954). Après nous avoir montré Jeffries (Stewart) une jambe plâtrée et condamné à la chaise roulante (une dédicace sur son plâtre le désignant, incidemment, comme « sympathique »), la caméra se déplace ensuite sur des objets évoquant non seulement ce qui lui est arrivé, mais aussi son passé et ce qui constitue alors le centre de ses préoccupations : un appareil photo brisé, des photos accrochées au mur, montrant d'abord des d'accidents, ensuite des scènes d'un conflit quelconque, enfin le négatif d'une photo de femme, dont on voit ensuite le positif sur la couverture visible au-dessus d'une pile de magazines. La signification de ces images apparaîtra plus clairement au cours du film. Le dilemme majeur auquel se heurte alors le personnage (avant qu'il ne soit témoin d'une scène suspecte) est de savoir s'il doit ou non s'engager plus avant dans sa relation avec la femme (un mannequin) dont il est épris, mais qui néanmoins risque selon lui de le freiner dans sa soif d'aventures.
Dans Psychose (1960), le personnage joué par Janet Leigh apparaît, avant le vol qui aura pour elle des conséquences tragiques, en sous-vêtements blancs, puis, au moment où elle projette son méfait, on la voit qui porte des sous-vêtements noirs. Elle prend la fuite à bord d'une voiture noire, qu'elle échange, quand des remords de conscience commencent à la ronger, contre une voiture claire (le film, pour rappel, est en noir et blanc).

#### Luminaires
Dans un grand nombre de scènes de ses films, le réalisateur utilise les sources de lumière (bougies, lampes, lustres…) d'une façon tout à fait particulière.
L'exemple sans doute le plus frappant se trouve dans Le Procès Paradine (1947) avec la séquence de la rencontre proprement dite entre l'avocat (Gregory Peck) et celui qui se révèle finalement être son rival (Louis Jourdan). La séquence fait elle-même partie d'une sorte de « chapitre » ou « scène-pivot » — une scène composée de façon quasi mathématique et d'une très grande complexité sur le plan symbolique : un voyage en train vers et depuis cette rencontre, élément véritablement déclencheur — dont le début et la fin sont signalés par deux plans montrant chacun un arbre, l'un quasi identique à l'autre, si ce n'est que l'image est inversée. Au cours du dialogue entre les deux hommes, ils apparaissent à l'écran « en compagnie » d'une lampe massive qui, par les mouvements de caméra, semble se déplacer de façon étonnante au-dessus d'eux, entre eux, au-dessous d'eux ou à côté d'eux, et semble jouer un rôle, comme un troisième acteur. Plus tard dans le même film, après la scène du procès, que suit un plan fixe montrant une statue symbolisant la justice, on assiste à une conversation lors d'un repas entre le juge (Charles Laughton) et sa femme, dont la mise en scène fait intervenir des bougies.
Au début de Cinquième Colonne (1942), la mère (Dorothy Peterson), dont le fils unique vient de mourir victime d'un attentat, et que vient consoler le héros (Robert Cummings) — l'« innocent » menacé —, apparaît assise à une table entre quatre bougies éteintes, deux d'un côté et deux de l'autre, tandis que derrière elle une lampe projette de façon diffuse sa lumière vers le haut. La maison de l'aveugle (Vaughan Glaser), où l'« innocent » arrive ensuite au cours de son périple, est remplie d'un grand nombre de luminaires éteints pour la plupart, des lampes, et des bougies dont la mèche est intacte et qui n'ont jamais servi. La mère et l'aveugle ont en commun qu'ils défendent l'« innocent » de façon « instinctive », ce qui n'est pas le cas, notamment, de l'héroïne (Priscilla Lane) qui, bien qu'elle soit la fille de l'aveugle, doute à plusieurs reprises de l'intégrité de l'« innocent ».
Dans Fenêtre sur cour (1954), le personnage joué par Grace Kelly apparaît à un moment donné entre deux bougies d'abord éteintes, ensuite allumées. Dans le même film, on la voit allumer successivement trois lampes tout en disant à haute voix, comme on prononcerait une formule magique, les trois mots constituant son propre nom. Au début de La Mort aux trousses (1959), lors de la première confrontation de Thornhill (Cary Grant) avec les ennemis qu'il ne se soupçonnait pas avoir, on voit le personnage de Vandamm (James Mason) fermer les rideaux et se placer devant une lampe ; il parle, et sa silhouette rendue fantomatique par le procédé prend un aspect particulièrement menaçant.
Complot de famille (1976), le dernier film de Hitchcock, se termine par une scène où la voyante « de pacotille » (Barbara Harris) découvre de façon inexplicable — et inexpliquée —, une pierre précieuse cachée parmi les perles de cristal décorant un lustre (ce qui renvoie à la boule de cristal de la voyante, par ailleurs élément central du générique du film).
Dans The Lodger, l'arrivée du locataire au sein du foyer se fait alors qu'une coupure d'électricité vient de se produire. Lorsque la mère ouvre la porte pour découvrir qui se tient derrière, la lueur d'une bougie allumée à ce moment-là le révèle comme le probable meurtrier recherché.
Ces éléments, à l'évidence, revêtent un caractère symbolique et se référent, consciemment ou inconsciemment de la part du réalisateur, à des thèmes essentiels du christianisme. Cette religion est abordée plus directement dans La Loi du silence (1953), même si l'on peut considérer qu'il s'agit ici d'un simple prétexte, ou dans Le Faux Coupable (1956), même si le but ne semble être là que la retranscription la plus fidèle possible d'une « histoire vraie »… Dans Le Faux Coupable, c'est après que l'« innocent » a prié devant l'image du Christ que le vrai coupable apparaît. Un peu de la même façon que, dans Les 39 Marches (1935), l'« innocent » a la vie sauve grâce à un livre de prières, qui appartient à un paysan bigot et vénal, et qui se retrouve par hasard dans sa poche

#### Œil et écran

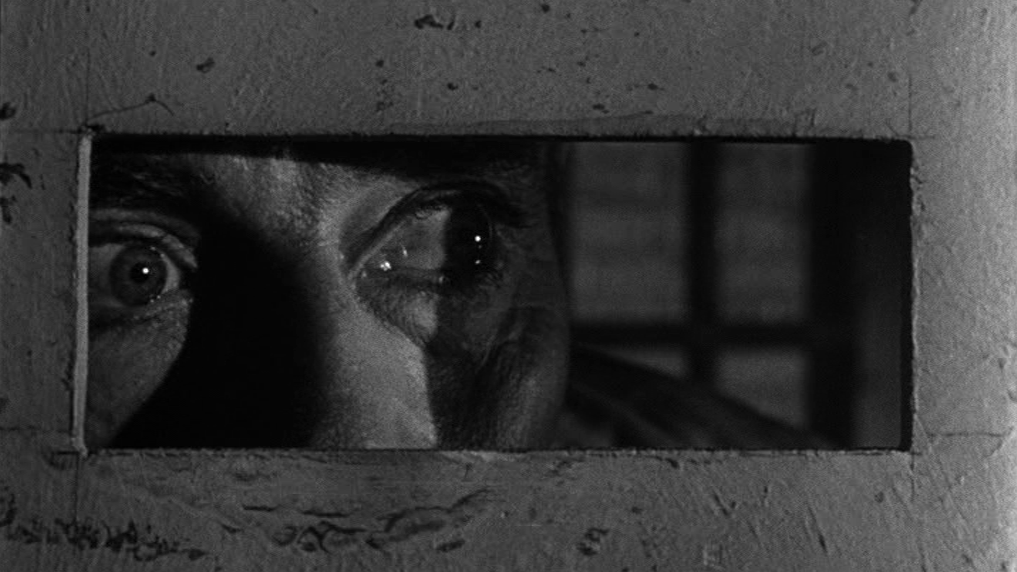
Les yeux de Henry Fonda derrière la porte d'une cellule de prison, dans Le Faux Coupable (The Wrong Man, 1957).

Dans Psychose, deux gros plans d'œil semblent se répondre : celui de Norman Bates, qui épie Marion par un petit trou percé dans une paroi et dissimulé derrière un tableau, et celui, grand ouvert mais éteint, de Marion morte, victime du voyeur. Des yeux figurent comme motifs dans le rêve (mis en image avec l'aide du peintre Salvador Dalí) du mystérieux amnésique de La Maison du docteur Edwardes.

#### Escaliers
Dans un grand nombre de films de Hitchcock, on trouve des scènes « d'escaliers ». Dans Le crime était presque parfait, la clé est cachée sous le tapis couvrant une marche d'escalier. Dans Sueurs froides, les escaliers constituent eux-mêmes un élément-clé, étant donné que c'est l'impossibilité dans laquelle se trouve le personnage principal de les gravir jusqu'au bout — et le fait que finalement il y parvienne — qui est à l'origine du drame. Dans Psychose, le détective Arbogast se fait tuer sur les marches qui conduisent au lieu où, pense-t-il, il est susceptible de trouver la solution du mystère. Dans Complot de famille, la scène finale a aussi pour décor un escalier, en haut duquel le héros se réfugie quand surgit le couple malfaisant, et c'est juste au-dessus de cet escalier que se trouve le lustre où la pierre précieuse est cachée.

#### Véhicules
Les moyens de transport jouent un rôle particulier dans bon nombre de films de Hitchcock. On a souvent vu dans l'image d'un train s'engouffrant dans un tunnel à la fin de La Mort aux trousses un symbole de l'acte sexuel (et telle était bien l'intention, avouée, du réalisateur). Le train, avec cette même connotation, est le lieu où se font certaines rencontres : Soupçons et L'Inconnu du Nord-Express débutent par une scène de séduction dans un train. La voiture semble jouer un rôle similaire : notamment dans Le Grand Alibi, Les Enchaînés… La longue séquence de filature dans Sueurs froides, à l'origine de l'obsession du héros pour la mystérieuse jeune femme blonde, et la longue scène où l'on voit le personnage de Marion à bord de ses deux voitures successives, en préambule de sa mort brutale dans Psychose, peuvent ainsi revêtir un sens particulier.

#### Nourritures
Hitchcock était complexé par son poids, héritage de son père qui appréciait également la bonne cuisine. Différents acteurs et membres de l'équipe technique racontent qu’Hitchcock les invitait à dîner pour faire plus ample connaissance mais qu’ils parlaient davantage de gastronomie et du bon vin que du film en cours.

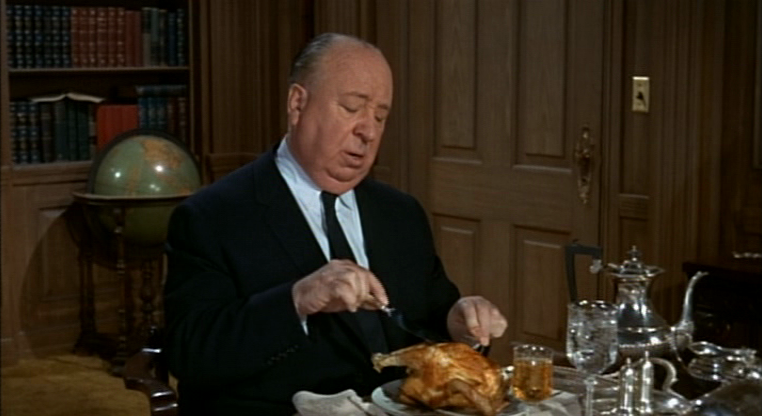
Alfred Hitchcock dégustant une volaille dans la bande-annonce humoristique du film Les Oiseaux (The Birds, 1963).

Dans ses films, la nourriture a un rôle important. La fameuse scène du baiser dans Les Enchaînés (1946) est entrecoupée de propos sur le poulet. Dans Fenêtre sur cour (1954), Lisa est vue comme une femme parfaite et Jeffries semble l'admettre lorsqu'elle lui apporte son repas, arrivé directement d'un grand restaurant : « Parfait, comme d'habitude ». L'invitation au dîner est souvent l'expression du désir de l'un des deux personnages d'aller plus loin dans sa relation avec l'autre : ainsi, John « le Chat » et Frances s'offrent un pique-nique, Scottie invite Judy à dîner, et Mitch invite Melanie, respectivement dans La Main au collet (1955), Sueurs froides (1958) et Les Oiseaux (1963), et une relation amoureuse peut débuter. La nourriture accentue le désir de Norman Bates pour Marion Crane dans Psychose (1960), puisqu'il lui apporte les sandwiches afin de discuter avec elle. Mais les exemples de scènes où il est question de nourriture abondent dans les films de Hitchcock…
Dans son essai consacré au réalisateur, Jean Douchet analyse le boire, le manger et le fumer dans les films de Hitchcock, et développe à ce sujet une théorie sur « l'absorption » qu'il aborde en disant : « Ce n'est pas gratuitement que l'œuvre du cinéaste, dont les préoccupations digestives se manifestent avec évidence dans la rondeur bonhomme de sa propre personne, est celle où le manger, le boire et le fumer tiennent une place capitale qu'aucune autre œuvre cinématographique, pas même celle de Renoir, autre gourmet célèbre, ne peut lui disputer. […] Il ne faut donc point s'étonner si, chez Hitchcock, c'est toujours à l'occasion d'un repas que le héros surprend à la dérobée, le secret ténébreux. ».
Il est intéressant de noter, à ce sujet, que l'une des « plaisanteries » les plus appréciées du réalisateur lie la nourriture et la mort, comme le montre le repas servi autour de la malle contenant un cadavre dans La Corde (1948), ou le repas dont le plat principal est l'arme du crime dans L'inspecteur se met à table (Lamb to the Slaughter, 1958) — épisode de la série Alfred Hitchcock présente adapté par Roald Dahl d'après l'une de ses nouvelles —, ou certains passages humoristiques de Fenêtre sur cour (1954), Mais qui a tué Harry ? (1955) ou Frenzy (1972)…

### Spectateur complice

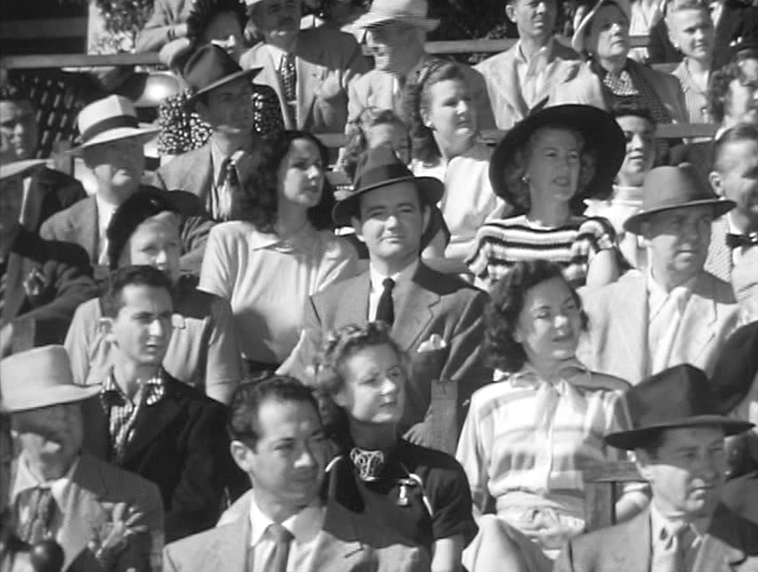
Image d'une scène de L'Inconnu du Nord-Express (1951) : le public d'un match de tennis. Où est le bien, où est le mal ? Le « méchant » spectateur…

Hitchcock réalise ses films pour le spectateur et il aime jouer avec le côté forcément voyeur, et potentiellement « mauvais », de celui-ci.
Dans L'Inconnu du Nord-Express (1951), le montage parallèle entre, d'une part, le parcours laborieux du « méchant » qui se rend sur les lieux de son crime pour y laisser un briquet susceptible de compromettre le « héros » et, d'autre part, le match de tennis que le « héros » doit remporter au plus vite pour avoir une chance d'empêcher le « méchant », son réel adversaire, d'exécuter son projet, suscite chez le spectateur une tension trouble et, quand le « méchant » peine à atteindre le briquet qu'il a maladroitement laissé tomber dans une grille de soupirail, le spectateur en vient à souhaiter que celui-ci parvienne malgré tout à le récupérer. L'idée du match de tennis est d'ailleurs à ce titre intéressante, et aussi, plus tôt dans le film, l'image de Bruno (le « méchant ») seul parmi le public à ne pas tourner la tête pour suivre la trajectoire de la balle : le « méchant » est sûr de son camp ou, plutôt, il n'a pas de camp ; on pourra observer qu'il ne regarde en fait dans la direction d'aucun des deux joueurs, mais bien droit devant lui : la caméra et, partant, le spectateur…
Dans de nombreux autres de ses films, Hitchcock amène par moments le spectateur à soutenir, quasi inconsciemment, le parti du « méchant ». Dans Le crime était presque parfait (1954), nous sommes un peu déçus, au cœur de la tension, de voir les plans échafaudés par le mari machiavélique pour se débarrasser de sa femme (la pourtant délicieuse Grace Kelly) ne pas se dérouler comme prévu : de voir que le meurtre risque de ne pas avoir lieu, parce que la montre du mari s'est arrêtée et, ensuite, que la cabine d'où il compte donner le coup de téléphone fatal est occupée. Dans Psychose (1960), nous espérons que Norman Bates ne va pas oublier le journal qui risque de le faire suspecter et, plus tard, quand il veut faire disparaître dans un marais la voiture contenant le corps de celle qui au départ était présentée comme l'héroïne, et que le véhicule hésite un moment à s'enfoncer, nous éprouvons avec lui un certain soulagement en voyant tout d'un coup la voiture-cercueil finir de couler. Nous nous surprenons de la même manière, dans Frenzy (1972), à souhaiter que le maniaque parvienne à récupérer l'épingle à cravate, qui pourrait le trahir, restée coincée dans la main, raidie par la mort, de Babs, sa victime…
Un commentaire de ce phénomène se trouve d'une certaine façon formulé dans Fenêtre sur cour (1954), où la fenêtre du « héros » voyeur, assimilable à un écran de cinéma, place le spectateur dans la même position que lui. Au spectateur est renvoyé le reflet de ses désirs troubles à travers ceux de Jeffries et Lisa et, comme le dit cette dernière, « Nous sommes déçus parce qu'un homme n'a pas assassiné sa femme » ; dans le même temps, elle ne condamne le comportement, comme s'il faisait inévitablement partie de la nature humaine, que d'une honte « de principe ». Le spectateur veut une victime et un meurtrier car il veut de l'action. Hitchcock rend le spectateur, malgré lui, complice du tueur.

## Image publique et communication

### Caméos
Un caméo est l'apparition furtive (souvent muette) d'une personnalité célèbre dans un film. Hitchcock apparaît d'abord dans Les Cheveux d'or (The Lodger, 1926) car il trouve alors plaisant d'équilibrer lui-même un premier-plan (on le voit assis de dos à un petit bureau, devant une baie vitrée d'une salle de rédaction). Par la suite, ses caméos deviennent un jeu pour le spectateur, et on peut le voir dans tous ses films postérieurs. Bien vite, cependant, il se rend compte que cette apparition furtive peut causer une certaine gêne dans la perception du déroulement de l'action : aussi finit-il par ne plus apparaître qu'en tout début de film, de façon que les spectateurs ne l'attendent plus et puissent être pleinement concentrés sur l'histoire. Toutefois, dans les Enchainés, il apparait deux fois : la première au tout début du film à 2 min 30 environ (le passant devant la maison), la seconde au milieu du film à environ 64 min 30 (un convive buvant un verre de champagne).
Les caméos de Hitchcock révèlent un personnage assez paradoxal. Obsédé par son physique, il ne perdait pourtant pas une occasion de se montrer, contrairement à d’autres réalisateurs très discrets. Cela fait partie de son humour cocasse, qui ponctue bien souvent ses films. L'apparition de Hitchcock dans ses films peut être considérée comme sa signature, et sans doute est-il possible de trouver une signification dans ce que son personnage fait dans cette apparition en rapport avec l'œuvre dans laquelle elle s'insère.

### Affiches
L'exigence et le souci du détail du réalisateur s'étendaient également à chaque affiche de ses films. Hitchcock préférait travailler avec les plus grands talents de l'époque — des graphistes tels que Bill Gold et Saul Bass — et leur faisait revoir leur copie à d'innombrables reprises, jusqu'au moment où il estimait que l'image unique figurant sur l'affiche représentait fidèlement son film en entier.

### Logo et thème

Le générique de la série Alfred Hitchcock présente montre un dessin représentant, schématiquement mais de manière très reconnaissable, le profil joufflu de Hitchcock et a pour thème La Marche funèbre pour une marionnette de Charles Gounod. La caricature est en fait un autoportrait, dont une première version avait déjà été publiée dans un quotidien en 1923 ; elle aurait été inspirée par Cecil B. DeMille qui avait dessiné un médaillon à son effigie apparaissant au générique de ses films à partir de 1919. Quant au petit air de Gounod, c'est sur le conseil de Bernard Herrmann qu'il sera choisi pour illustrer la série. Ce dessin et cette musique suffisent alors, et suffiront longtemps encore par la suite, à évoquer le réalisateur.

## Hitchcock et la critique

### Cahiers du cinéma,Hitchcock/Truffaut
Dans les années 1950, en France, certains critiques des Cahiers du cinéma seront les premiers à considérer les films de Hitchcock comme des œuvres artistiques et à en faire la promotion en tant que telles. Hitchcock sera l'un des premiers cinéastes auquel ces critiques, futurs animateurs de la nouvelle vague, appliqueront leur « politique des auteurs », qui souligne l'autorité artistique du réalisateur dans le processus de fabrication d'un film. Une première rencontre avec Hitchcock aura lieu en 1954, lors du tournage de La Main au collet. En octobre, Les Cahiers, à l'initiative notamment de Claude Chabrol et François Truffaut, et contre une certaine réticence de la part du rédacteur en chef André Bazin, publient un numéro spécial consacré au réalisateur (no 39, t. VII). Trois ans plus tard, en 1957, Éric Rohmer et Claude Chabrol publient l'une des premières monographies consacrées à Hitchcock,.
En 1966, François Truffaut publie Le Cinéma selon Hitchcock, résultat d'une série d'entrevues avec le « maître du suspense » du 13 au 18 août 1962 dans les bureaux d’Universal. D'aucuns considèrent cet ouvrage comme le meilleur livre d'entretiens, voire le meilleur livre tout court, jamais écrit sur le cinéma[réf. nécessaire].

## Distinctions

### Oscars

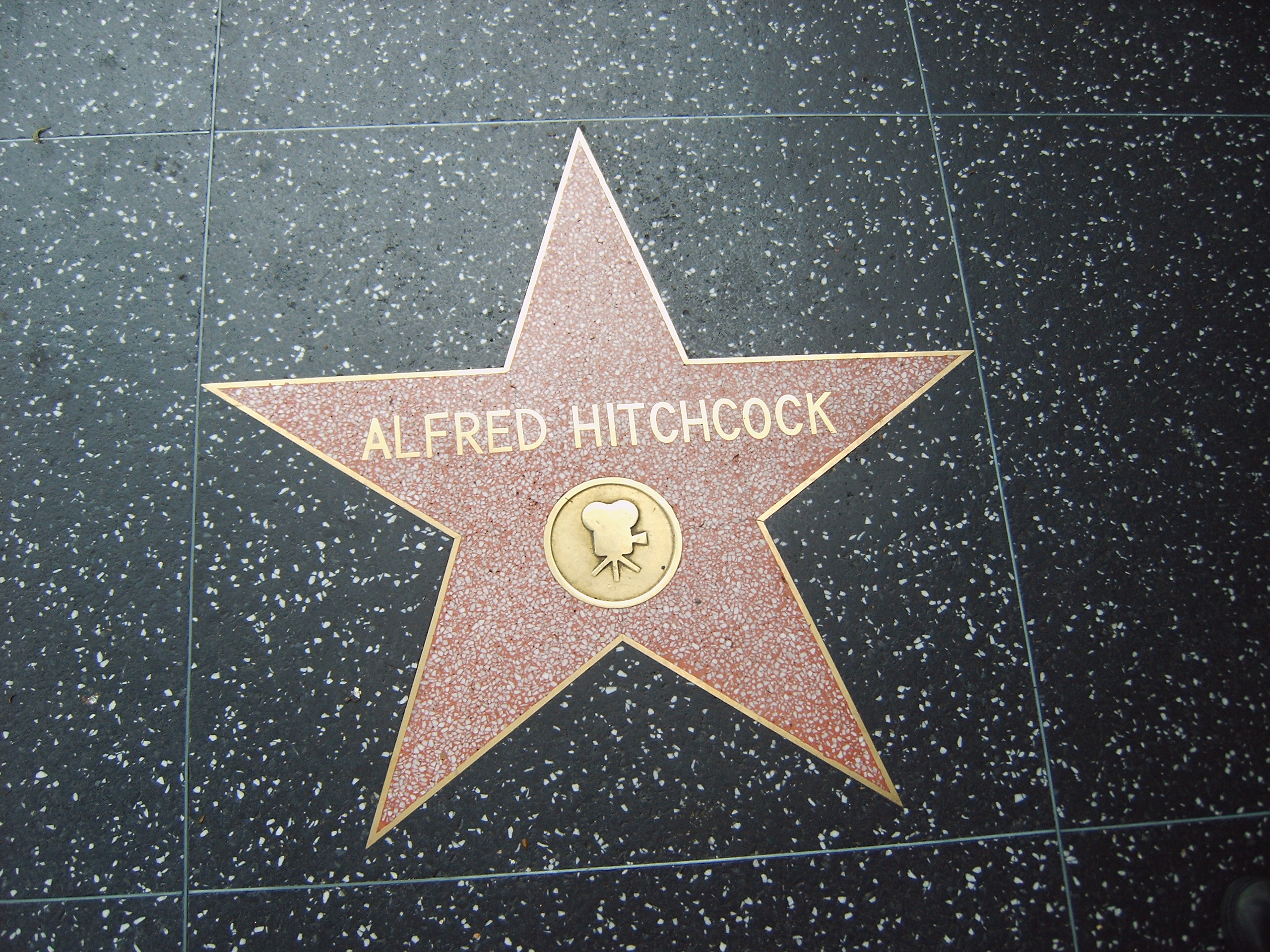
Étoile d'Alfred Hitchcock sur le Hollywood Walk of Fame à Los Angeles.

Quatre de ses films ont été nommés dans la catégorie meilleur film, seul Rebecca l'emporta (en sachant que cet Oscar ne nomme et ne récompense que les producteurs) :
- 1940 : Rebecca, produit par David O. Selznick
- 1940 : Correspondant 17, produit par Walter Wanger
- 1941 : Soupçons[67], produit par Hitchcock
- 1945 : La Maison du docteur Edwardes[89], produit par David O. Selznick

Nommé cinq fois meilleur réalisateur, Alfred Hitchcock n'a jamais obtenu d'Oscar, sauf un prix honorifique. Toutes catégories confondues, ce sont en tout seize films de Hitchcock qui seront nommés aux Oscars, dont six seulement vaudront à leur réalisateur une proposition à titre personnel :
| Nominations aux Oscars | Nominations aux Oscars        | Nominations aux Oscars            | Nominations aux Oscars                           |
| Année                  | Film                          | Catégorie                         | Lauréat                                          |
| ---------------------- | ----------------------------- | --------------------------------- | ------------------------------------------------ |
| 1940                   | Rebecca                       | Meilleur réalisateur              | John Ford – Les Raisins de la colère             |
| 1941                   | Soupçons                      | Meilleur film                     | Darryl F. Zanuck – Qu'elle était verte ma vallée |
| 1944                   | Les Naufragés                 | Meilleur réalisateur              | Leo McCarey – La Route semée d'étoiles           |
| 1945                   | La Maison du docteur Edwardes | Meilleur réalisateur              | Billy Wilder – Le Poison                         |
| 1954                   | Fenêtre sur cour              | Meilleur réalisateur              | Elia Kazan – Sur les quais                       |
| 1960                   | Psychose                      | Meilleur réalisateur              | Billy Wilder - La Garçonnière                    |
| 1968                   | Prix honorifique              | Irving G. Thalberg Memorial Award | Alfred Hitchcock                                 |

Le nombre de nominations (y compris les lauréats) pour les seize films s'élève à cinquante. Miklós Rózsa remporte l'Oscar de la meilleure musique pour La Maison du docteur Edwardes, et Joan Fontaine celui de la meilleure actrice pour sa prestation dans Soupçons ; elle est, parmi tous les acteurs, la seule à être ainsi récompensée pour un rôle dans un film dirigé par Hitchcock.

### Honneurs et hommages
En 1967, Hitchcock reçoit l'Irving G. Thalberg Memorial Award.
En 1971, il est fait chevalier de la Légion d'honneur.
Le profil d'Alfred Hitchcock apparaît, avec d'autres « mythes » du cinéma, dans le générique de Quand la panthère rose s'emmêle (1976) de Blake Edwards, film faisant partie de la série des Panthère rose.
Alfred Hitchcock figure, avec James Whale et, plus tard, George Lucas, parmi les quelques réalisateurs parodiés par Mel Brooks. Le Grand Frisson (High Anxiety, 1977), qui fait référence à plusieurs films et à plusieurs caractéristiques de l'œuvre du « maître du suspense », est d'ailleurs dédié à ce dernier.
En 1979, Hitchcock est récompensé par l'American Film Institute (AFI) pour l'ensemble de sa carrière.
Hitchcock sera fait chevalier commandeur de l'ordre de l'Empire britannique par la reine Élisabeth II lors des New Year's Honours de 1980. Bien qu'il ait adopté la nationalité américaine en 1956, il était demeuré sujet britannique et pouvait dès lors utiliser le titre de Sir. Hitchcock est mort seulement quatre mois plus tard, le 29 avril, avant d'avoir pu être investi de son titre de manière officielle.

### Distinctions posthumes
À l'École de cinéma (School of Cinematic Arts) de l'Université de Californie du Sud (USC), une chaire consacrée à l'étude du film américain a été baptisée des noms d'Alma et Alfred Hitchcock : Alma and Alfred Hitchcock Chair for the Study of American Film.
Depuis 1991, le Dinard Festival du film britannique (Ille-et-Vilaine, Bretagne) remet un prix portant le nom du réalisateur. On peut par ailleurs voir dans cette ville une statue en bronze du « maître du suspense », évoquant le film Les Oiseaux ; inaugurée le 8 octobre 2009, elle remplace une ancienne statue de Hitchcock faite de plâtre et de résine.
Le 13 août 1999, à l'occasion du centième anniversaire de la naissance du réalisateur, une série d'hommages lui sont rendus notamment à Londres, à Los Angeles et à New York.
Des œuvres de Hitchcock sont en outre très régulièrement citées dans des classements « des meilleurs films », dressés par des critiques et des professionnels du cinéma. Six films sont repris au National Film Registry : Sueurs froides, Fenêtre sur cour, La Mort aux trousses, L'Ombre d'un doute, Les Enchaînés, et Psychose. Tous ces films, à l'exception de L'Ombre d'un doute et des Enchaînés figurèrent au Top 100 de l'AFI de 1998, et dans la mise à jour de 2007 de cette liste.
En 2008, quatre films de Hitchcock sont cités parmi les dix meilleurs films de tous les temps dans la catégorie « Mystery » d'un 10 Top 10 dressé par la même institution. Ces films sont Sueurs froides (no 1), Fenêtre sur cour (no 3), La Mort aux trousses (no 7) et Le crime était presque parfait (no 9). En 1999, le British Film Institute (BFI) publia un classement des cent meilleurs films britanniques (The BFI 100), dans lequel on retrouve deux films du réalisateur : Les 39 Marches (no 4) et Une femme disparaît (no 35). Côté appréciation du public, on peut relever qu'en mai 2010, pas moins de onze films de Hitchcock figurent au top 250 d'IMDb : Fenêtre sur cour (no 20), Psychose (no 22), La Mort aux trousses (no 32), Sueurs froides (no 40), Rebecca (no 97), L'Inconnu du Nord-Express (no 123), Les Enchaînés (no 128), Le crime était presque parfait (no 195), L'Ombre d'un doute (no 208), La Corde (no 217) et Une femme disparaît (no 248). Ce qui est preuve, sinon de l'importance, du moins de la relative perennité de l'œuvre.

## Influence d'Alfred Hitchcock

### Influence au cinéma
Les innovations et la vision de Hitchcock ont influencé un grand nombre de cinéastes (citons, par exemple, bien sûr François Truffaut et Claude Chabrol, mais aussi Roman Polanski ou Steven Spielberg…), de producteurs et d'acteurs. Cette influence a notamment participé à la tendance qu'auront les réalisateurs de contrôler les aspects artistiques de leurs films en dépit des producteurs.
Parmi d'autres « hommages » qui ont pu lui être rendus, Hitchcock a engendré deux cas assez uniques dans l'histoire du cinéma : un cinéaste, Brian De Palma, qui base une partie de son œuvre sur celle d'un autre, et le remake pour ainsi dire au plan près, par un cinéaste, Gus Van Sant, de l'œuvre d'un autre cinéaste.

### Influence sur le cinéma de genre
Hitchcock a exercé une influence énorme sur le développement de certains genres cinématographiques, essentiellement avec deux de ses films : Psychose (1960) et Les Oiseaux (1963), réalisés alors qu'il était sexagénaire. Le premier est, notamment, à l'origine du slasher, sous-genre du film d'horreur regroupant des films où un tueur psychopathe élimine un par un les personnages de l'histoire, et le second se trouve à l'origine du film catastrophe, plus particulièrement de toute une série de films mettant en scène des animaux meurtriers.
Psychose sert de référence avouée à Halloween (1978) de John Carpenter, et a engendré une panoplie de films allant de Massacre à la tronçonneuse (1974) de Tobe Hooper — dont l'histoire semble également inspirée de celle d'Ed Gein — jusqu'à Scream (1996) de Wes Craven, et bien au-delà, en passant par Vendredi 13 (1980) de Cunningham ou Les Griffes de la nuit (1984) de Craven. Des films qui, pour la plupart, et comme Psychose lui-même, connaîtront des suites, au nombre parfois assez important.
Les Oiseaux annonce le film catastrophe, bien que le terme soit plus propre à désigner des films où il est question de désastres envisageables, en tout cas plus communs qu'une attaque massive d'oiseaux. On pourrait dire qu'il crée un sous-genre avant que le genre lui-même n'existe, un sous-genre dans lequel on peut ranger un film tel que Les Dents de la mer (1975) de Steven Spielberg, et beaucoup d'autres, d'une qualité souvent bien plus discutable. Certains ingrédients des Oiseaux se retrouveront dans la plupart des films catastrophe : la description d'une histoire personnelle — souvent les histoires personnelles sont multipliées dans les films catastrophes postérieurs, « classiques » —, la description d'une communauté et de ses réactions face à la catastrophe, et la description, en plusieurs scènes choc, de la catastrophe elle-même. Les Dents de la mer se rapproche nettement du modèle offert par Les Oiseaux. Les deux films sont des adaptations d'œuvres littéraires, mais le choix des éléments que l'on retrouve à l'écran est quasiment identique : dans Les Dents de la mer : description de la famille du chef Brody (cfr. Melanie, Mitch et sa mère), de la communauté d'Amity (cfr. Bodega Bay) — avec, dans les deux films, une gifle : Melanie la donne dans Les Oiseaux et Brody la reçoit dans Les Dents —, et des scènes d'émotion forte distillées progressivement dans le film.
Avec Psychose et, dix ans auparavant, Le Grand Alibi (1950), Hitchcock est par ailleurs le précurseur de ce qui, dans les années 1990-2000, deviendra presque un genre à part entière : le film « à retournement final ».

### Exégèse De Palma
Parmi les réalisateurs ultérieurs, celui qui s'est le plus penché sur l'œuvre de Hitchcock est sans conteste, du moins au début de sa carrière, Brian De Palma, qualifié alors de « maître moderne du suspense ». C'est, pour commencer, après avoir vu Sueurs froides que Brian De Palma laisse de côté des études scientifiques prometteuses pour se tourner vers le cinéma. Dans ses propres films, loin de se contenter d'imiter Hitchcock, pâlement ou même brillamment, De Palma le revisite, en propose une lecture particulière. Son attention se concentre essentiellement sur trois œuvres : Fenêtre sur cour, Sueurs froides et Psychose. Les films de De Palma se distinguent d'abord de ceux de Hitchcock du fait qu'ils sont réalisés au moment où les contraintes sévères visant la représentation ou même l'évocation de la sexualité se sont considérablement relâchées dans le cinéma américain. Ils sont ainsi fréquemment émaillés de scènes érotiques, visant délibérément à exciter le spectateur, et abordent de front des thèmes comme l'insatisfaction sexuelle, l'exhibitionnisme, la transidentité, la pornographie, voire l'impuissance, l'inceste, et le fétichisme. Le voyeurisme, en même temps qu'il est exploité, est exploré sous de multiples facettes, notamment celui de son rapport avec les médias de toutes sortes. Le thème du double constitue également chez De Palma « auteur », comme chez Hitchcock, un sujet permanent d'interrogation.

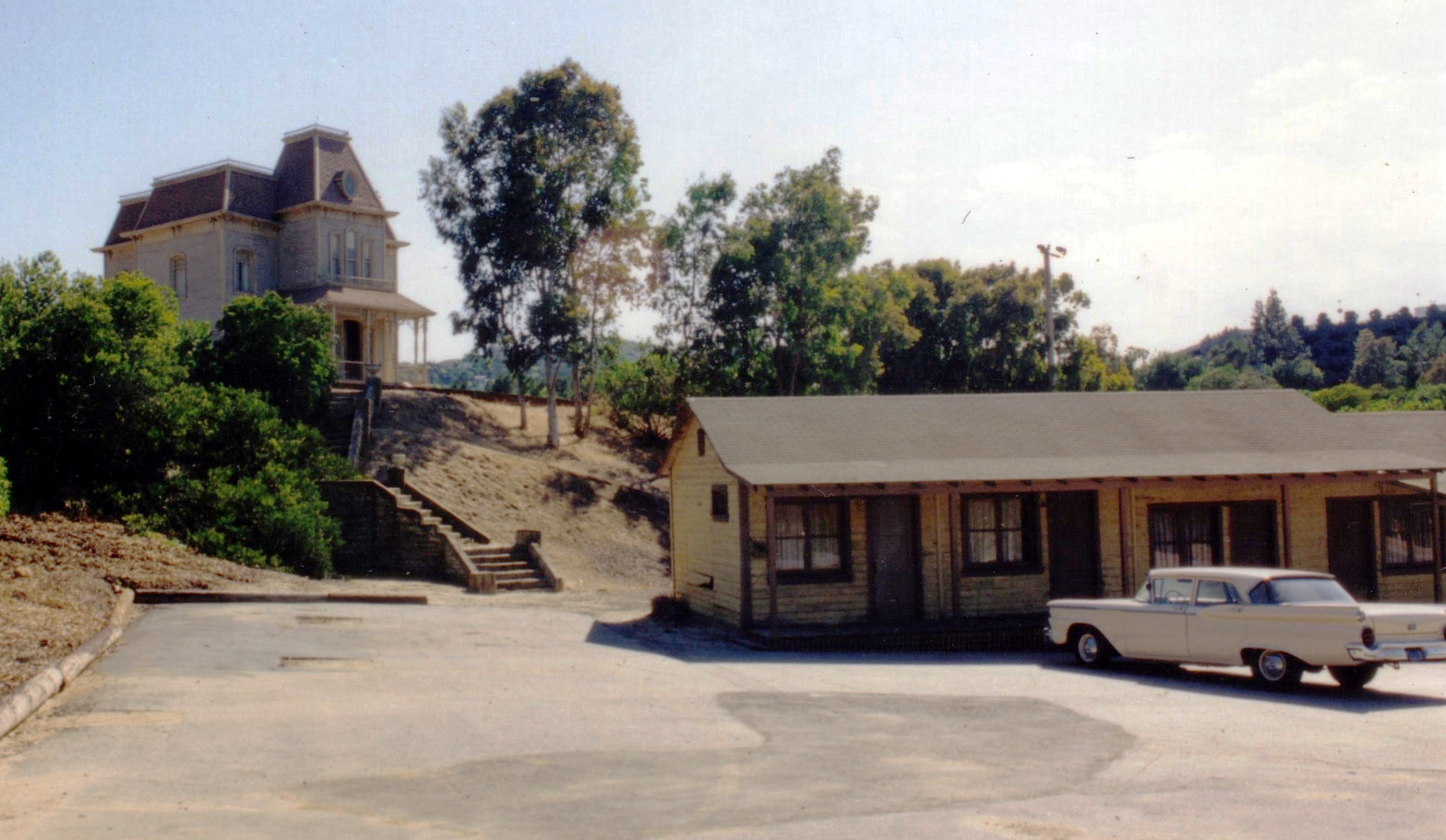
Psychose, Motel des Bates : lieu de tournage de la scène principale.

C'est de façon assez indirecte que De Palma se réfère d'abord à Alfred Hitchcock, avec Sœurs de sang (Sisters, 1973), Obsession (1976) et Carrie au bal du diable (Carrie, 1976). Le premier, dont la musique est signée Bernard Herrmann, comporte des allusions à Fenêtre sur cour — et même une citation quasi « littérale » de celui-ci —, et explore, comme Psychose, via le cas d'une jeune femme devenue schizophrène à la suite de la mort de sa sœur siamoise, le thème du double et du dédoublement de la personnalité. Obsession (1976, scénario de Paul Schrader d'après une histoire de De Palma), est basé sur une relecture de Sueurs froides, en y intégrant le thème de l'inceste. Le compositeur de la musique du film est encore une fois Herrmann. En ce qui concerne Carrie, il s'agit de l'adaptation d'un roman de Stephen King. Néanmoins, les effets utilisés sont à l'évidence calqués sur ceux utilisés par Hitchcock, notamment dans Psychose, auquel il est par ailleurs rendu hommage à travers le nom donné à l'école de Carrie, la Bates High School. Carrie, cependant, par rapport aux films de Hitchcock, force le trait, avec des séquences humoristiques — les exercices-punition sur le terrain de sport, l'essayage — frôlant le grotesque et, en guise d'apothéose, une longue séquence de suspense horrifique, dramatisée presque à outrance, jusqu'au sursaut final. La symbolique, présente de façon subtile chez Hitchcock, est tout aussi présente dans le film de De Palma, mais de façon plus ostensible, notamment avec l'image de la mère « crucifiée » rappelant celle du saint Sébastien, ou les centaines de bougies que l'on peut voir partout dans la maison lorsque Carrie, après le bal, l'humiliation et la vengeance, rentre chez elle. La maison de Carrie et sa mère n'est sans doute pas sans rapport avec celle de Norman Bates (et sa mère). En ce qui concerne la musique, Donaggio s'inspire directement de l'utilisation qui en est faite par Herrmann dans Psychose.
Le scénario de Pulsions (Dressed to Kill, 1980) s'appuie sur une combinaison entre Sueurs froides et Psychose. Comme Sueurs froides, le film, après présentation des personnages, se poursuit par une longue séquence de séduction, évoquant une parade amoureuse, se déroulant en grande partie dans un musée et au cours de laquelle aucun mot n'est échangé. Comme Psychose, le film se termine par un exposé aux allures scientifiques, concernant la personnalité et les motivations du meurtrier. Ce sont les conflits relatifs à son identité sexuelle qui sont cause chez le meurtrier de Pulsions d'un dédoublement de personnalité. Body Double (1984) est une relecture de Fenêtre sur cour et Sueurs froides. Le rôle principal féminin est par ailleurs tenu par Melanie Griffith, fille de Tippi Hedren. Le film est, au-delà du simple divertissement, une réflexion sur le cinéma et ses artifices (comme le titre du film, en partie, l'indique : la « doublure »), autant que sur les travers sexuels (voyeurisme, exhibitionnisme, voire fétichisme), dans le contexte des années 1980, avec l'émergence de la vidéo, la popularisation relative du cinéma gore et le développement de l'industrie pornographique.
De Palma, dans ces films, recourt par ailleurs au split screen, procédé que n'a jamais utilisé Hitchcock, mais qui correspond à des séquences de La Corde, ou Pas de printemps pour Marnie, dans lesquelles il est donné au spectateur d'assister à des scènes concomitantes, l'une étant susceptible d'avoir un effet sur l'autre. Dans les films de De Palma, l'effet n'a toutefois pas toujours la même fonction ; il s'apparente alors plutôt aux fenêtres de Fenêtre sur cour, ou a pour but de causer une espèce de vertige nauséeux, de « gaver » en quelque sorte d'images le spectateur-voyeur.

### Psychosede Gus Van Sant
Psycho (1998) de Gus Van Sant reprend à quelques détails près les mêmes plans que l'original mais est tourné en couleurs. Van Sant explique : « Il s'agit plus d'une réplique que d'un remake […] C'est presque comme si nous réalisions un faux. Comme si nous faisions une copie de la Joconde ou de la statue de David ». Le film, néanmoins, sera un échec commercial.

### Influence en littérature
Certains auteurs, comme Robert Arthur, Jr. et William Arden ont repris le personnage d'Alfred Hitchcock (avec son accord) dans leurs romans pour la jeunesse : Les Trois Jeunes Détectives. Cette saga met en scène de jeunes garçons qui enquêtent sur des événements mystérieux et qui sont parrainés par Alfred Hitchcock en personne, qu'on voit apparaître dans la plupart des romans, en introduction et en conclusion. Cette suite de romans a été traduite en France par Claude Voilier, Vladimir Volkoff ou encore L-M Antheyres, et est parue aux éditions Hachette, dans les collections Bibliothèque verte et Livre de poche.

## Filmographie
Sauf indication contraire, les informations mentionnées dans cette section peuvent être confirmées par la base de données cinématographiques IMDb,  présente dans la section « Liens externes ».
Le nombre total de longs-métrages réalisés par Alfred Hitchcock pour le cinéma est de cinquante-quatre, ou cinquante-trois si l'on omet Mary, version de Meurtre tournée avec des acteurs allemands. Le premier est en réalité Le Jardin du plaisir, et non Number Thirteen, lequel demeura inachevé et dont ce qui en avait été tourné semble aujourd'hui perdu. The Mountain Eagle, le deuxième film de Hitchcock, est également considéré comme perdu. Chantage existe en deux versions : l'une muette et l'autre parlante. Le Crime était presque parfait existe, quant à lui, en version 2D — c'est la seule version disponible sur support DVD — et il a, à sa sortie et en quelques rares occasions par la suite, été projeté en 3D. Alfred Hitchcock a par ailleurs dirigé vingt épisodes de série télévisée dont la durée varie d'une demi-heure à une heure environ.
Les trois premières bobines du film L'Ombre blanche, que l'on croyait perdues, ont été retrouvées en août 2011 en Nouvelle-Zélande. Ces images sont les plus anciennes que l'on connaisse du « Maître du suspense ». Sur ce film de jeunesse, il aurait été scénariste, décorateur, monteur et assistant au réalisateur.
Le tableau ci-dessous recense les réalisations d'Alfred Hitchcock au cinéma et à la télévision. En ce qui concerne les débuts de Hitchcock, le tableau s'étend aux films auxquels le cinéaste a collaboré, essentiellement ceux réalisés par Graham Cutts. Pour ce qui est de la télévision, et notamment la série Alfred Hitchcock présente, seuls sont repris les épisodes réalisés par Hitchcock en personne. Les œuvres sont préalablement classées chronologiquement, dans l'ordre de leur première présentation publique (cinéma) ou de leur première diffusion (TV), dans une tentative de refléter au mieux le parcours créatif du réalisateur.
| Année/Date | Titre français                                | Titre original                                              | Cn/TV         | Technique     | Pays     | Fonction       | Genre  | Production                                                                                         | Acteurs                                                              |
| ---------- | --------------------------------------------- | ----------------------------------------------------------- | ------------- | ------------- | -------- | -------------- | ------ | -------------------------------------------------------------------------------------------------- | -------------------------------------------------------------------- |
| 1922       | Number Thirteen                               | Number Thirteen                                             | Cn (inachevé) | Muet          | GB       | Re, Pr         |        | -                                                                                                  | Clare Greet, Ernest Thesiger                                         |
| 1923       | Woman to Woman*                               | Woman to Woman                                              | Cn (collab.)  | Muet          | GB       | AR, De, Sc     |        | Balcon, Freedman & Saville, Réal. : Graham Cutts                                                   | Betty Compson, Clive Brook                                           |
| 1923       | L'Ombre blanche*                              | The White Shadow                                            | Cn (collab.)  | Muet          | GB       | AR, De, Mo, Sc |        | Balcon, Freedman & Saville, Réal. : Graham Cutts                                                   | Betty Compson, Clive Brook                                           |
| 1923       | Always Tell Your Wife                         | Always Tell Your Wife                                       | Cn (CM)       | Muet          | GB       | Re             |        | Seymour Hicks, Réal. : Hugh Croise et A. Hitchcock                                                 | Seymour Hicks                                                        |
| 1924       | Abnégation*                                   | The Passionate Adventure                                    | Cn (collab.)  | Muet          | GB       | AR, De, Sc     |        | Gainsborough, Réal. : Graham Cutts                                                                 | Alice Joyce, Clive Brook                                             |
| 1925-09-04 | Le Voyou*                                     | Die Prinzessin und der Geiger (all.) The Blackguard (angl.) | Cn (collab.)  | Muet          | GB/ All. | AR, De, Sc     |        | Gainsborough, UFA, Réal. : Graham Cutts                                                            | Jane Novak, Walter Rilla                                             |
| 1925-11-03 | Le Jardin du plaisir                          | The Pleasure Garden                                         | Cn            | Muet          | GB/ All. | Re             |        | Gainsborough, Münchner Lichtspielkunst                                                             | Virginia Valli, Miles Mander                                         |
| 1925-02-18 | The Prude's Fall*                             | The Prude's Fall                                            | Cn (collab.)  | Muet          | GB       | AR, De, Sc     |        | Balcon, Freedman & Saville, Réal. : Graham Cutts                                                   | Jane Novak, Warwick Ward, Miles Mander                               |
| 1926-05    | The Mountain Eagle                            | The Mountain Eagle                                          | Cn            | Muet          | GB/ All. | Re             |        | Gainsborough, Münchner Lichtspielkunst                                                             | Nita Naldi, Malcolm Keen                                             |
| 1927-02-14 | Les Cheveux d'or ou L'Éventreur ou The Lodger | The Lodger : A Story of the London Fog                      | Cn            | Muet          | GB       | Re             | Th     | Gainsborough, Carlyle Blackwell                                                                    | Ivor Novello, June Tripp, Malcolm Keen                               |
| 1927-10-01 | Le Ring / Le Masque de cuir                   | The Ring                                                    | Cn            | Muet          | GB       | Re             |        | British International                                                                              | Carl Brisson, Lillian Hall-Davis                                     |
| 1927-10-24 | Downhill ou C'est la vie… ou La Pente         | Downhill                                                    | Cn            | Muet          | GB       | Re             |        | Gainsborough                                                                                       | Ivor Novello, Isabel Jeans                                           |
| 1928-03-02 | Laquelle des trois ?                          | The Farmer's Wife                                           | Cn            | Muet          | GB       | Re             |        | British International                                                                              | Jameson Thomas, Lillian Hall-Davis                                   |
| 1928-03-05 | Le passé ne meurt pas                         | Easy Virtue                                                 | Cn            | Muet          | GB       | Re             |        | Gainsborough                                                                                       | Franklin Dyall, Isabel Jeans                                         |
| 1928-08-20 | Champagne ou À l'américaine                   | Champagne                                                   | Cn            | Muet          | GB       | Re, Sc         |        | British International                                                                              | Betty Balfour, Gordon Harker                                         |
| 1929-01-21 | The Manxman                                   | The Manxman                                                 | Cn            | Muet          | GB       | Re             |        | British International                                                                              | Anny Ondra, Carl Brisson                                             |
| 1929-06-30 | Chantage                                      | Blackmail                                                   | Cn            | Muet, Parlant | GB       | Re, Sc         | Th     | British International                                                                              | Anny Ondra, John Longden                                             |
| 1930       | Junon et le Paon                              | Juno and the Paycock                                        | Cn            | N&B           | GB       | Re, Sc         | Dr     | British International                                                                              | Sara Allgood, John Longden                                           |
| 1930       | Elstree Calling                               | Elstree Calling                                             | Cn (collab.)  | N&B           | GB       | Re             | Mu     | British International, Réal. : André Charlot, Jack Hulbert, Paul Murray et A. Hitchcock            | Gordon Begg                                                          |
| 1930       | An Elastic Affair                             | An Elastic Affair                                           | Cn (CM)       | N&B           | GB       | Re             | Co     | British International                                                                              | Cyril Butcher, Aileen Despard                                        |
| 1930-07-31 | Meurtre                                       | Murder!                                                     | Cn            | N&B           | GB       | Re             | Th     | British International                                                                              | Herbert Marshall, Norah Baring                                       |
| 1931-02-26 | The Skin Game                                 | The Skin Game                                               | Cn            | N&B           | GB       | Re, Sc         | Dr     | British International                                                                              | Edmund Gwenn, John Longden                                           |
| 1931-03-02 | Mary                                          | Mary                                                        | Cn            | N&B           | GB/ All. | Re             | Th     | British International                                                                              | Olga Tchekhova, Paul Graetz, Alfred Abel                             |
| 1932       | À l'est de Shanghai                           | Rich and Strange                                            | Cn            | N&B           | GB       | Re, Sc         |        | British International                                                                              | Henry Kendall, Joan Barry                                            |
| 1932       | Numéro dix-sept                               | Number Seventeen                                            | Cn            | N&B           | GB       | Re             | Th     | British International                                                                              | Leon M. Lion, Anne Grey                                              |
| 1934-03    | Le Chant du Danube                            | Waltzes from Vienna                                         | Cn            | N&B           | GB       | Re             | Mu     | Gaumont British (Tom Arnold)                                                                       | Esmond Knight, Edmund Gwenn, Fay Compton                             |
| 1934-12    | L’Homme qui en savait trop                    | The Man Who Knew Too Much                                   | Cn            | N&B           | GB       | Re             | Th     | Gaumont British                                                                                    | Leslie Banks, Edna Best, Peter Lorre                                 |
| 1935-06    | Les 39 Marches                                | The 39 Steps                                                | Cn            | N&B           | GB       | Re             | Th, Es | Gaumont British                                                                                    | Robert Donat, Madeleine Carroll                                      |
| 1936-05    | Quatre de l'espionnage                        | Secret Agent                                                | Cn            | N&B           | GB       | Re             | Th, Es | Gaumont British                                                                                    | John Gielgud, Madeleine Carroll, Robert Young, Peter Lorre           |
| 1936-12-02 | Agent secret                                  | Sabotage                                                    | Cn            | N&B           | GB       | Re             | Th     | Gaumont British, Shepherd                                                                          | Sylvia Sidney, John Loder, Oskar Homolka                             |
| 1937-11    | Jeune et Innocent                             | Young and Innocent                                          | Cn            | N&B           | GB       | Re             | Th     | Gaumont British                                                                                    | Derrick De Marney, Nova Pilbeam                                      |
| 1938-11-01 | Une femme disparaît                           | The Lady Vanishes                                           | Cn            | N&B           | GB       | Re             | Th, Es | Gainsborough                                                                                       | Margaret Lockwood, Michael Redgrave, May Whitty                      |
| 1939-05-15 | La Taverne de la Jamaïque                     | Jamaica Inn                                                 | Cn            | N&B           | GB       | Re             | Av     | Mayflower                                                                                          | Maureen O'Hara, Charles Laughton                                     |
| 1940-03-27 | Rebecca                                       | Rebecca                                                     | Cn            | N&B           | USA      | Re             | Dr, Th | Selznick                                                                                           | Joan Fontaine, Laurence Olivier                                      |
| 1940-08-16 | Correspondant 17                              | Foreign Correspondent                                       | Cn            | N&B           | USA      | Re             | Th     | United Artists (Walter Wanger)                                                                     | Joel McCrea, Laraine Day                                             |
| 1941-01-31 | Joies matrimoniales                           | Mr and Mrs. Smith                                           | Cn            | N&B           | USA      | Re             | Co     | RKO                                                                                                | Carole Lombard, Robert Montgomery                                    |
| 1941-11-14 | Soupçons                                      | Suspicion                                                   | Cn            | N&B           | USA      | Re             | Th     | RKO                                                                                                | Joan Fontaine, Cary Grant                                            |
| 1942-04-24 | Cinquième Colonne                             | Saboteur                                                    | Cn            | N&B           | USA      | Re             | Th, Es | Universal (Frank Lloyd)                                                                            | Robert Cummings, Priscilla Lane                                      |
| 1943-01-12 | L'Ombre d'un doute                            | Shadow of a Doubt                                           | Cn            | N&B           | USA      | Re             | Th     | Universal (Jack H. Skirball)                                                                       | Joseph Cotten, Teresa Wright                                         |
| 1944       | Aventure malgache                             | Aventure malgache                                           | Cn (CM)       | N&B           | GB       | Re             | Gr     | Ministry of Information                                                                            | Paul Bonifas, Paul Clarus                                            |
| 1944       | Bon voyage                                    | Bon voyage                                                  | Cn (CM)       | N&B           | GB       | Re             | Gr     | Ministry of Information                                                                            |                                                                      |
| 1944       | The Fighting Generation                       | The Fighting Generation                                     | Cn (CM)       | N&B           | USA      | Re             | Doc    | RKO Pathé (Vanguard)                                                                               | Jennifer Jones                                                       |
| 1944       | Watchtower Over Tomorrow                      | Watchtower Over Tomorrow                                    | Cn (CM)       | N&B           | USA      | Re             | Dr     | U.S. Office of War Information, Réal. : John Cromwell, Harold F. Kress, A. Hitchcock et Elia Kazan | Edward R. Stettinius, Jr                                             |
| 1944-01-12 | Les Naufragés                                 | Lifeboat                                                    | Cn            | N&B           | USA      | Re, Sc, Pr     | Th, Gr | 20th Century Fox                                                                                   | Tallulah Bankhead, William Bendix                                    |
| 1945-10-31 | La Maison du docteur Edwardes                 | Spellbound                                                  | Cn            | N&B           | USA      | Re             | Th, Ps | Selznick (Vanguard)                                                                                | Gregory Peck, Ingrid Bergman                                         |
| 1946-08-15 | Les Enchaînés                                 | Notorious                                                   | Cn            | N&B           | USA      | Re, Sc, Pr     | Th, Es | RKO (Vanguard)                                                                                     | Cary Grant, Ingrid Bergman, Claude Rains                             |
| 1947-12-31 | Le Procès Paradine                            | The Paradine Case                                           | Cn            | N&B           | USA      | Re             | Th, Dr | Selznick (Vanguard)                                                                                | Gregory Peck, Alida Valli, Louis Jourdan, Ann Todd, Charles Laughton |
| 1948-08-23 | La Corde                                      | Rope                                                        | Cn            | Coul.         | USA      | Re, Pr         | Th     | Transatlantic, Warner Bros.                                                                        | Farley Granger, John Dall, James Stewart                             |
| 1949-09-08 | Les Amants du Capricorne                      | Under Capricorn                                             | Cn            | Coul.         | GB       | Re, Pr         | Dr     | Transatlantic                                                                                      | Ingrid Bergman, Michael Wilding, Joseph Cotten                       |
| 1950-02-22 | Le Grand Alibi                                | Stage Fright                                                | Cn            | N&B           | GB       | Re, Pr         | Th     | Warner Bros.                                                                                       | Jane Wyman, Michael Wilding, Marlène Dietrich, Richard Todd          |
| 1951-06-30 | L'Inconnu du Nord-Express                     | Strangers on a Train                                        | Cn            | N&B           | USA      | Re, Pr         | Th     | Warner Bros.                                                                                       | Farley Granger, Robert Walker, Ruth Roman                            |
| 1953-02-12 | La Loi du silence                             | I Confess                                                   | Cn            | N&B           | USA      | Re, Pr         | Th     | Warner Bros.                                                                                       | Montgomery Clift, Anne Baxter, Karl Malden                           |
| 1954-06-28 | Le crime était presque parfait                | Dial M for Murder                                           | Cn            | Coul., 3D     | USA      | Re, Pr         | Th     | Warner Bros.                                                                                       | Ray Milland, Grace Kelly, Robert Cummings                            |
| 1954-08-01 | Fenêtre sur cour                              | Rear Window                                                 | Cn            | Coul.         | USA      | Re, Pr         | Th     | Paramount, Patron Inc.                                                                             | James Stewart, Grace Kelly                                           |
| 1955-08-03 | La Main au collet                             | To Catch a Thief                                            | Cn            | Coul.         | USA      | Re, Pr         | Th     | Paramount                                                                                          | Cary Grant, Grace Kelly                                              |
| 1955-09-27 | Mais qui a tué Harry ?                        | The Trouble with Harry                                      | Cn            | Coul.         | USA      | Re, Pr         | Co     | Paramount, Hitchcock co.                                                                           | John Forsythe, Shirley MacLaine                                      |
| 1955-10-02 | C'est lui (AHP, 01.01)                        | Revenge                                                     | TV            | N&B           | USA      | Re, Pr         |        | Shamley                                                                                            | Ralph Meeker, Vera Miles                                             |
| 1955-11-13 | Accident (AHP, 01.07)                         | Breakdown                                                   | TV            | N&B           | USA      | Re             |        | Shamley                                                                                            | Joseph Cotten, Raymond Bailey                                        |
| 1955-12-04 | Le Cas de M. Pelham (AHP, 01.10)              | The Case of Mr Pelham                                       | TV            | N&B           | USA      | Re             |        | Shamley                                                                                            | Tom Ewell                                                            |
| 1956-03-04 | De retour à Noël (AHP, 01.23)                 | Back for Christmas                                          | TV            | N&B           | USA      | Re             |        | Shamley                                                                                            | John Williams                                                        |
| 1956-04-30 | L'Homme qui en savait trop                    | The Man Who Knew Too Much                                   | Cn            | Coul.         | USA      | Re, Pr         | Th     | Paramount, Filwite                                                                                 | James Stewart, Doris Day                                             |
| 1956-09-30 | Jour de pluie (AHP, 02.01)                    | Wet Satursday                                               | TV            | N&B           | USA      | Re             |        | Shamley                                                                                            | John Williams, Cedric Hardwicke                                      |
| 1956-12-22 | Le Faux Coupable                              | The Wrong Man                                               | Cn            | N&B           | USA      | Re, Pr         | Dr     | Warner Bros.                                                                                       | Henry Fonda, Vera Miles                                              |
| 1956-12-23 | Le Secret de M. Blanchard (AHP, 02.13)        | Mr Blanchard's Secret                                       | TV            | N&B           | USA      | Re             |        | Shamley                                                                                            | Dayton Lummis                                                        |
| 1957-04-07 | Un incident de parcours (AHP, 02.28)          | One More Mile to Go                                         | TV            | N&B           | USA      | Re             |        | Shamley                                                                                            | David Wayne                                                          |
| 1957-09-30 | Pris au piège (Suspicion, 01.01)              | Four o'clock                                                | TV            | N&B           | USA      | Re, Pr ex.     |        | Shamley                                                                                            | Harry Dean Stanton                                                   |
| 1957-10-20 | Le Crime parfait (AHP, 03.03)                 | The Perfect Crime                                           | TV            | N&B           | USA      | Re             |        | Shamley                                                                                            | Vincent Price                                                        |
| 1958-04-13 | L'inspecteur se met a table (AHP, 03.28)      | Lamb to the Slaughter                                       | TV            | N&B           | USA      | Re             |        | Shamley                                                                                            | Barbara Bel Geddes, Harold J. Stone                                  |
| 1958-05-09 | Sueurs froides                                | Vertigo                                                     | Cn            | Coul.         | USA      | Re, Pr         | Th, Dr | Paramount, Hitchcock co.                                                                           | James Stewart, Kim Novak, Barbara Bel Geddes                         |
| 1958-06-01 | Le Plongeon (AHP, 03.35)                      | Dip in the Pool                                             | TV            | N&B           | USA      | Re             |        | Shamley                                                                                            | Keenan Wynn, Fay Wray                                                |
| 1958-10-05 | Poison (AHP, 04.01)                           | Poison                                                      | TV            | N&B           | USA      | Re             |        | Shamley                                                                                            | James Donald, Wendell Corey                                          |
| 1959-05-03 | Le Fantôme de Blackheat (AHP, 04.29)          | Banquo's Chair                                              | TV            | N&B           | USA      | Re             |        | Shamley                                                                                            | John Williams, Hilda Plowright                                       |
| 1959-07-17 | La Mort aux trousses                          | North by Northwest                                          | Cn            | Coul.         | USA      | Re, Pr         | Th     | MGM, Loew's                                                                                        | Cary Grant, Eva Marie Saint                                          |
| 1959-09-27 | Arthur (AHP, 05.01)                           | Arthur                                                      | TV            | N&B           | USA      | Re             |        | Shamley                                                                                            | Laurence Harvey, Patrick Macnee                                      |
| 1959-10-04 | The Crystal Trench (AHP, 05.02)               | The Crystal Trench                                          | TV            | N&B           | USA      | Re             |        | Shamley                                                                                            | James Donald, Patricia Owens, Patrick Macnee                         |
| 1960-04-05 | Incident at a Corner (Startime, 01.27)        | Incident at a Corner                                        | TV            | Coul.         | USA      | Re             |        | Shamley                                                                                            | Vera Miles                                                           |
| 1960-06-16 | Psychose                                      | Psycho                                                      | Cn            | N&B           | USA      | Re, Pr         | Th, Ps | Shamley                                                                                            | Anthony Perkins, Janet Leigh, Martin Balsam, Vera Miles              |
| 1960-09-27 | Le Manteau (AHP, 06.01)                       | Mrs Bisby and the Colonel's Coat                            | TV            | N&B           | USA      | Re             |        | Shamley                                                                                            | Audrey Meadows, Alden Chase                                          |
| 1961-03-14 | Caracolade ou Le Vilain Parieur (AHP, 06.22)  | The Horse Player                                            | TV            | N&B           | USA      | Re             |        | Shamley                                                                                            | Claude Rains                                                         |
| 1961-10-17 | Haut les mains (AHP, 07.02)                   | Bang ! You're Dead                                          | TV            | N&B           | USA      | Re             | Th     | Shamley                                                                                            | Stephen Dunne, Biff Eliot, Lucy Prentis                              |
| 1962-10-11 | J'ai tout vu (Alfred Hitchcock Hour, 01.04)   | I Saw the Whole Thing                                       | TV            | N&B           | USA      | Re             |        | Shamley                                                                                            | John Forsythe                                                        |
| 1963       | Les Oiseaux                                   | Birds                                                       | Cn            | Coul.         | USA      | Re, Pr         | Th, Fa | Universal, Hitchcock co.                                                                           | Tippi Hedren, Rod Taylor                                             |
| 1964-07-22 | Pas de printemps pour Marnie                  | Marnie                                                      | Cn            | Coul.         | USA      | Re, Pr         | Th, Ps | Universal                                                                                          | Tippi Hedren, Sean Connery                                           |
| 1966-07    | Le Rideau déchiré                             | Torn Curtain                                                | Cn            | Coul.         | USA      | Re, Pr         | Th, Es | Universal                                                                                          | Paul Newman, Julie Andrews                                           |
| 1969-12-17 | L'Étau                                        | Topaz                                                       | Cn            | Coul.         | USA      | Re, Pr         | Th, Es | Universal                                                                                          | Frederick Stafford, John Forsythe                                    |
| 1972-05-25 | Frenzy                                        | Frenzy                                                      | Cn            | Coul.         | GB       | Re, Pr         | Th     | Universal                                                                                          | Jon Finch, Anna Massey, Barry Foster                                 |
| 1976-04-09 | Complot de famille                            | Family Plot                                                 | Cn            | Coul.         | USA      | Re, Pr         | Th     | Universal                                                                                          | Barbara Harris, Bruce Dern, William Devane, Karen Black              |
| 1980       | The Short Night                               | The Short Night                                             | Cn (projet)   |               |          |                |        | |                                                                      |